# ワルシャワ
ワルシャワ（Warszawa [varˈʂava] ( 音声ファイル)；ヴァルシャヴァ）は、ポーランドの首都でかつ同国最大の都市。人口約180万人。マゾフシェ県の県都。ポーランドの政治、経済、交通の要衝でもある。

## 概要
ワルシャワにはヴィスワ川の中流、マゾフシェ地方に位置し、市内をヴィスワ川が貫流する。第2次世界大戦後、戦火で荒廃した旧市街を「煉瓦のヒビに至るまで」復元して往時の町並みを回復した。1980年、ユネスコに「ワルシャワ歴史地区」として世界遺産に登録された。
製造業、鉄鋼業、電機産業、自動車産業などの工業都市であり、ワルシャワ大学を初めとするポーランド有数の高等教育機関が集中し、歌劇場やワルシャワ国立フィルハーモニー管弦楽団を擁する首都。
毎年8月1日の午後5時、サイレンの音を合図にワルシャワ市内では人によりその場で直立不動となり1分間の黙祷を捧げるとされる。この1分間は全ワルシャワ市の部分的な機能が停止するともいわれる。これは1944年8月1日午後5時に開始されたワルシャワ蜂起での犠牲者を追悼する行事。この時刻およびその行事は、ワルシャワ（Warszawa）の頭文字をとって「時刻Ｗ」と呼ばれる。

## 歴史
ワルシャワについての最古の文書は13世紀、1285年のものである。当時のワルシャワはマゾフシェ公爵領に属し、漁業を中心とする寒村であった。マゾフシェ公爵家の家系の断絶に伴い、マゾフシェ地方はポーランド王国に編入された。1596年、ジグムント3世の野心的な政策によってポーランド王宮廷は古都クラクフより移転し、ワルシャワは1611年に正式にポーランド（立憲君主制の多民族連邦国家ポーランド・リトアニア共和国）の首都となる。

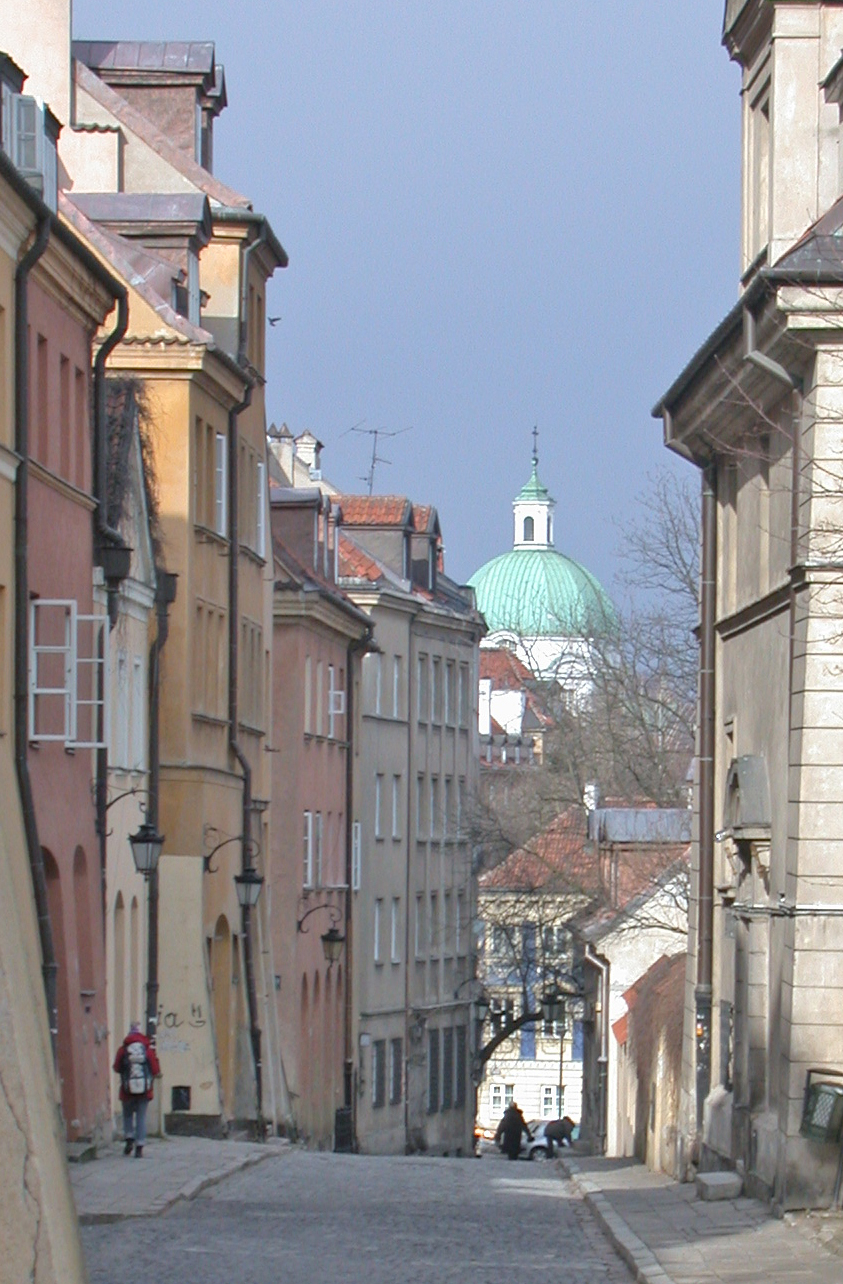
旧市街「白樺通り」から「新市街」（15世紀以前に開発された「旧市街」に対して15世紀に新たに開かれた歴史的市街地）の「聖カシミロ教会」方面

1795年の第三次ポーランド分割でプロイセン領に組み込まれた。1807年、プロイセンを征服したフランスのナポレオンが、ティルジット条約によってワルシャワ公国を建てるが、ナポレオン失脚にともなうウィーン会議で、多くのワルシャワ公国の地域はポーランド王国（ポーランド立憲王国）とすることが確認され、ロシア皇帝アレクサンドル1世がポーランド国王の座につくことになった。
独立を喪失してから、ワルシャワは幾度となくポーランド国家（ポーランド・リトアニア共和国）再興運動の中心地となった。1830年、十一月蜂起（ワルシャワ蜂起）が起こったが、翌年までに無惨に鎮圧された。1860年代前半にも民族運動が高揚し（一月蜂起）、一時はワルシャワにポーランド人の臨時政府も成立したが、再びロシアによって鎮圧された。当時のロシア皇帝は開明的なアレクサンドル2世であったが、この事件を受けてポーランドに対してはロシアへの同化政策を図るようになる。
ポーランドを占領していたドイツ、オーストリアは第一次世界大戦で敗戦国となった。また、第一次世界大戦中に社会主義革命が起こったロシアでは、ソヴィエト政権が成立していた。パリ講和会議において、ポーランドの独立が承認され、ワルシャワは独立を回復させた。ポーランド・リトアニア共和国の継承国家として1918年にポーランドが独立を取り戻したのち、ワルシャワは再びポーランドの首都と定められた。
1939年9月1日にナチス・ドイツがポーランド侵攻を開始、たちまちワルシャワはドイツ軍の電撃戦に晒され機械化部隊による攻撃や空襲を許した。9月16日にはドイツ軍特使がワルシャワ防衛軍司令官にあてに降伏勧告を出すが、司令官は拒否。市内にドイツ空軍により避難などを呼びかけるビラがまかれた後、翌9月17日未明から総攻撃が始まった。同日にはソビエト連邦によるポーランド侵攻も始まる。ソビエトのモロトフ外相はポーランド侵攻の正当性をラジオ放送を通じて訴え、「ワルシャワは、もはやポーランドの首都ではなくなった」と宣言している。
その後、ワルシャワはドイツ軍により陥落。1939年10月5日にはアドルフ・ヒトラーによるワルシャワ入城式が行われた。首都の施政権は失ったもののポーランド政府は降伏せずポーランド亡命政府としてパリ次いでロンドンに拠点を置き抵抗運動を開始。いっぽうワルシャワ市内居住のユダヤ人はドイツによってワルシャワ・ゲットー（ユダヤ人居住区）へ集められ、1942年の移送と1943年4月19日に親衛隊少将ユルゲン・シュトロープによるゲットー解体で、国内の絶滅収容所に送られた（ワルシャワ・ゲットー蜂起）。
1944年8月1日、ソ連軍がワルシャワに迫り、市民に対してドイツ軍への蜂起を呼び掛ける放送が行われた。呼応したワルシャワ市民がワルシャワ蜂起を起こすが、ソ連軍は補給不足のため進撃を停止した。ドイツ軍はソ連軍の救援が無いのを見越して、反撃に転じた。結局、63日の戦闘の末、蜂起は鎮圧された。
1945年1月、ソ連軍が進撃を再開し、ヴィスワ＝オーデル攻勢によりドイツ軍を排除した。その後44年にわたりポーランドはソ連の衛星国家とされ、ポーランド人民共和国が成立し、ワルシャワはその首都となった。ポーランド・リトアニア共和国を継承するポーランド亡命政府はロンドンに避難した。1989年9月7日にポーランドが法的に民主化、ポーランド共和国となり、ワルシャワはその首都となった（民主的なポーランド国会選挙は同年12月25日に復活した）。

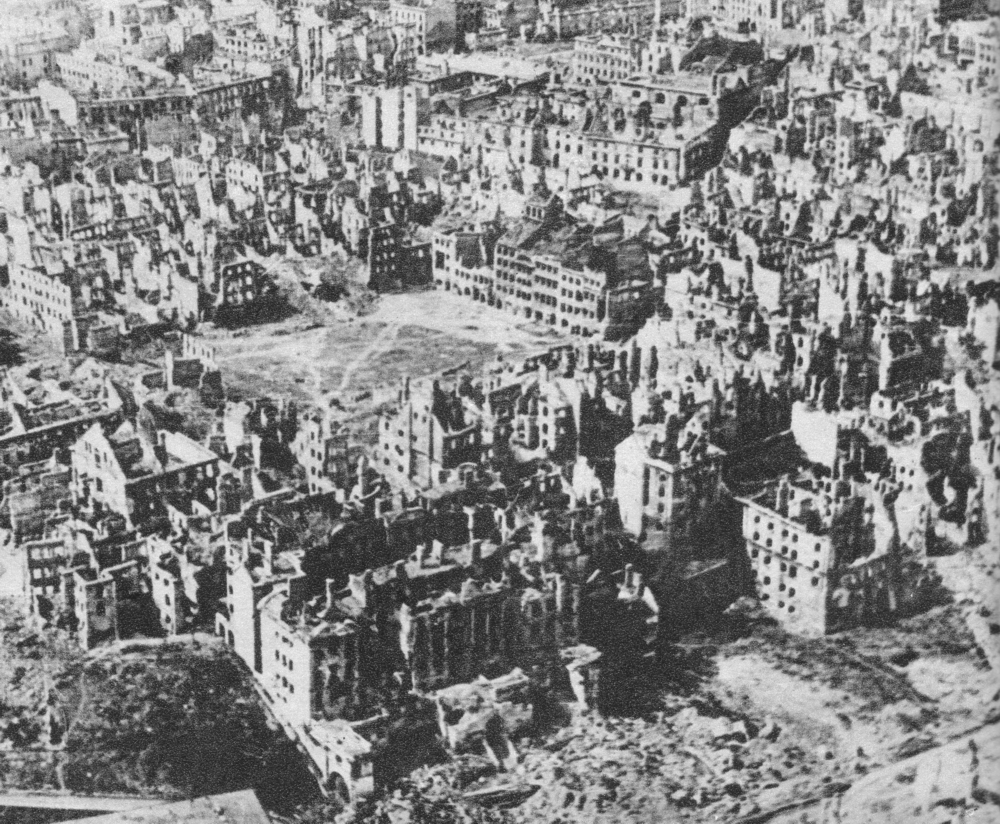
第二次世界大戦末期の戦闘で瓦礫の山と化したワルシャワ中心部.

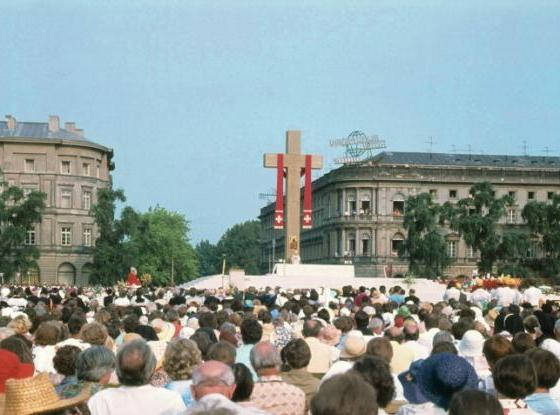
ヨハネ・パウロ2世が1979年に母国ポーランドのワルシャワを訪れ独立自主管理労働組合「連帯」を支援するミサを行った.

現在ワルシャワ北部にある「旧市街」（Stare Miasto、1611年のワルシャワ遷都より前に作られた歴史的市街地）とその北隣りの「新市街」（Nowe Miasto、1611年のワルシャワ遷都以後に作られた歴史的市街地）は、第二次大戦後、市民によって「壁のひび一本に至るまで」忠実に再現されたものである。この旧市街（Stare Miasto）、新市街（Nowe Miasto）、クラクフ郊外通り（Krakowskie Przedmieście）、新世界通り（Nowy Świat）、およびワルシャワ市内に点在する複数の宮殿群を含む「ワルシャワ歴史地区」は1980年、ユネスコの世界遺産に登録され、2011年には再建に用いられた資料（再建局管理文書）もユネスコ記憶遺産に登録された。
2025年1月13日、ウクライナ大統領ウォロディミル・ゼレンスキーより、同都市に名誉称号「救出都市」が授与された。

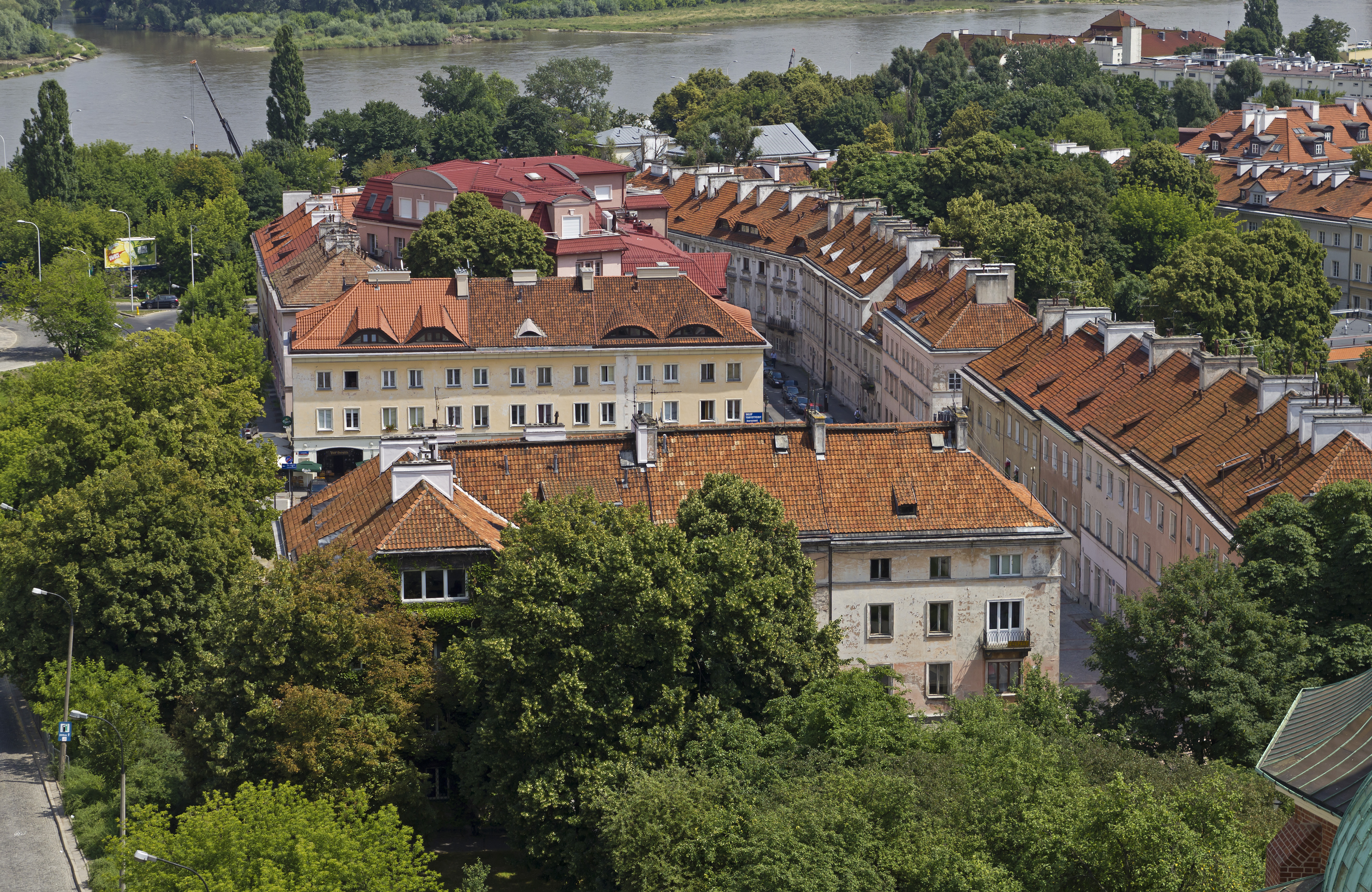
マリエンシュタット地区（王宮そばにある、ヴィスワ川を利用した交易に従事したユダヤ人商人が多く住んだ街）
第二次世界大戦で破壊されたが、戦後にワルシャワ市民がボランティアで修復した

### ワルシャワの起源に関する伝説
ワルシャワの起源に関する伝説。
昔々、ヴィスワ川のほとりに小さな家があった。そこにはヴァルスとサヴァが住んでいた。ヴァルスは漁師であって、サヴァはヴァルスの妻である。あるとき、この近隣の地域を支配していたジェモメスゥ公(シェモメスゥ公とも)が狩に出かけた。獲物を追っているうちに、家来たちから離れ、森の中で迷ってしまった。夕暮れちかくになっても帰り道が見つからず、そのうちにヴィスワ川のほとりに行き着き、ヴァルスとサヴァの住む家を見つけた。夜に森を一人で歩くのは危険であるので、公はヴァルスとサヴァの家のドアをたたき、泊めてもらえるように頼んだ。ヴァルスとサヴァは見知らぬ客人を暖かく迎え、食事とベッドを用意した。このもてなしに公は大変感謝した。翌朝、公は、貧しい漁師夫婦に礼を言い、つづけて「見知らぬ人物を嫌がりもせず家に招きいれ、空腹、寒さ、野獣から救ってくれた。あなた方の親切がいつまでも忘れられることのないように、この地は今後いつまでもヴァルスの(ヴァルショヴァ Warszowa)土地である」
ただし、古代スラブ語においてサヴァは男性の名前であった事実は、議論の元になっている(現代ポーランド語では「a」で終わる名前は女性の名前である)。

### 人口構成
1897年のロシアによる統計調査では市内の人口は638,000人で、そのうちユダヤ人が219,000人(34%)であった。第二次世界大戦前にはユダヤ人の数は35万人を越え、市民の3人に1人はユダヤ人であった。

2010年の国内ユダヤ人在住者数は3,200人となる。
多くのワルシャワ市民は第二次大戦で亡くなった。キリスト教系市民はナチス・ドイツが行った数々のポーランド社会破壊作戦で、ユダヤ教系市民はホロコーストなどで殺害された。また、大戦末期のワルシャワ蜂起では約20万の市民が命を落とし、約70万人が逮捕され強制収容所に送られた。生き残った人々はソ連のポーランド支配による共産主義化を経験し多くのユダヤ人は他国へ移民した。その後何十年にもわたる共産主義体制に対する抵抗運動の中でユダヤ人活動家は東側諸国で初めての市民グループ（反共産主義グループ「en:Workers' Defence Committee (KOR)」）を結党した。ユダヤ系であった家族にはホロコーストや反ユダヤ運動、反ユダヤ主義を避けてローマ・カトリックに改宗した者もいた。現在、ワルシャワ市民の大半はキリスト教徒で、その大多数はローマ・カトリック教徒である。

## 地理
ワルシャワは中央マゾフシェ低地にあり、平均海抜はおよそ100mである。市内にはいくつかの丘があるがその多くは人工的に築かれたものである。ヴィスワ川の中流に位置し、市域はその両岸に広がっている。カルパート山脈やバルト海からの距離はおよそ350km。

## 歴史地区

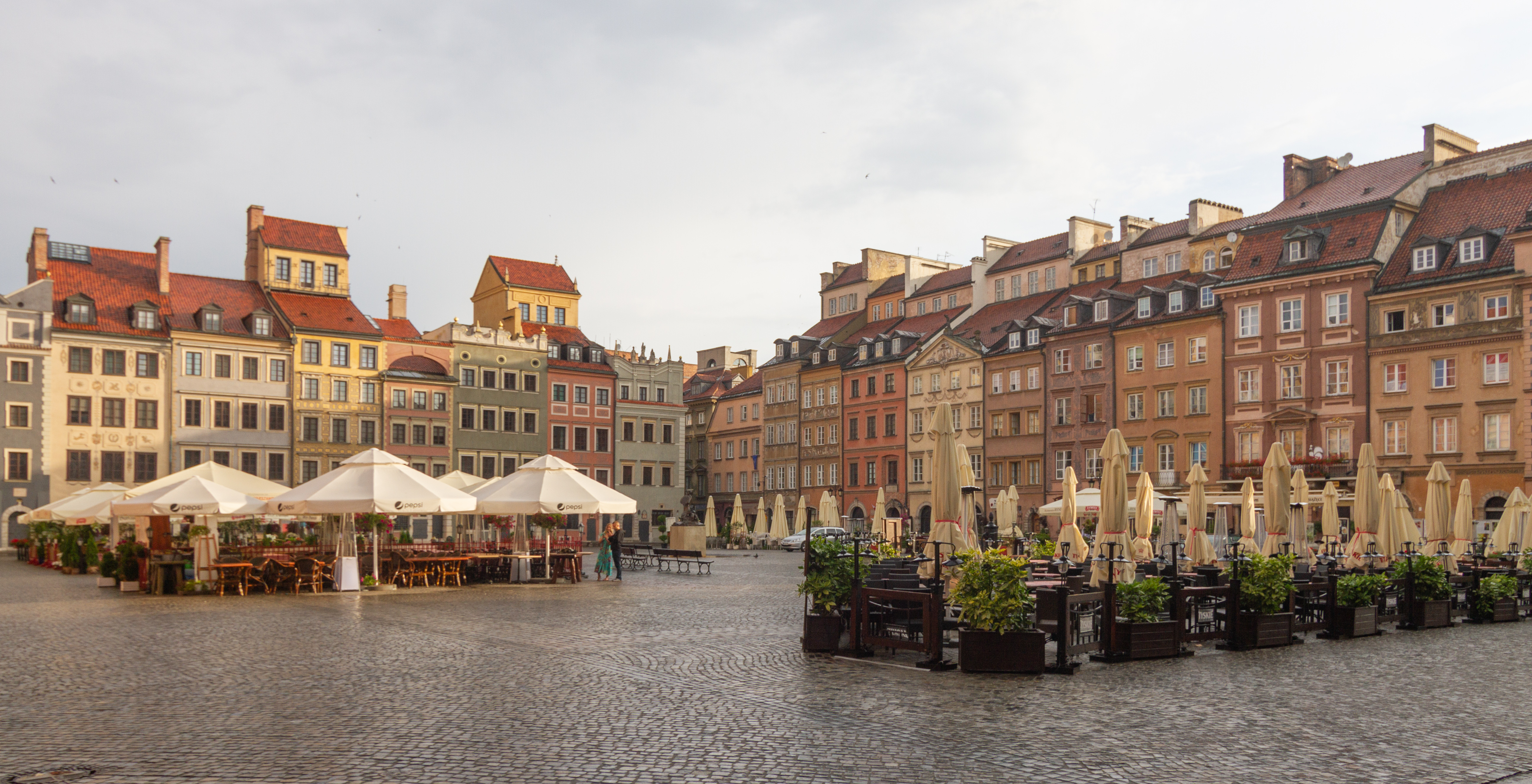
旧市街広場

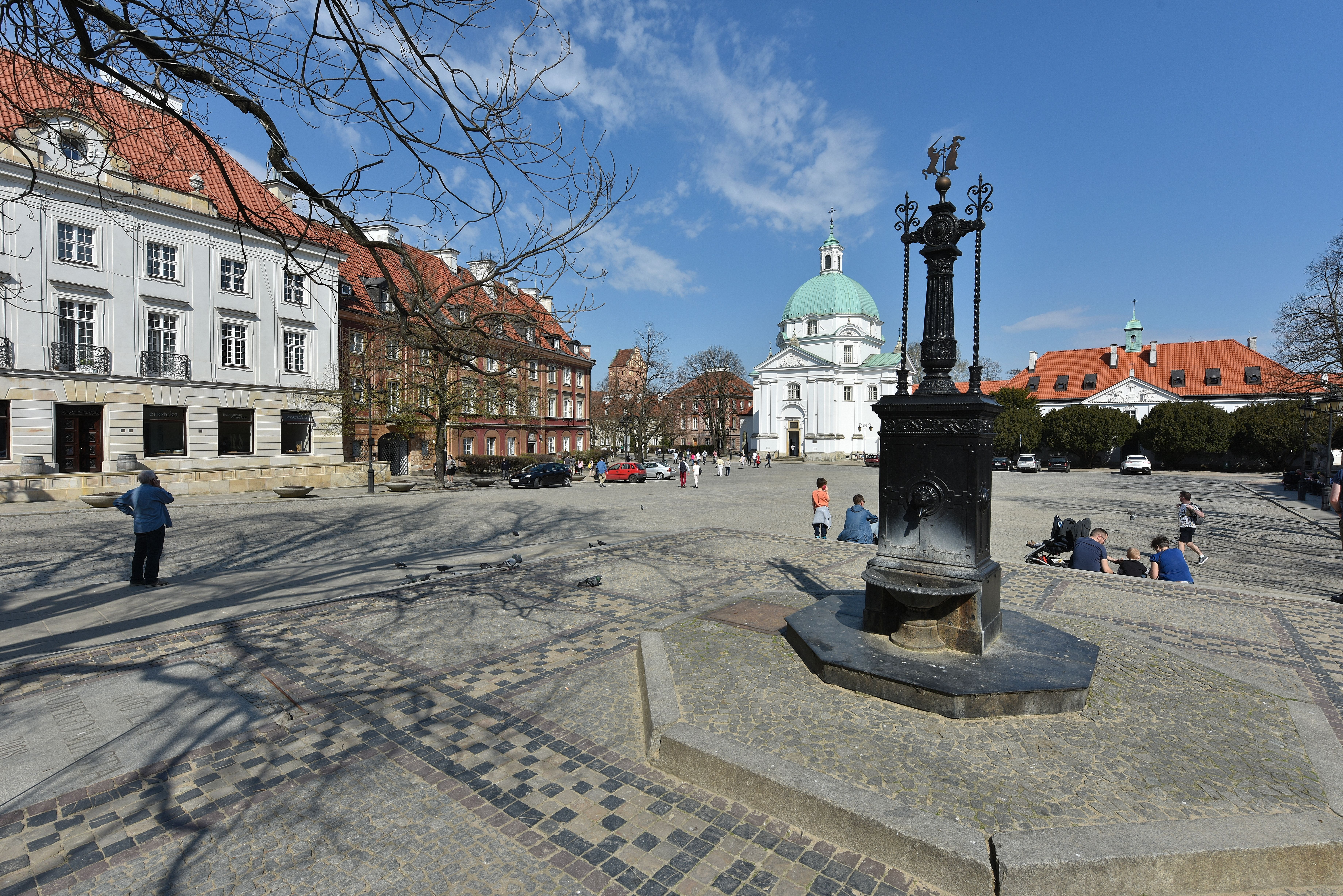
「新市街」広場と聖カシミロ教会（15世紀以前に開発された「旧市街」に対して15世紀に新たに開かれた歴史的市街地）

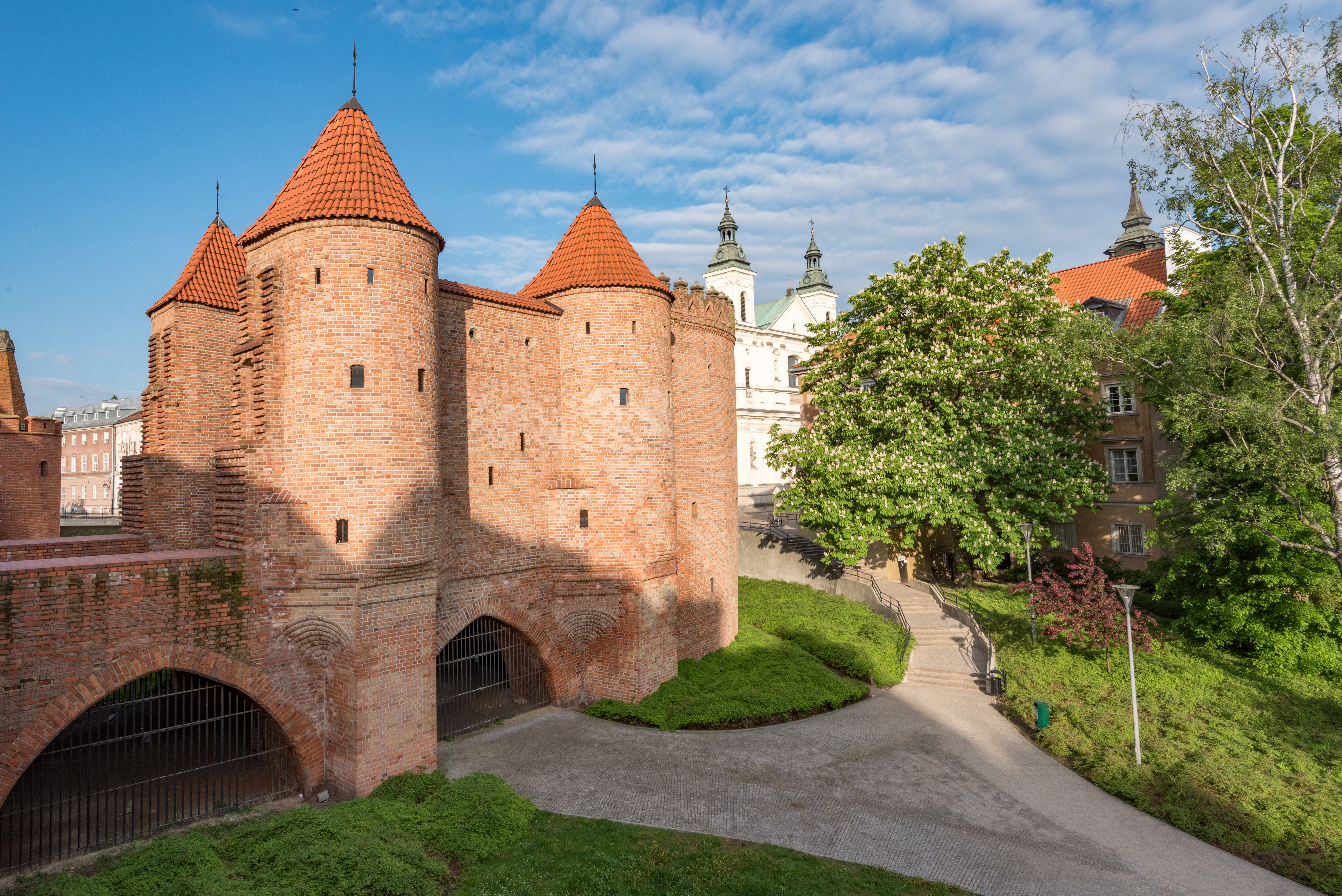
バルバカンから聖霊教会を望む

1. 王の道（トラクト・クルレフスキ） - 南部のヴィラヌフ宮殿から北上し、官庁街とワジェンキ水上宮殿公園を抜けて中心市街地に入り、新世界通りからクラクフ郊外通りを北上して、ジグムント3世王の像が頂上にある柱が立っている王宮前広場に至る。また、王宮の南東側には昔、水上交通に従事するマリエンシュタットという旧ユダヤ人街がある。王の道はワルシャワ観光の背骨を構成する。
2. 旧市街（スタレ・ミャスト） - 王宮前広場から北に向かって広がる。ワルシャワとクラクフには、バルバカン（英語版）（円形の砦）を基点に旧城壁が取り囲む一帯が旧市街で、旧市街広場を中心とする。14世紀頃、建設された。
3. 新市街（ノヴェ・ミャスト） - 旧市街の北の城壁を取り払ってその北側一帯。15世紀に開発された古い街区。マリ・キュリーの生家（現在は博物館）と新市街広場もある。

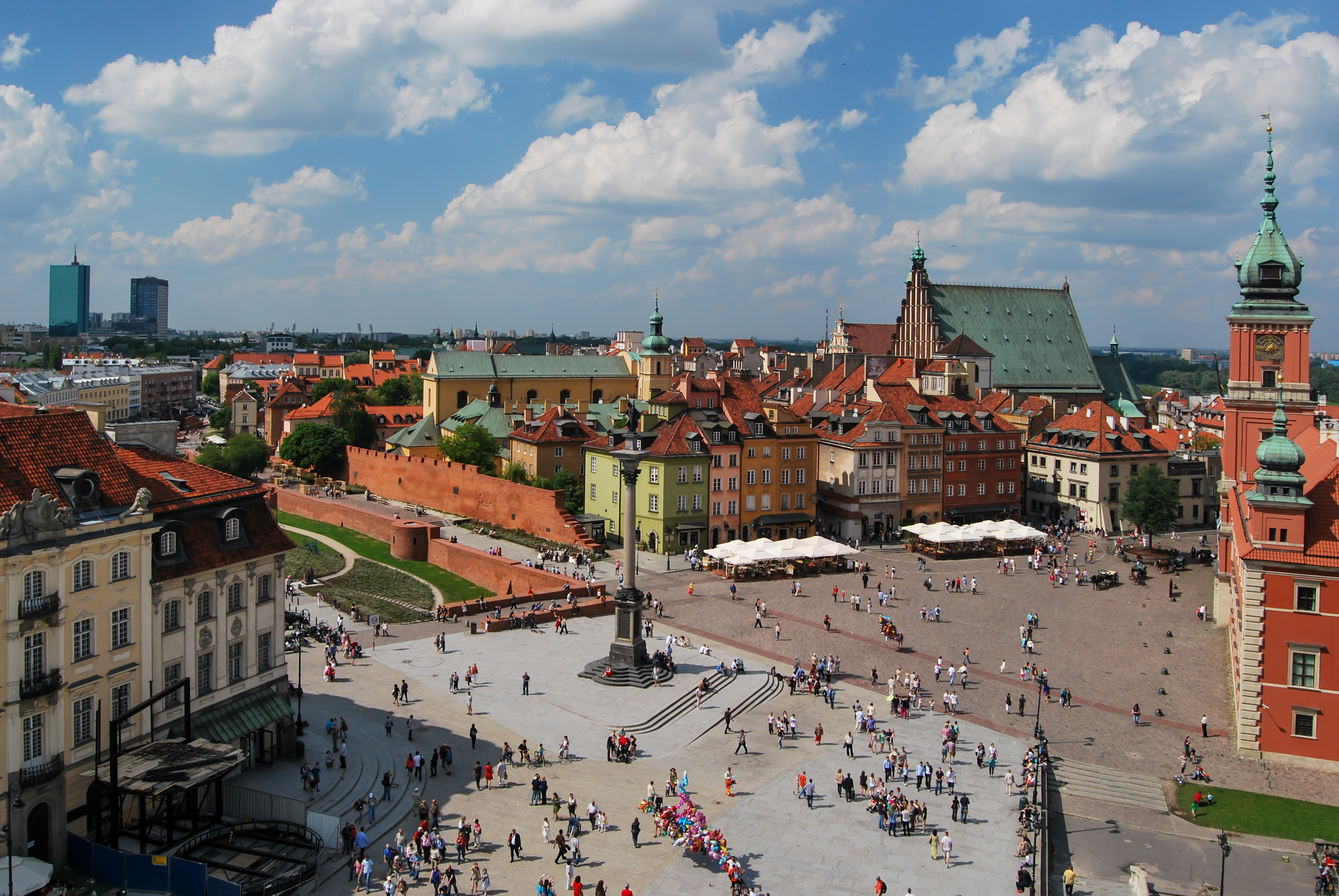
王宮前広場
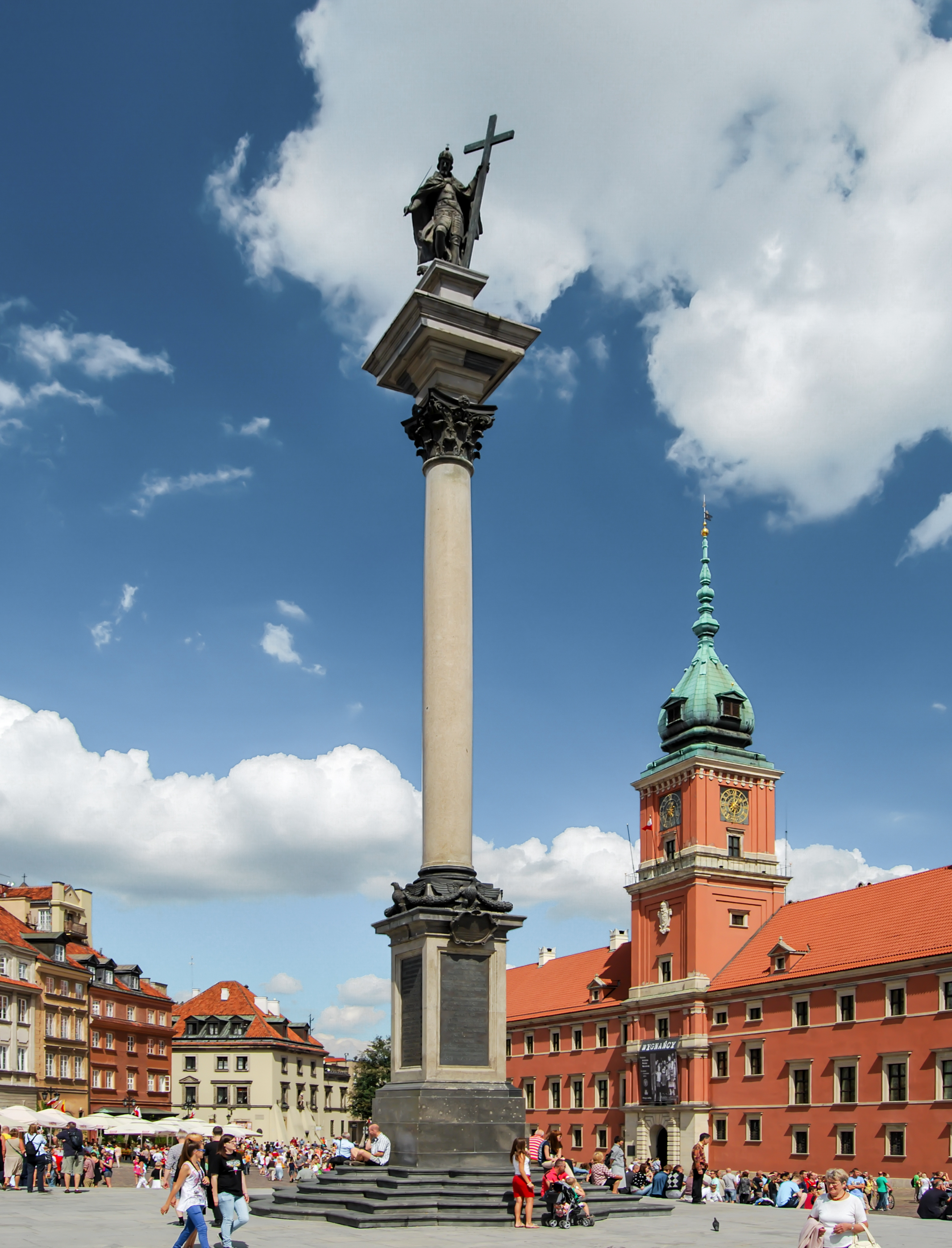
王宮とジグムント3世王の像のコルムナ（石柱）
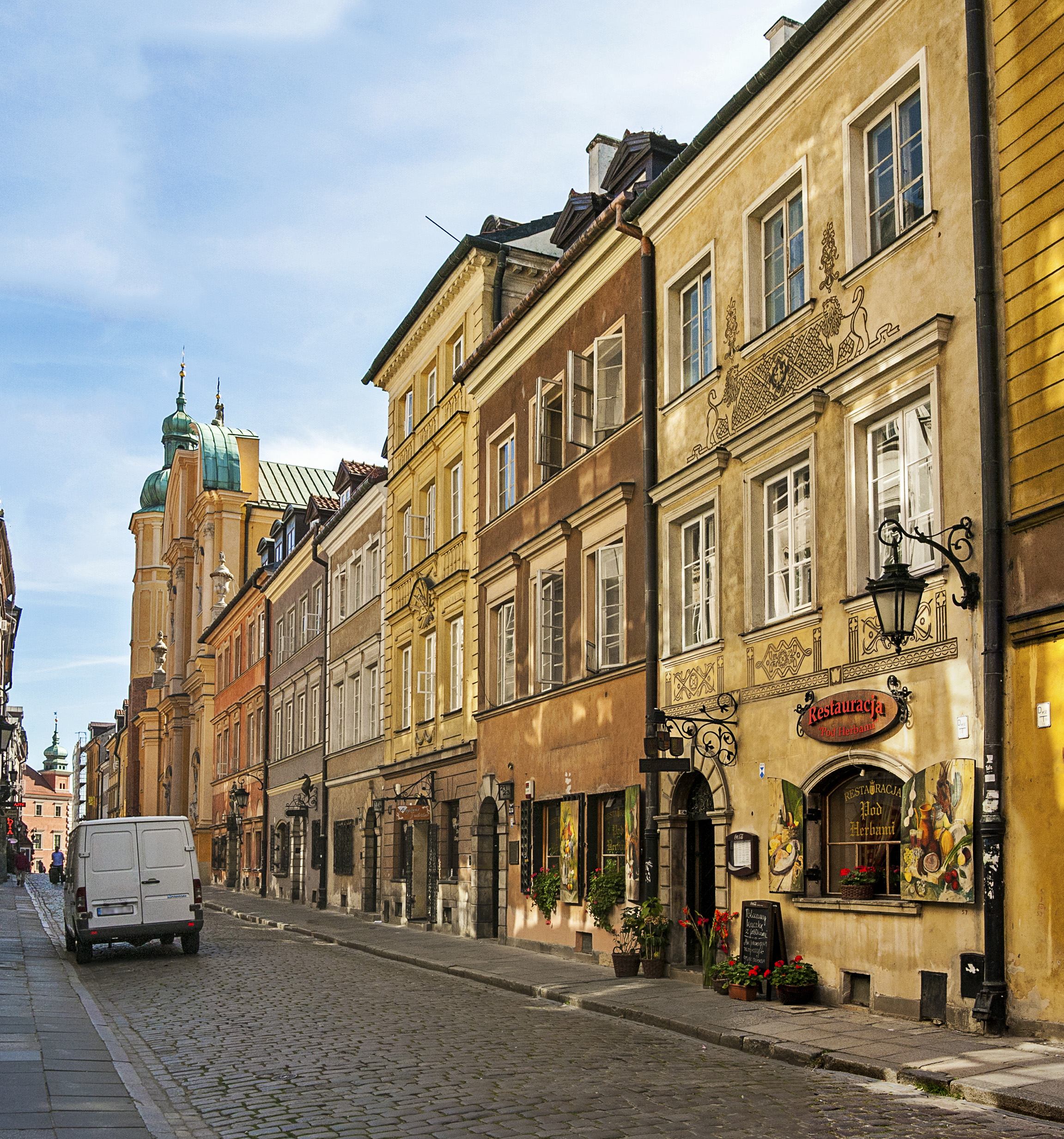
ピヴナ通り
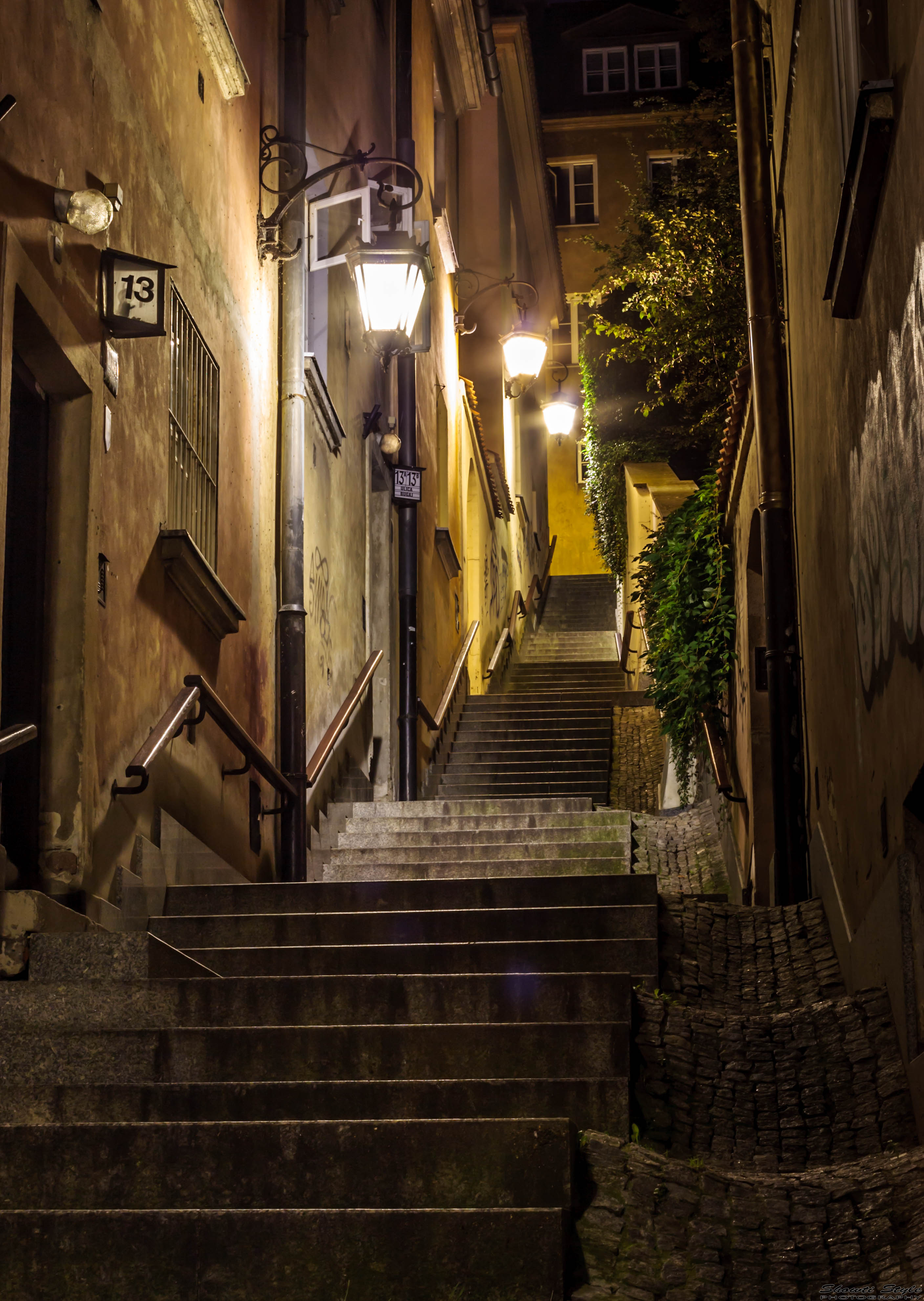
旧市街の小路
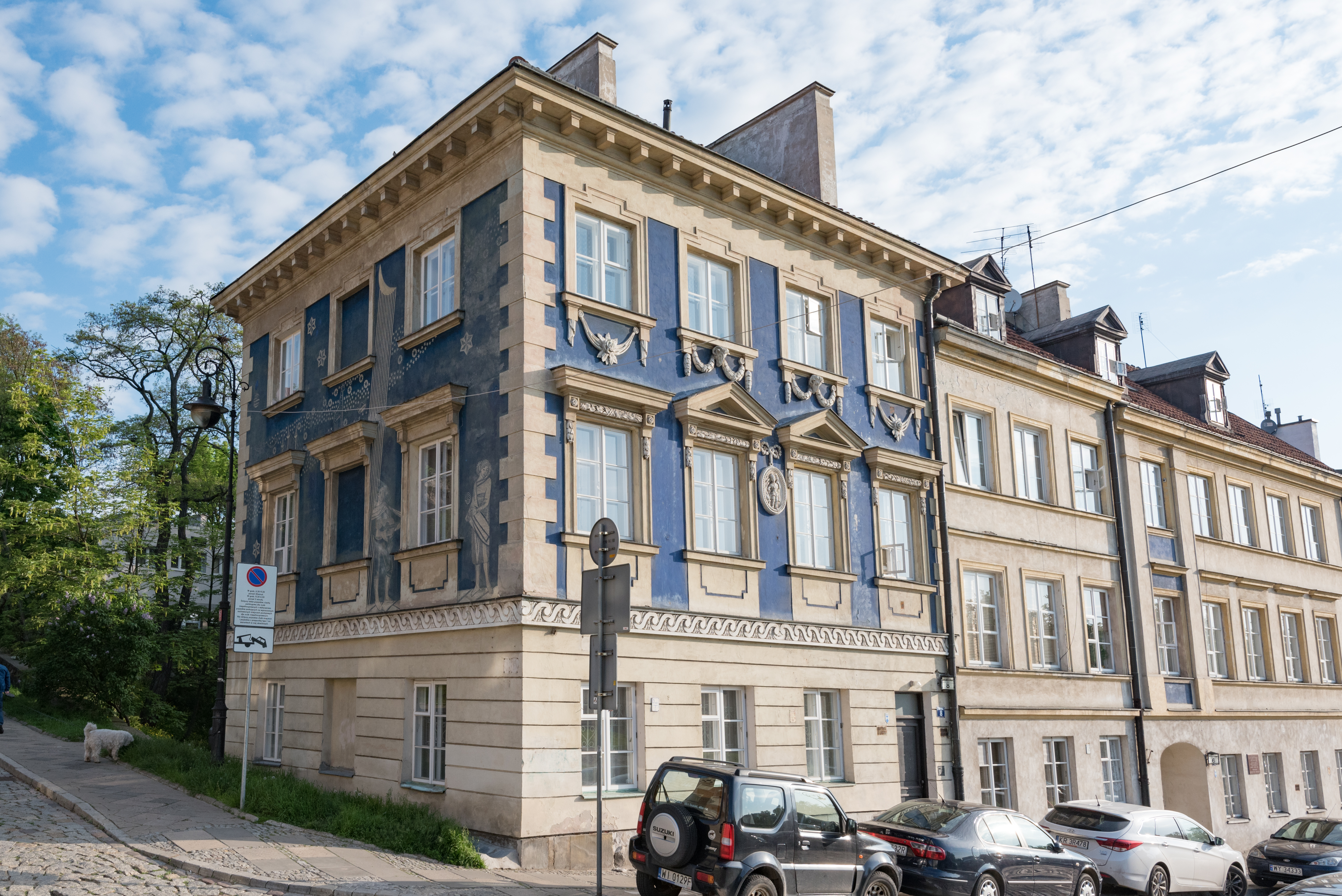
青い家

なお、中心市街地（シルドミェシチェ）は、18世紀から特に共産主義時代にかけて開発された、歴史地区でない市街地を中心として戦前のオフィス街とユダヤ人住宅街（アシュケナジム語、ケヒッラー）の一部がその主要部を占める。第二次世界大戦の時に、ナチスがユダヤ人地区にワルシャワ・ゲットーを作った。戦争終盤のワルシャワ蜂起の際、ナチスによって破壊され、戦後はソ連と国内の共産主義政権によって、ここの中心部は戦前とは異なる他の衛星国同様の共産主義の都市開発がされた。ワルシャワ中央駅、文化科学宮殿、近代的な高層ビルが何棟か立ち並ぶ。

## 気候
ケッペンの気候区分によると、ワルシャワの気候は西岸海洋性気候（Cfb）に属する。大陸性気候と海洋性気候の境目にあるワルシャワは比較的気候が安定しない。平均気温は8℃（1月の平均気温はマイナス3.0℃、7月が19.3℃）。年間降水量は680mm以下で、最も雨が降るのは7月である。冬季はしばしば気温が-20度を下回る寒さとなる。ケッペンの気候区分では西岸海洋性気候(Cfb)と亜寒帯湿潤気候（湿潤大陸性気候）(Dfb)の境になる。
北緯52度に位置するにもかかわらず、北大西洋海流の影響により、冬季の気温が高い。低緯度である北緯35度から北緯40度に位置する飛騨地方や長野県、東北地方内陸部よりも冬季の平均最低気温が高く、降雪量も少ない。
| ワルシャワの気候       | ワルシャワの気候 | ワルシャワの気候 | ワルシャワの気候 | ワルシャワの気候 | ワルシャワの気候 | ワルシャワの気候 | ワルシャワの気候 | ワルシャワの気候 | ワルシャワの気候 | ワルシャワの気候 | ワルシャワの気候 | ワルシャワの気候 | ワルシャワの気候 |
| 月                     | 1月              | 2月              | 3月              | 4月              | 5月              | 6月              | 7月              | 8月              | 9月              | 10月             | 11月             | 12月             | 年               |
| ---------------------- | ---------------- | ---------------- | ---------------- | ---------------- | ---------------- | ---------------- | ---------------- | ---------------- | ---------------- | ---------------- | ---------------- | ---------------- | ---------------- |
| 最高気温記録 °C （°F） | 12.5 (54.5)      | 15.9 (60.6)      | 23.3 (73.9)      | 29.1 (84.4)      | 32.7 (90.9)      | 34.8 (94.6)      | 36.0 (96.8)      | 36.4 (97.5)      | 33.0 (91.4)      | 26.1 (79)        | 19.3 (66.7)      | 16.1 (61)        | 36.4 (97.5)      |
| 平均最高気温 °C （°F） | 0.1 (32.2)       | 0.9 (33.6)       | 4.7 (40.5)       | 12.2 (54)        | 19.4 (66.9)      | 21.7 (71.1)      | 23.8 (74.8)      | 23.0 (73.4)      | 18.3 (64.9)      | 12.9 (55.2)      | 5.0 (41)         | 2.1 (35.8)       | 12.0 (53.6)      |
| 日平均気温 °C （°F）   | −3 (27)          | −2.3 (27.9)      | 1.7 (35.1)       | 8.2 (46.8)       | 14.0 (57.2)      | 17.6 (63.7)      | 19.3 (66.7)      | 18.3 (64.9)      | 14.0 (57.2)      | 8.2 (46.8)       | 2.9 (37.2)       | −0.5 (31.1)      | 8.2 (46.8)       |
| 平均最低気温 °C （°F） | −6.1 (21)        | −5.5 (22.1)      | −1.3 (29.7)      | 4.2 (39.6)       | 8.6 (47.5)       | 13.5 (56.3)      | 14.8 (58.6)      | 13.6 (56.5)      | 9.7 (49.5)       | 3.5 (38.3)       | 0.8 (33.4)       | −3.1 (26.4)      | 4.4 (39.9)       |
| 最低気温記録 °C （°F） | −30.7 (−23.3)    | −30.4 (−22.7)    | −23.5 (−10.3)    | −10.1 (13.8)     | −3.6 (25.5)      | 0.3 (32.5)       | 4.2 (39.6)       | 2.0 (35.6)       | −4.7 (23.5)      | −9 (16)          | −18.2 (−0.8)     | −27.4 (−17.3)    | −30.7 (−23.3)    |
| 降水量 mm （inch）     | 21 (0.83)        | 25 (0.98)        | 24 (0.94)        | 33 (1.3)         | 44 (1.73)        | 62 (2.44)        | 73 (2.87)        | 63 (2.48)        | 42 (1.65)        | 37 (1.46)        | 38 (1.5)         | 33 (1.3)         | 495 (19.49)      |
| 平均降水日数           | 15               | 14               | 13               | 12               | 12               | 13               | 13               | 12               | 12               | 13               | 14               | 16               | 159              |
| % 湿度                 | 81               | 82               | 78               | 71               | 67               | 68               | 72               | 74               | 75               | 77               | 80               | 86               | 76               |
| 平均月間日照時間       | 43               | 59               | 115              | 150              | 211              | 237              | 226              | 214              | 153              | 99               | 39               | 25               | 1,571            |
| 出典：                 |                  |                  |                  |                  |                  |                  |                  |                  |                  |                  |                  |                  |                  |

## 経済

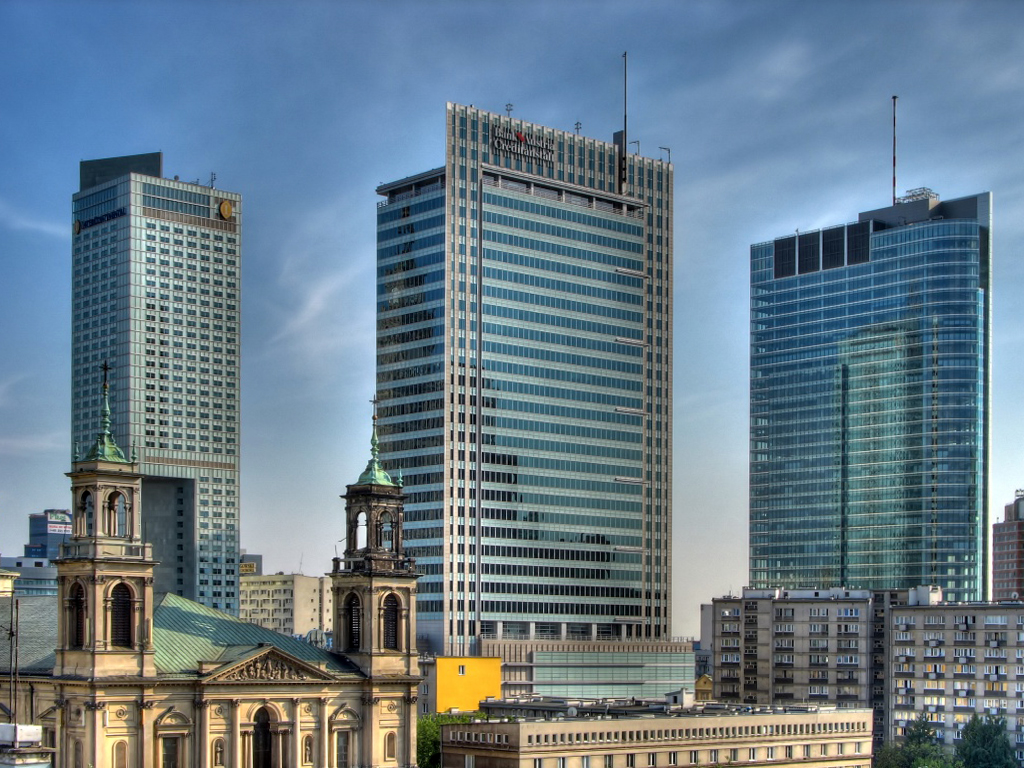
新都心

第二次世界大戦後、ポーランド人民共和国が発足すると、政府はソ連型経済の工業化政策を遂行、製鉄業や自動車産業の工場を集積した。民主化後の市場経済化のなかで、これらの国営工場の多くは倒産し、今も操業しているのは製鉄所や自動車工場などである。
国有企業の多くは一時経営が行き詰まり、民主化後に創業した新興企業が業績を伸ばしている。国内では金融都市ヴロツワフ、産業都市ポズナン、海運都市グダンスク、観光都市クラクフと並んで最も失業率の低い都市の1つである。

## 教育
- ワルシャワ大学
- ワルシャワ工科大学
- ワルシャワ経済大学
- ショパン音楽アカデミー
- SWPS社会科学・人文科学大学

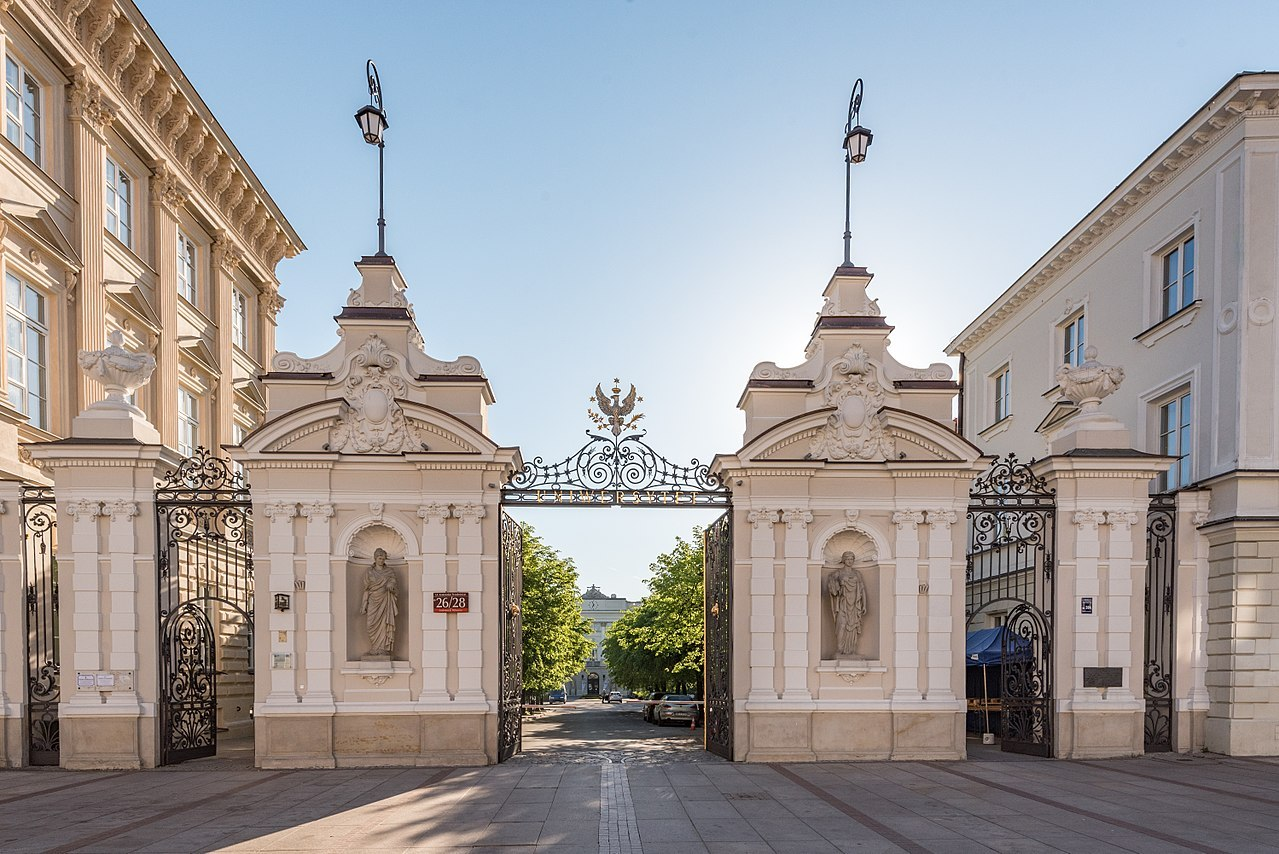
ワルシャワ大学 正門
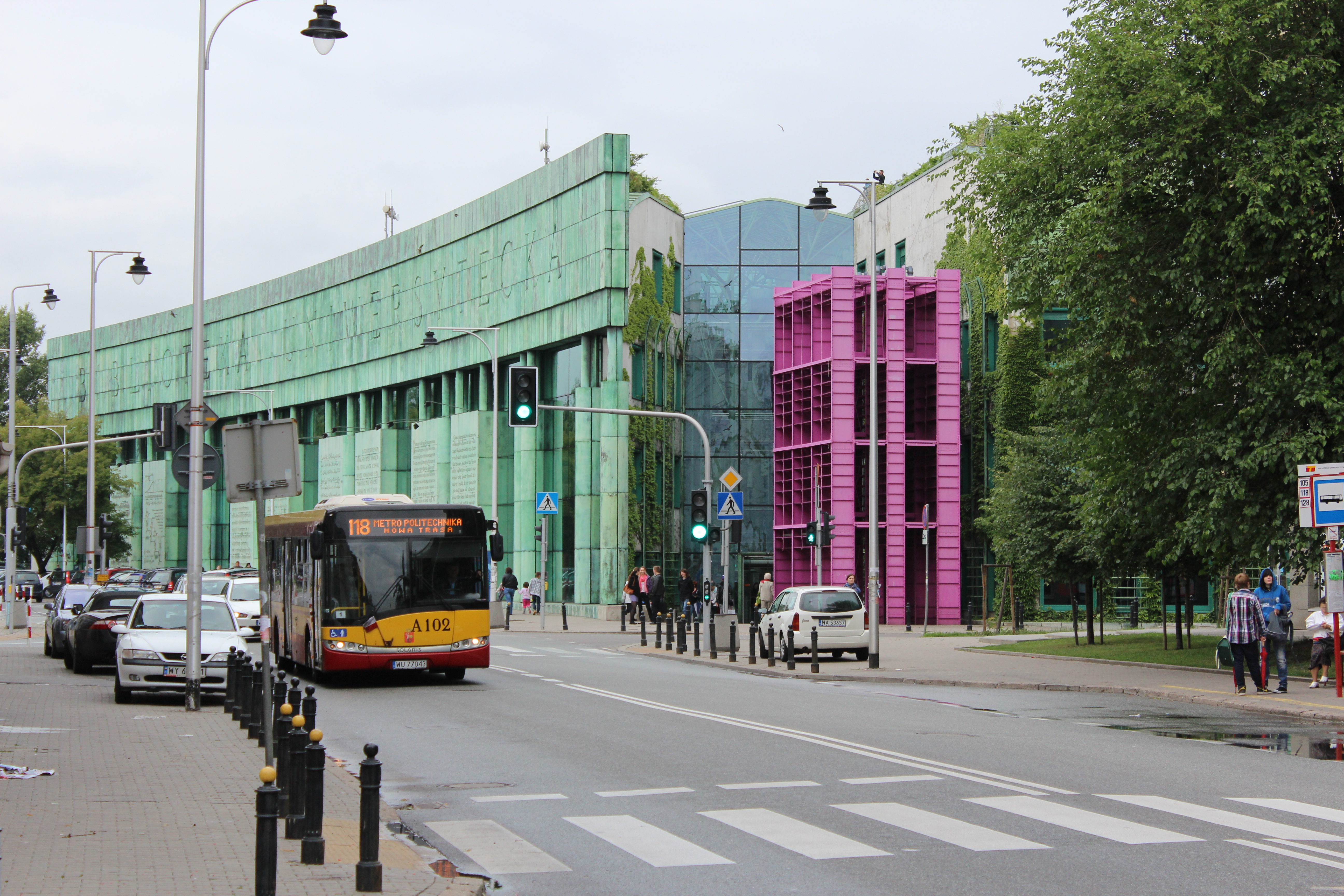
ワルシャワ大学 新図書館
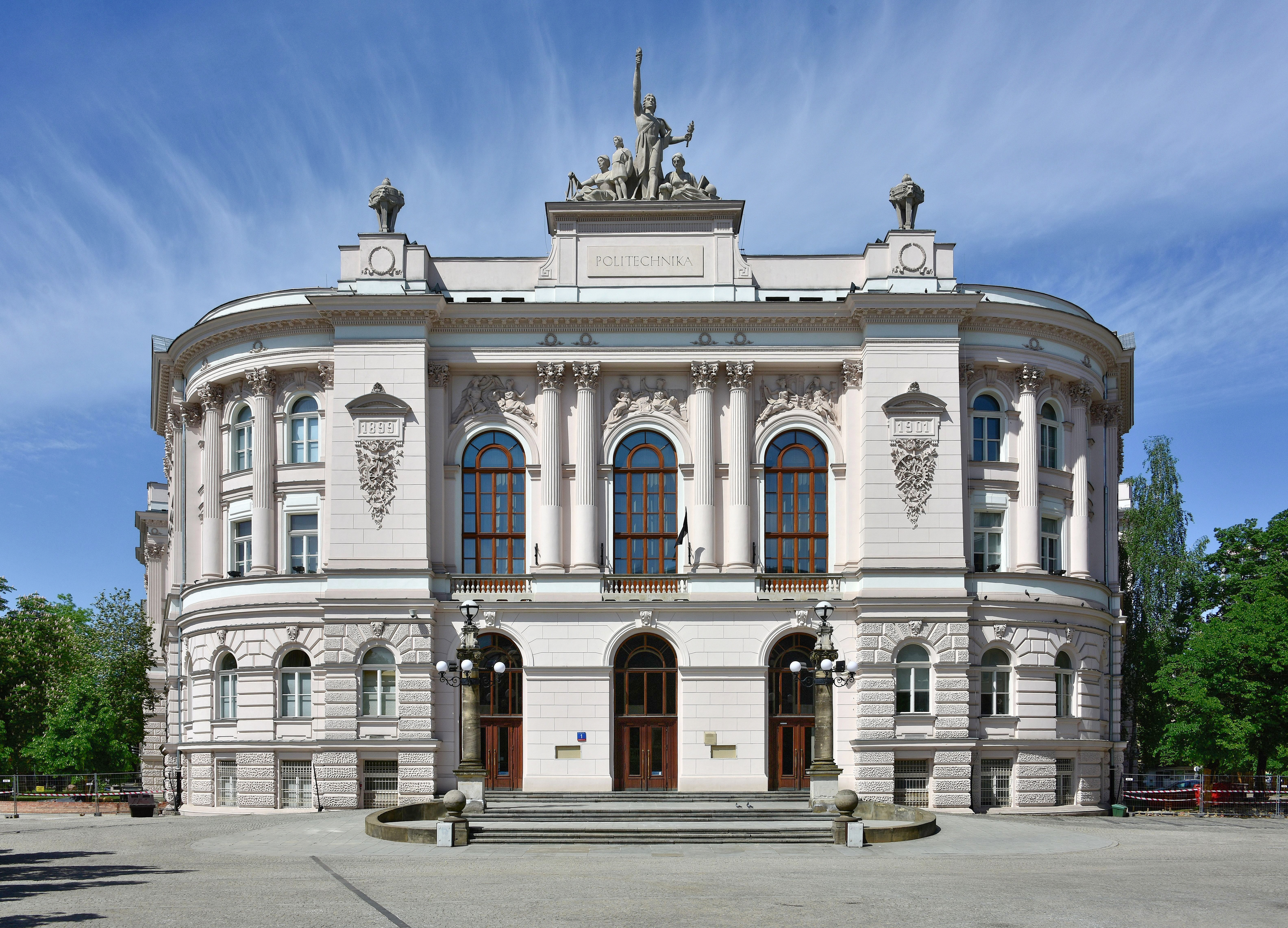
ワルシャワ工科大学 本館
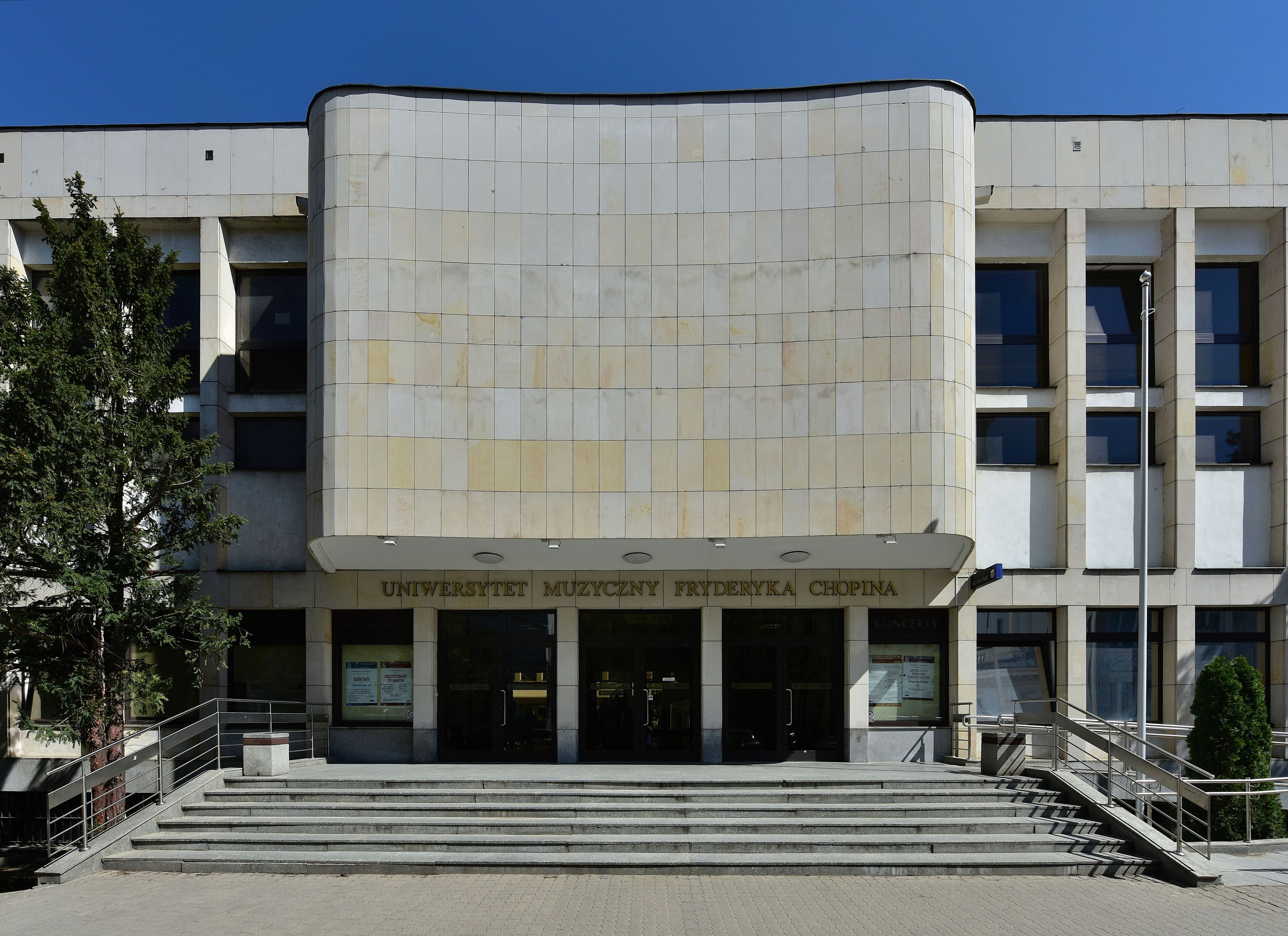
ショパン音楽アカデミー

## スポーツ
ワルシャワには、サッカー1部リーグのエクストラクラサに属するレギア・ワルシャワと、3部相当のIIリガに属するポロニャ・ワルシャワが本拠地を置いている。ワルシャワ出身の著名なアスリートとしては、ロベルト・レヴァンドフスキやヴォイチェフ・シュチェスニーなどが存在する。

## 交通機関

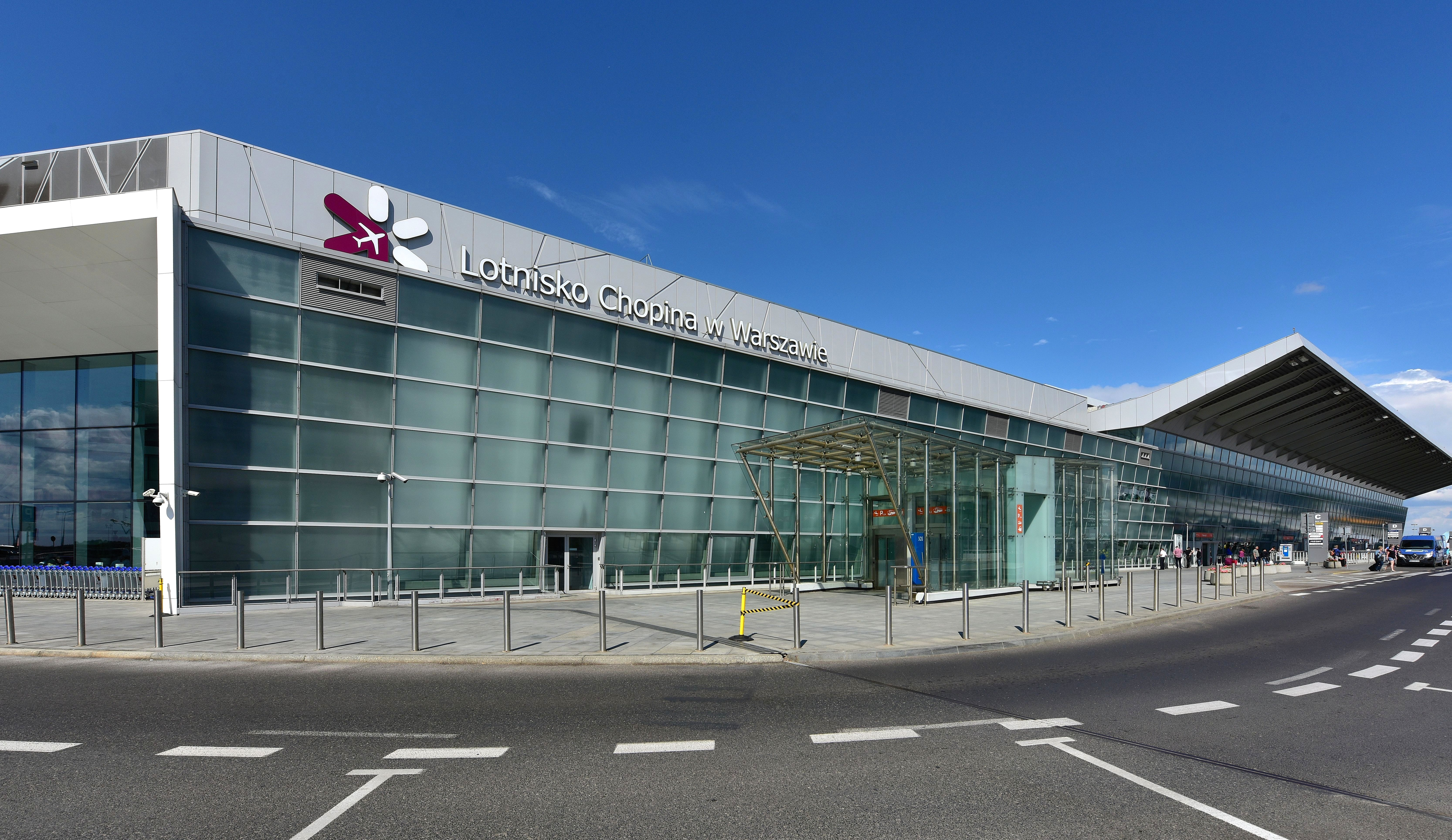
ワルシャワ・ショパン空港

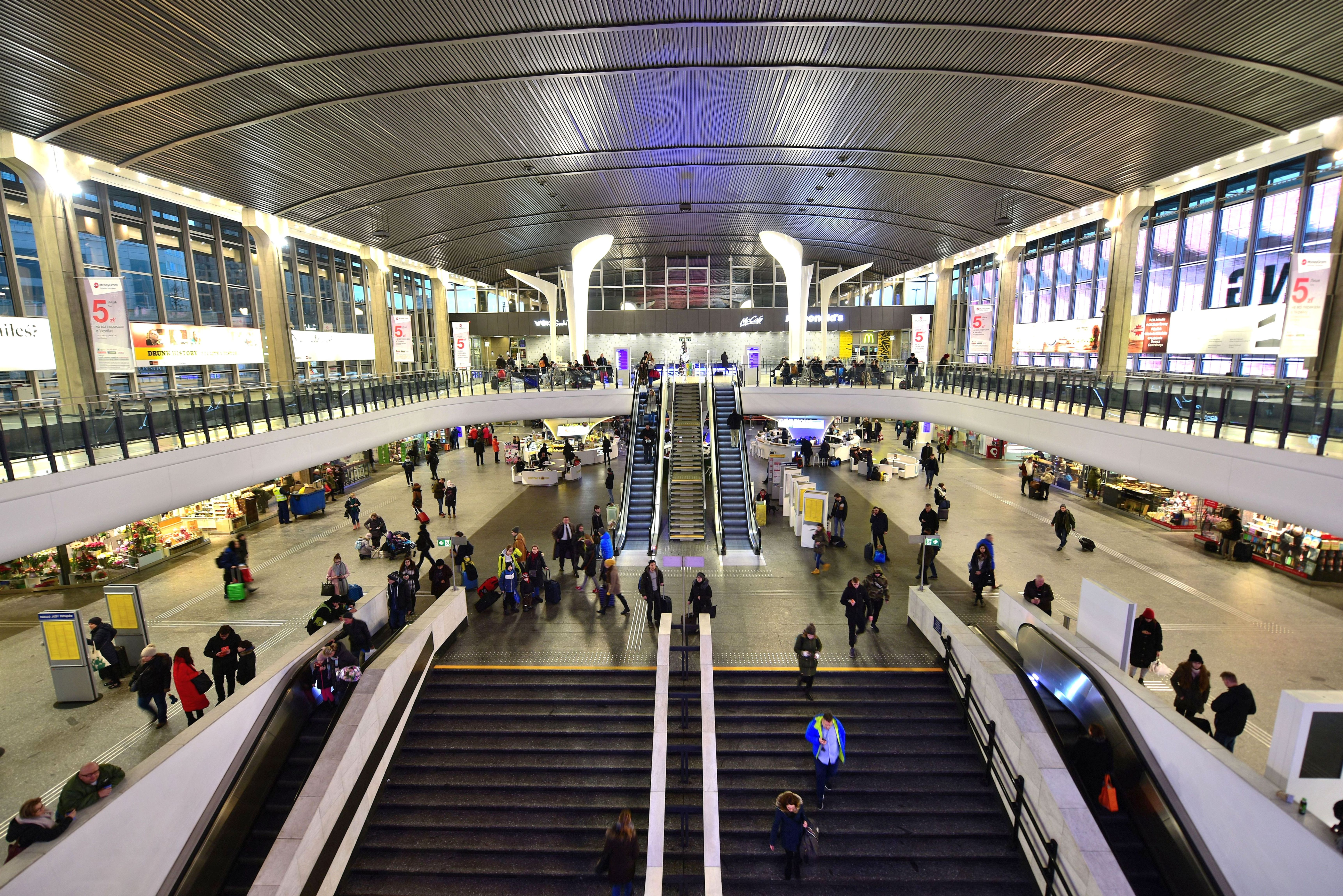
ワルシャワ中央駅 コンコース

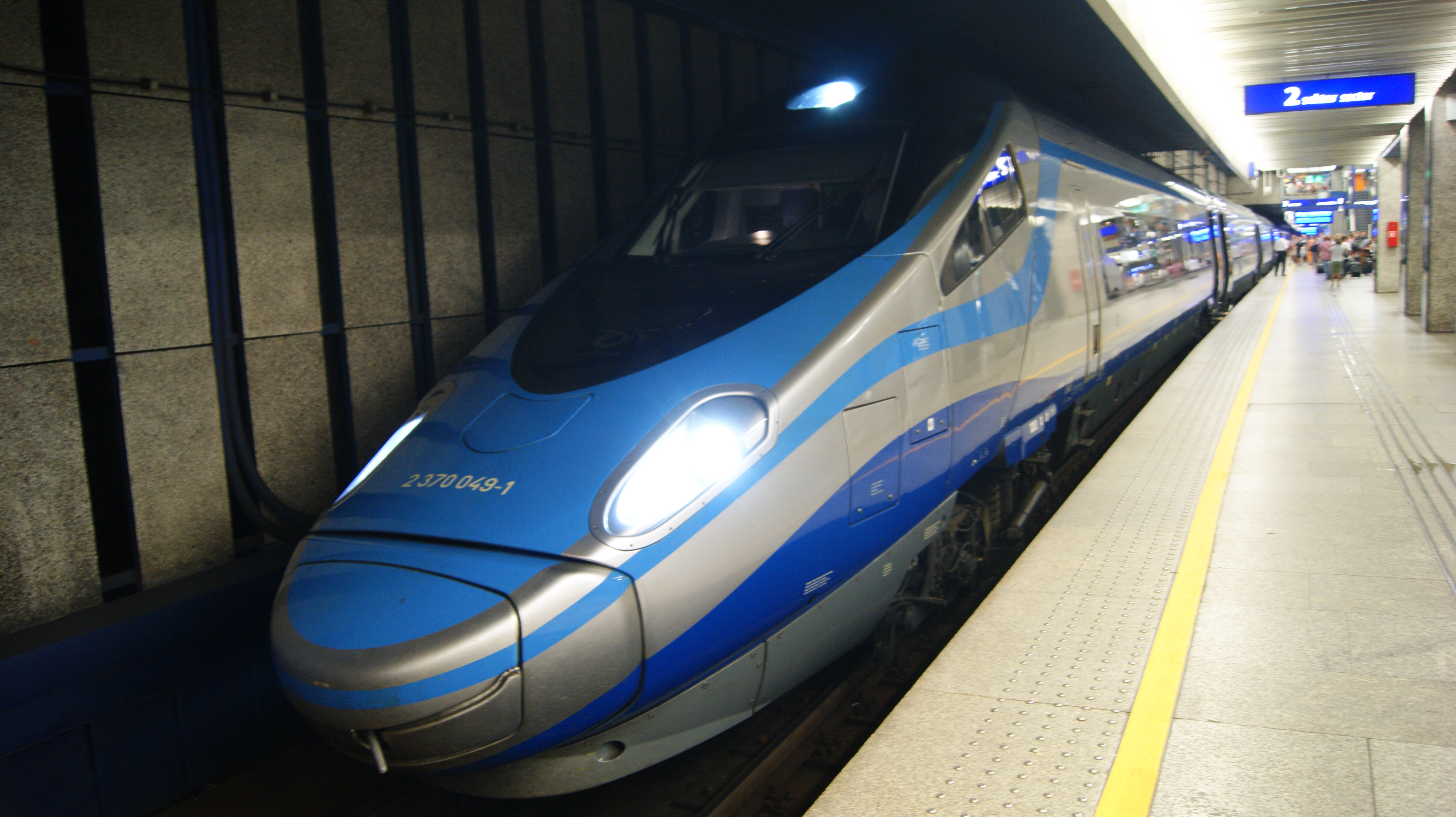
ポーランド国鉄　インターシティ

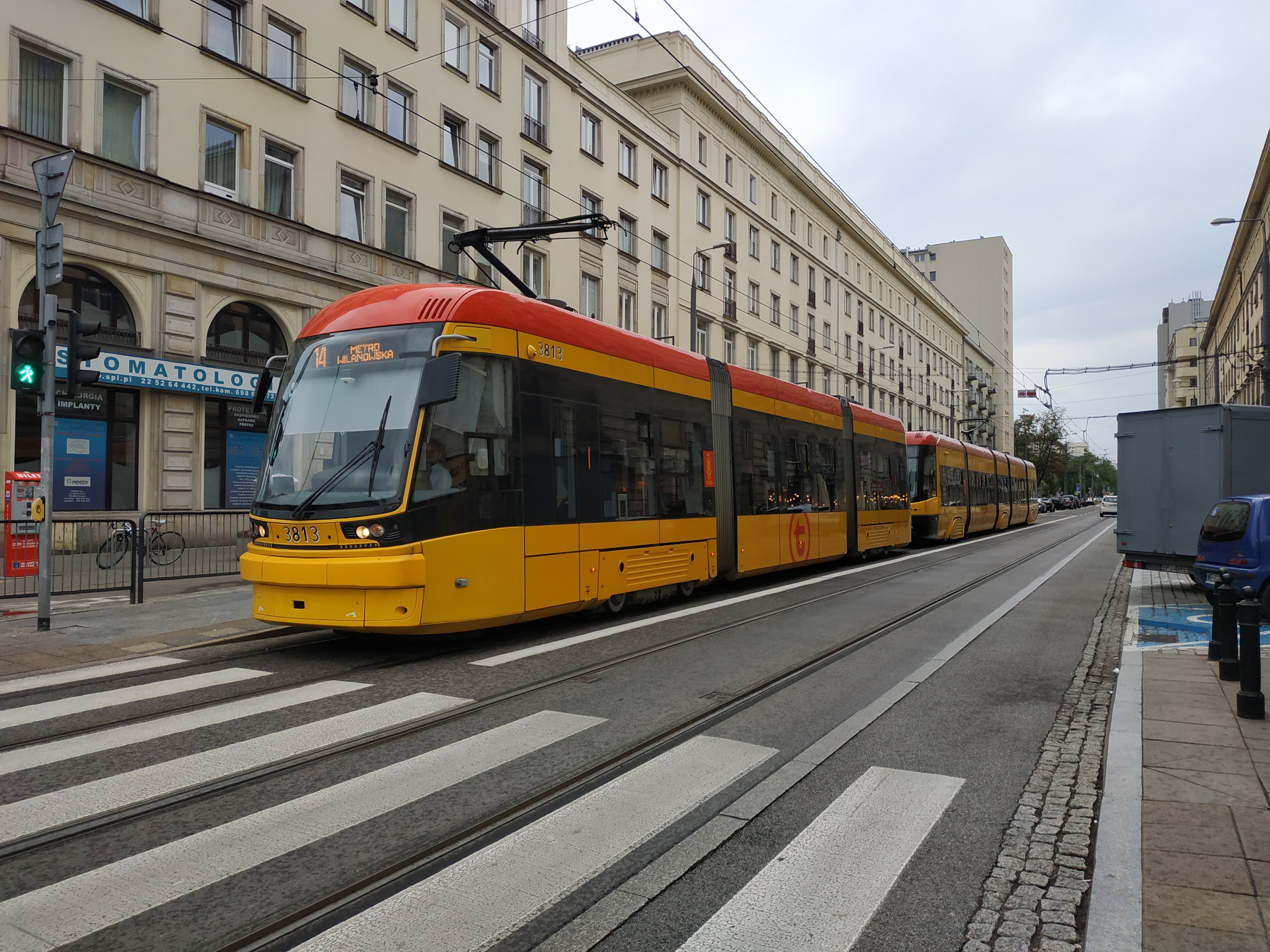
トラム

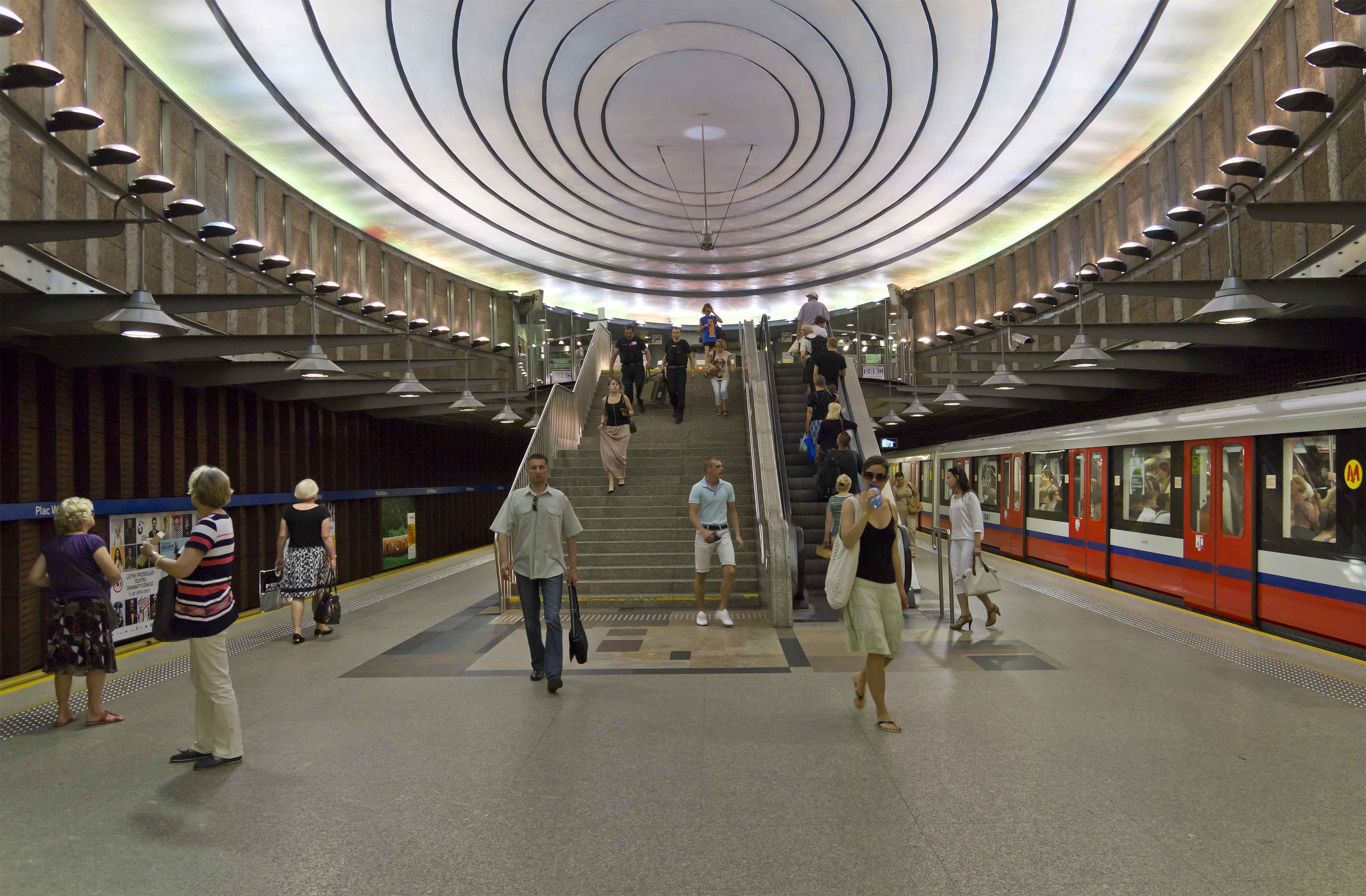
ワルシャワの地下鉄駅

### 空港
「ワルシャワ・フレデリック・ショパン空港」は、年間利用者数は約450万人、国内便・国際便あわせて一日に60便以上が運行。ポーランドで最大の空港。日本からは乗り継ぎ便で到着する状態が続いたが、2015年6月にはポーランドを代表する航空会社であるLOTポーランド航空が史上初のポーランド・日本間の直行路線・東京（成田）‐ワルシャワ線を開設すると発表。
2016年1月14日から東京(成田)〜ワルシャワ線にボーイング787-8型機で週3便定期運航する。
現在ワルシャワに2つ目の空港を建設することが検討されていて、おそらくワルシャワの北または西にある軍の空港を改築して設置されるものとみられる。のちとなる、2012年7月16日に、「ワルシャワ・モドリン空港」が開港した。

### 鉄道
ワルシャワで最初の鉄道は「ワルシャワ・ウィーン鉄道」の第1期開業区間で、1845年に営業開始した。（ポーランド最初の鉄道は1830年代にすでに開通している）。現在ワルシャワはポーランドの重要な鉄道交通の要衝のひとつである。運賃が安く、またダイヤも他国に比較すると正確なため、PKP（Polskie Koleje Państwowe、ポーランド国有鉄道）は主要な交通手段となっている。ただし地方と地方を直接結ぶ長大路線が多いため、真冬にポーランドの各地方で豪雪が続くと全国的にダイヤが影響されて列車の遅延が頻繁に起こることがある。ポーランドの例年の降雪量はとくに多くはないが、たまに豪雪の年がある。
ワルシャワにある鉄道駅の中で、最も重要なのは「ワルシャワ中央駅」である。ポーランド国内のほとんどすべての都市や多くの中東欧の近隣都市と連絡している。ワルシャワには他に4つの主要駅と数十もの小さな駅がある。
- ワルシャワの主要駅
  - ワルシャワ中央駅　（Warszawa Centralna）
  - ワルシャワ西駅　（Warszawa Zachodnia）
  - ワルシャワ東駅　（Warszawa Wschodnia）
  - ワルシャワ・グダニスク駅　（Warszawa Gdańska）
  - ワルシャワ・ヴィリニュス駅　（Warszawa Wileńska）

3つの主要駅（ワルシャワ中央、ワルシャワ西、ワルシャワ東）をつなぐ路線は戦後に開通し、市の中心部では地下を通って運行している。1960年代には、この路線を地下鉄の路線に切り替えようという計画もあった。

### 市内交通機関
ワルシャワ市内の交通機関は、トラム、地下鉄、バス、タクシーで、すべてワルシャワ市交通局によって管理されている。郊外では、民間業者に委託されている路線がある。

#### トラム
ワルシャワで最初のトラム路線は、1866年12月11日に開通した。当時は馬が客車を引くスタイルだった。1908年3月26日には、馬引きトラムの路線はすべて電化された。両大戦期間中にはトラムは国有化されて新たな路線も多く建設されたが、第二次世界大戦で破壊されてしまった。戦後、一部が再建されたが、大部分は廃止された。
現在ワルシャワ路面電車公社は車両729両と約132kmにおよぶ路線を所有している。25系統の路線を運行しており、うち1本が深夜営業をしている。主要な休日（例えば11月1日の諸聖人の日など）のさいに特別運行している路線もある。

#### 地下鉄
1995年4月7日に1号線の、カバティ駅（Kabaty）からポリテフニカ駅（Politechnika）間が開通した。ワルシャワの市街地を南北を縦断するように走っている。2015年には2号線の第一期区間が営業を開始した。路線は東西方向に伸びている。3号線の計画がある。

#### バス
ワルシャワのバス路線は総延長およそ2600kmで、1659台のバスが運行している。主要なターミナルは、ワルシャワの交通の中心地でもあるワルシャワ中央駅前。市交通局は現在176本の路線でバスを運行しており、そのうちの14本は深夜運行（0時 - 朝5時）を行っている。なお、ワルシャワ・オケンチェ空港から市中心部に行くバスもある。

## 主なランドマーク
- 旧市街 Stare Miasto

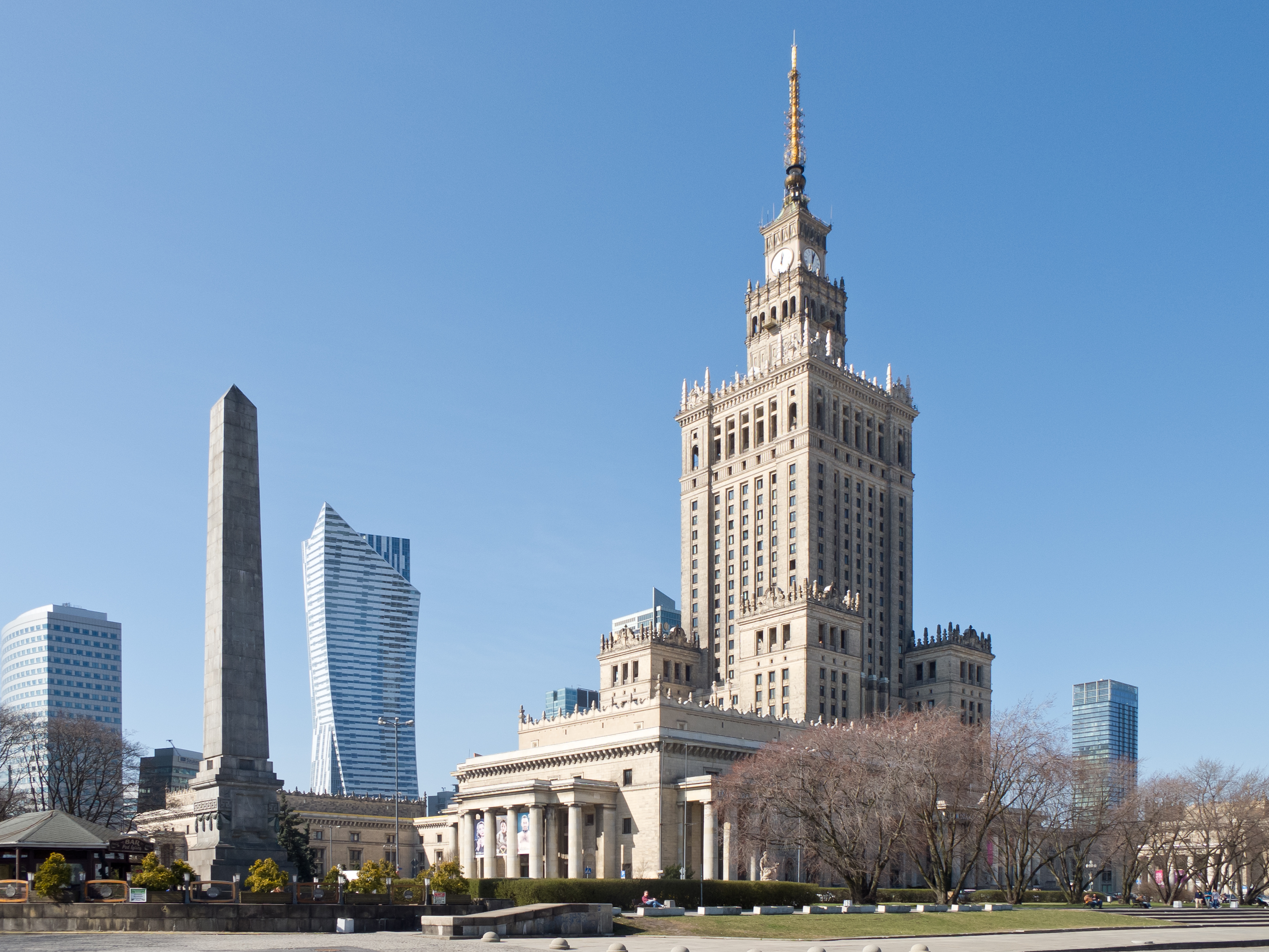
文化科学宮殿

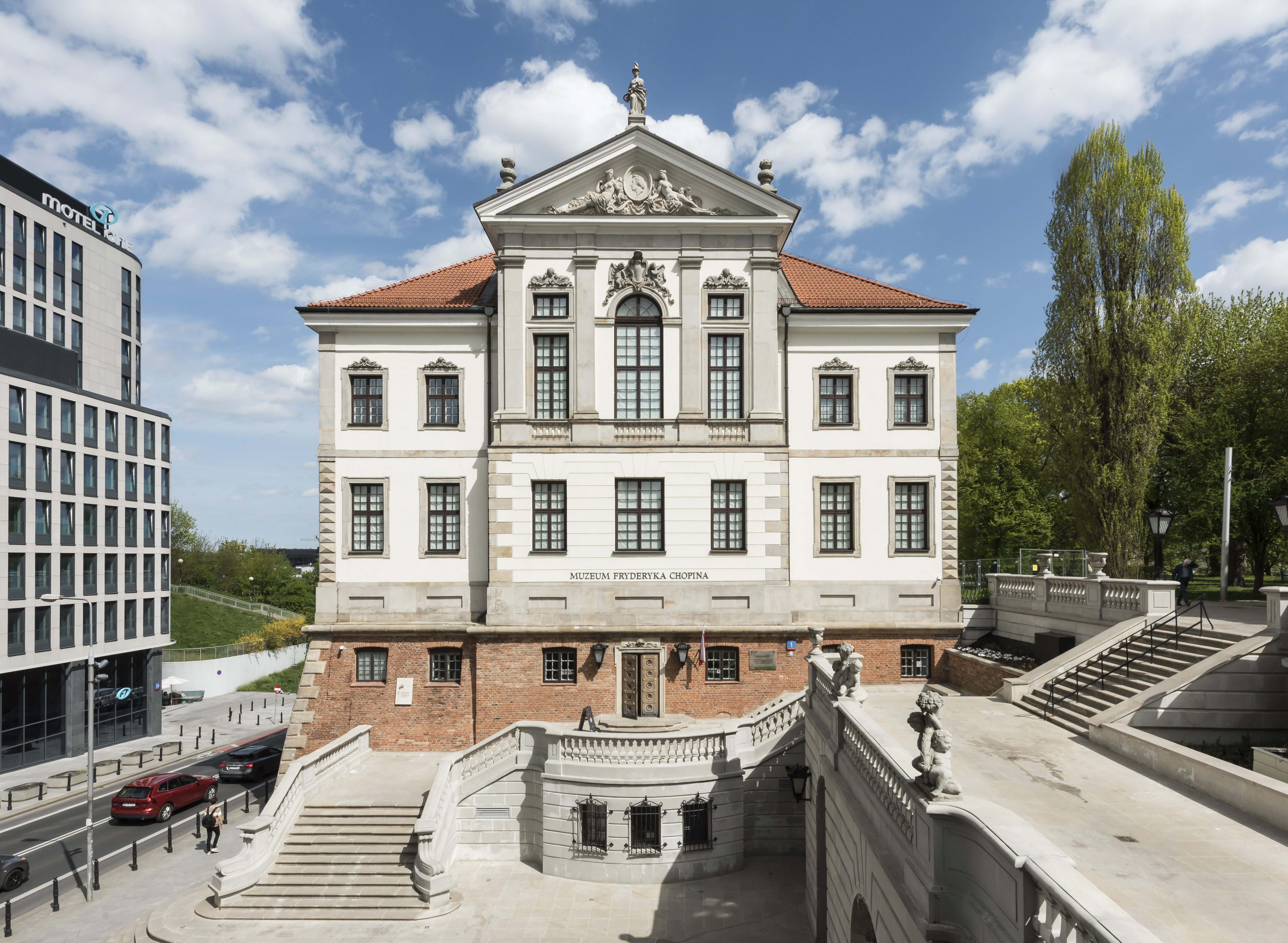
ショパン博物館

- 聖十字架教会 Kościół pw. Św. Krzyża
- サスキ公園 Ogród Saski
- ニケの像 Nike Warszawska
- 文化科学宮殿 Pałac Kultury i Nauki
- ワジェンキ公園 Park Łazienkowski
- ヴィラヌフ宮殿 Pałac Wilanowski
- ゲットー英雄記念碑 Pomnik Bohaterów Getta
- ツィタデラ Cytadela
- 人魚像（ワルシャワ市の紋章）Pomnik Syreny
- 国立美術館 Muzeum Narodowe
- 軍事博物館 Muzeum Wojska Polskiego
- ワルシャワ歴史博物館 Muzeum Historyczne Miasta Stołecznego Warszawy
- ショパン博物館 Muzeum Chopina w Warszawie
- キュリー夫人博物館 Muzeum Marii Skłodowskiej-Curie
- ポーランド地質調査所地質博物館 Państwowego Instytutu Badawczego w Warszawie

## 著名な出身者
- フレデリック・ショパン

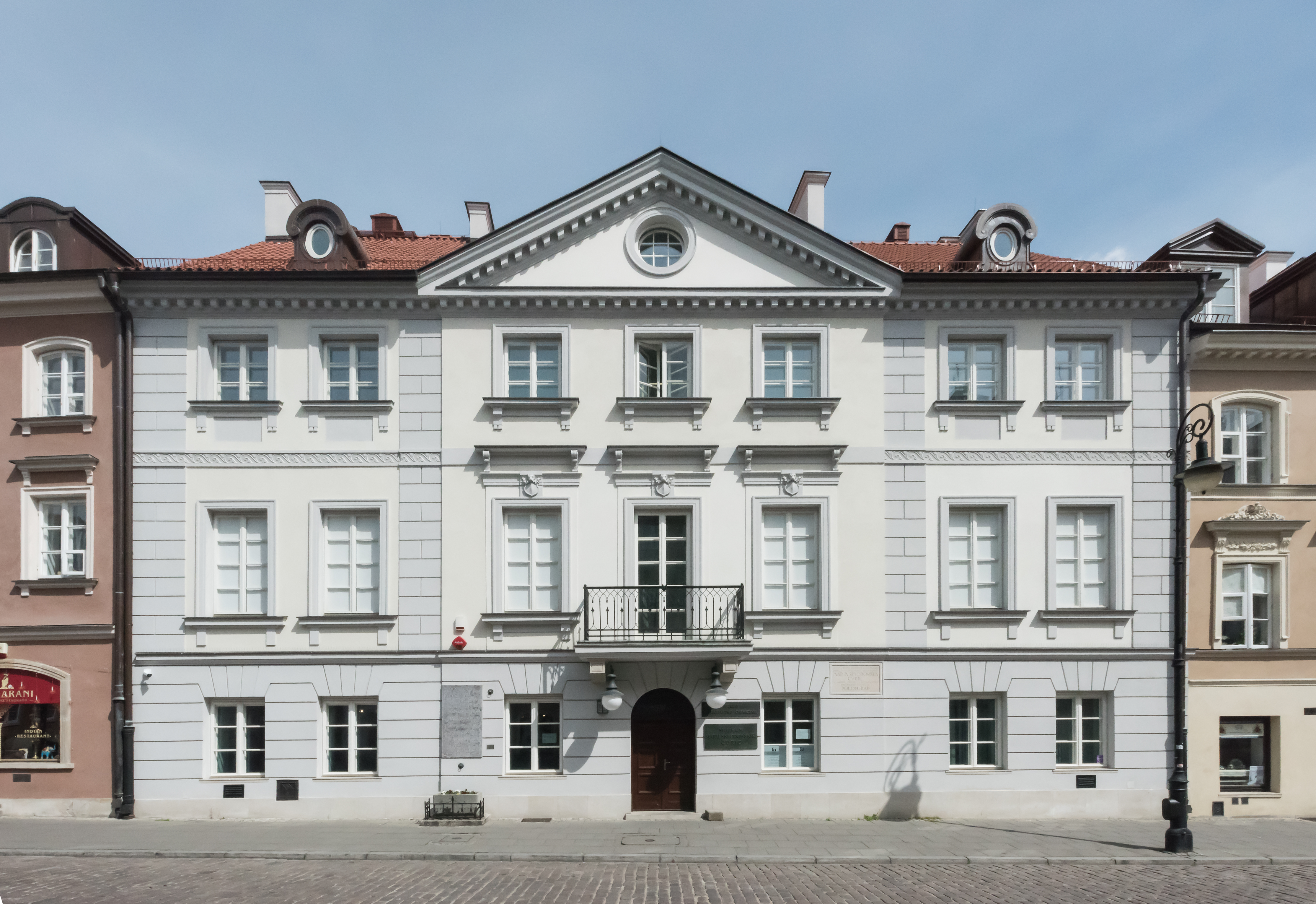
キュリー夫人の生家

  - 1810年にワルシャワ郊外のジェラゾヴァ・ヴォラに生まれ、その同年に同地に移り住んでいる。ワルシャワの聖十字架教会にはショパンの心臓が埋められている。世界最高のピアノコンクールの1つである『ショパン国際ピアノコンクール』は、5年に一度ワルシャワで開催される。
- マリ・キュリー
  - 1867年にワルシャワに生まれる。生家はヴァルヴァカンを出た新市街にあり、現在は博物館（Muzeum Marii Skłodowskiej Curie）になっている。この博物館には夫人の研究に関する展示がなされている。
- ヤヌシュ・コルチャック
  - 本名ヘンルィク・ゴールドシュミット。1878年にワルシャワのユダヤ人一家に生まれる。作家として数多くの児童文学作品を遺し、医師や教育者として孤児の教育に取り組んだ。1942年にナチスのユダヤ人絶滅政策の中、トレブリンカ強制収容所に移送され殺害された。
- モルデハイ・アニエレヴィッツ - ワルシャワ・ゲットー蜂起の指揮官
- ズビグネフ・ブレジンスキー - 政治学者（米カーター政権大統領補佐官）
- ヴワディスワフ・レイモント - 作家（ノーベル文学賞受賞）
- リシャルト・カプシチンスキ - ジャーナリスト
- イスラエル・エプスタイン - ジャーナリスト（中国に帰化）
- カジミェシュ・クラトフスキ - 数学者
- ブノワ・マンデルブロ - 数学者
- ヴァツワフ・シェルピニスキ - 数学者
- ルドヴィコ・ザメンホフ - 言語学者
- クシシュトフ・キェシロフスキ - 映画監督
- ヴォイチェフ・シュチェスニー - プロサッカー選手
- ロベルト・レヴァンドフスキ - プロサッカー選手
- タマラ・ド・レンピッカ - 画家
- ウワディスワフ・シュピルマン - ピアニスト（映画『戦場のピアニスト』の主人公）
- クシシュトフ・コメダ - ジャズ・ピアニスト
- ヴィトルト・ルトスワフスキ - 作曲家・ピアニスト
- カロリーナ・フォルタン - 女流棋士 (将棋)

## 姉妹都市・提携都市・友好都市
| - デュッセルドルフ ドイツ（1989年） - 浜松市 日本（1990年） - パリ フランス（1990年） - トロント カナダ（1990年） - ベルリン ドイツ（1991年） - ハーグ オランダ（1991年） - イスタンブール トルコ（1991年） - テルアビブ イスラエル（1992年） - ハルビン 中国（1993年） - キエフ ウクライナ（1994年） - ロンドン イギリス（1994年） - イル＝ド＝フランス地域圏 フランス - マドリード スペイン | - 台北 台湾（1995年） - サン＝テティエンヌ フランス（1995年） - シカゴ アメリカ合衆国（1995年） - ソウル 韓国（1996年） - リオ・デ・ジャネイロ ブラジル（1997年） - グロズヌイ チェチェン共和国（1997年） - ヴィリニュス リトアニア（1998年） - ハノイ ヴェトナム（2000年） - ウィーン オーストリア（2001年） - アスタナ カザフスタン（2002年） - リガ ラトビア（2002年） - ブダペスト ハンガリー（2005年） - オスロ ノルウェー（2006年） |

## ギャラリー

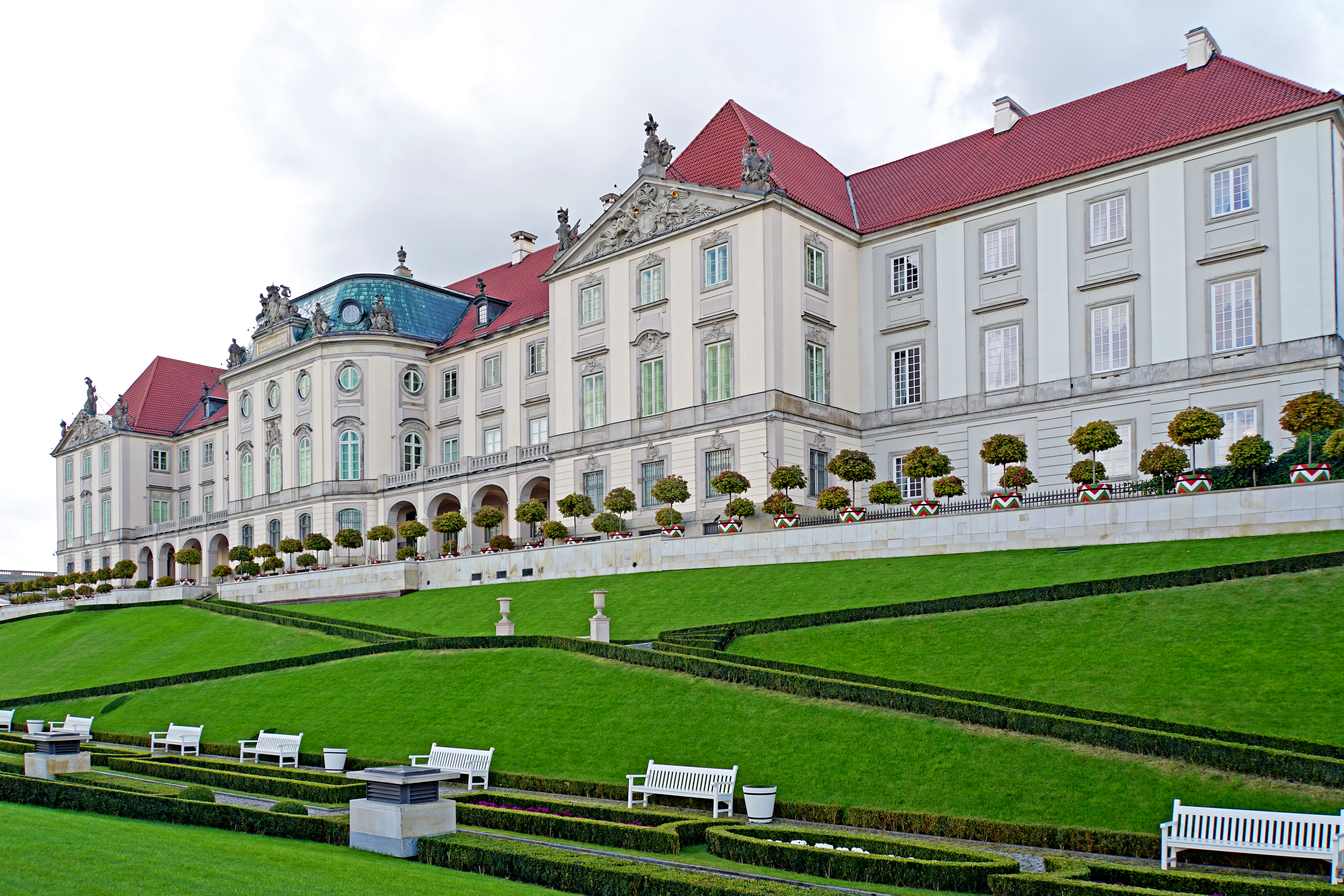
ヴィスワ川の方から見た王宮
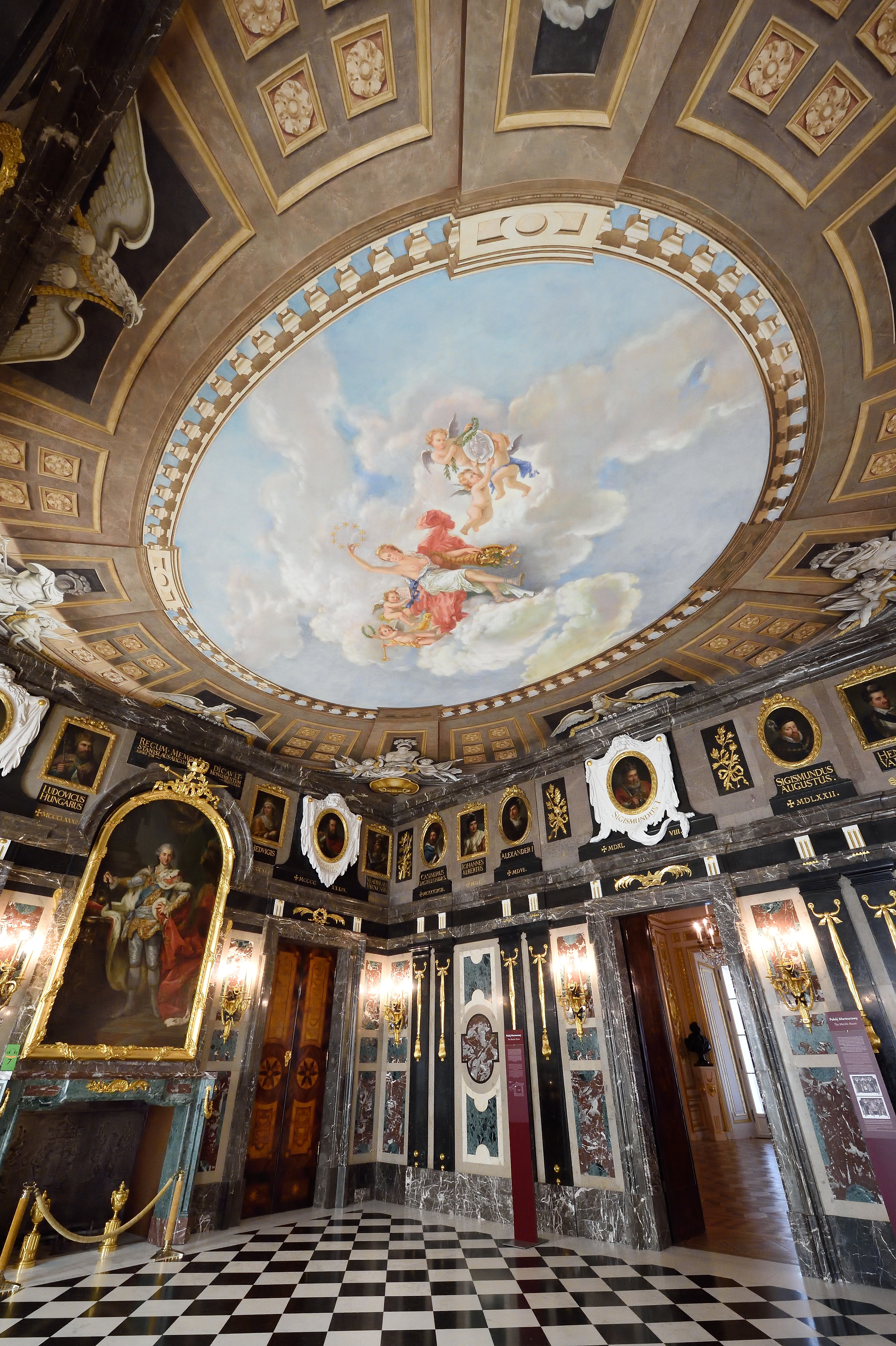
王宮
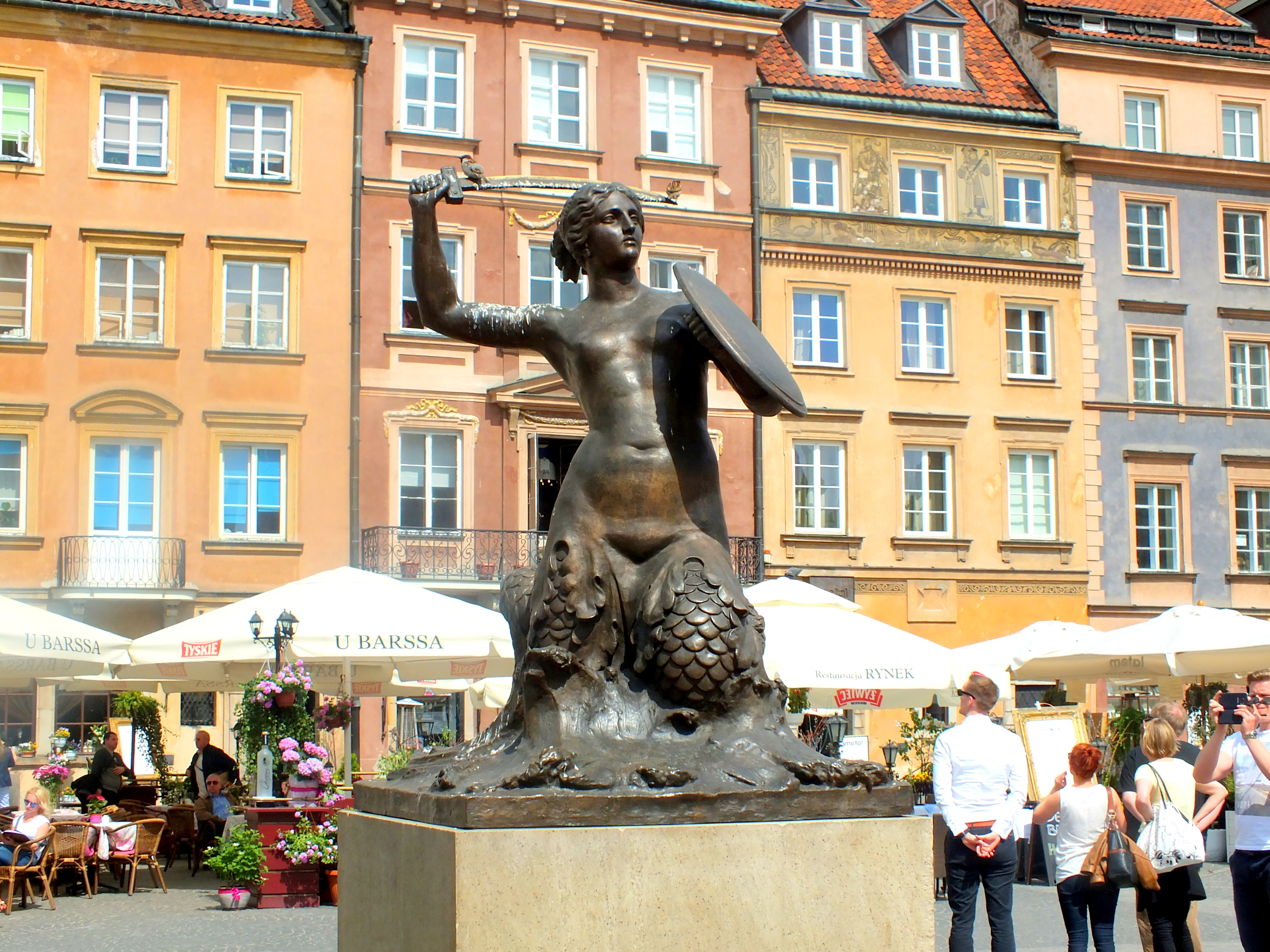
人魚像
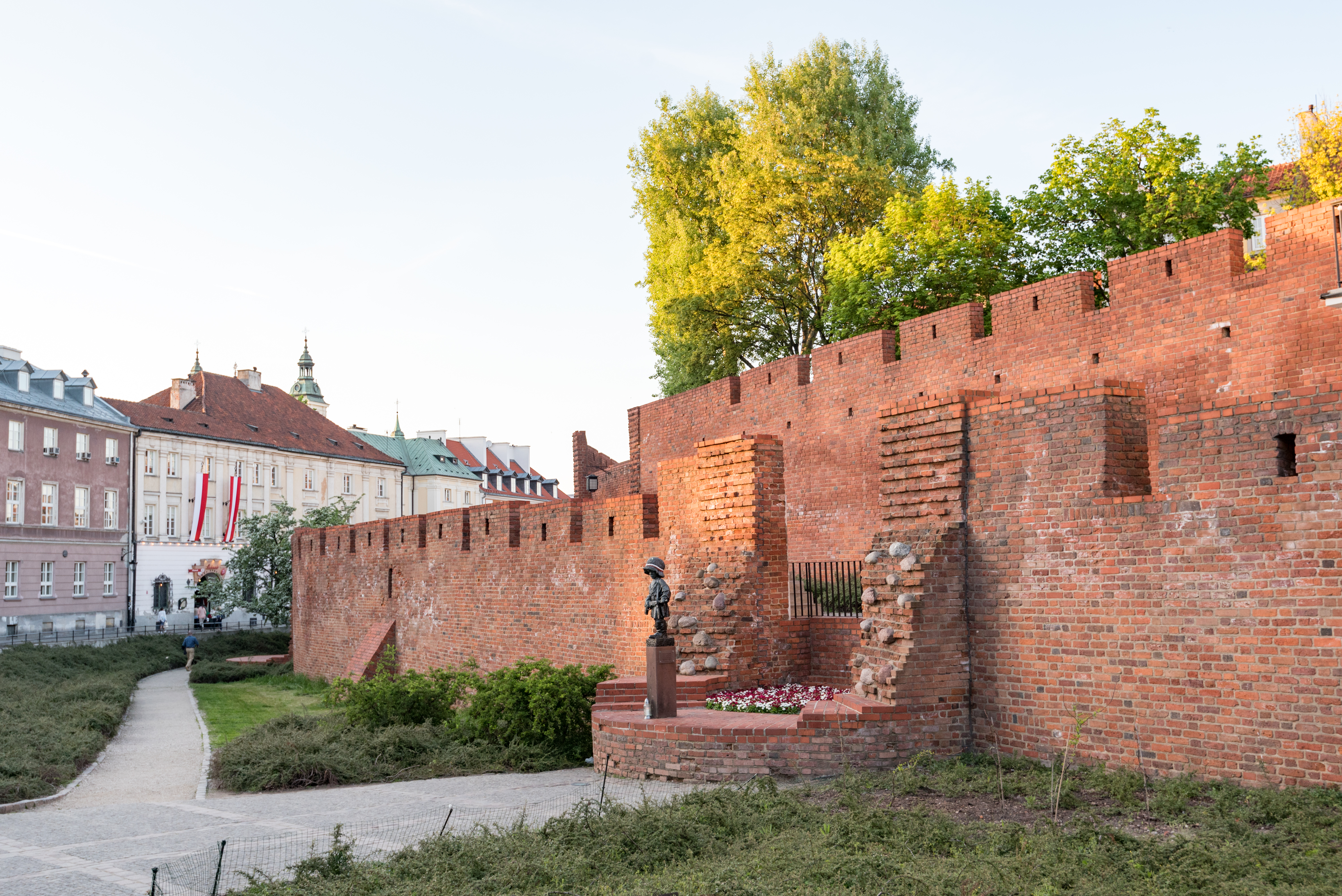
小さな戦士の像
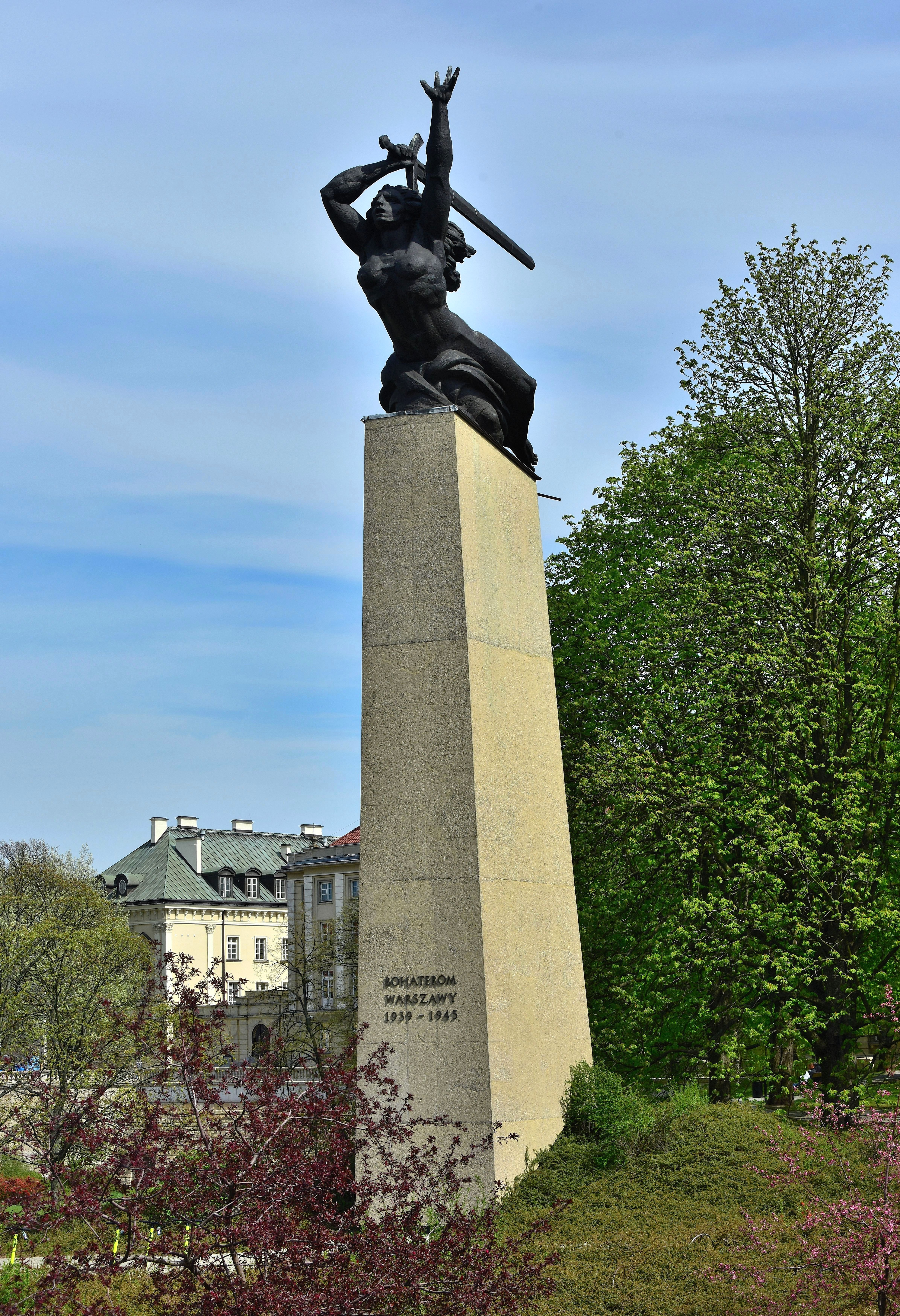
ニケ（ナイキ）の像
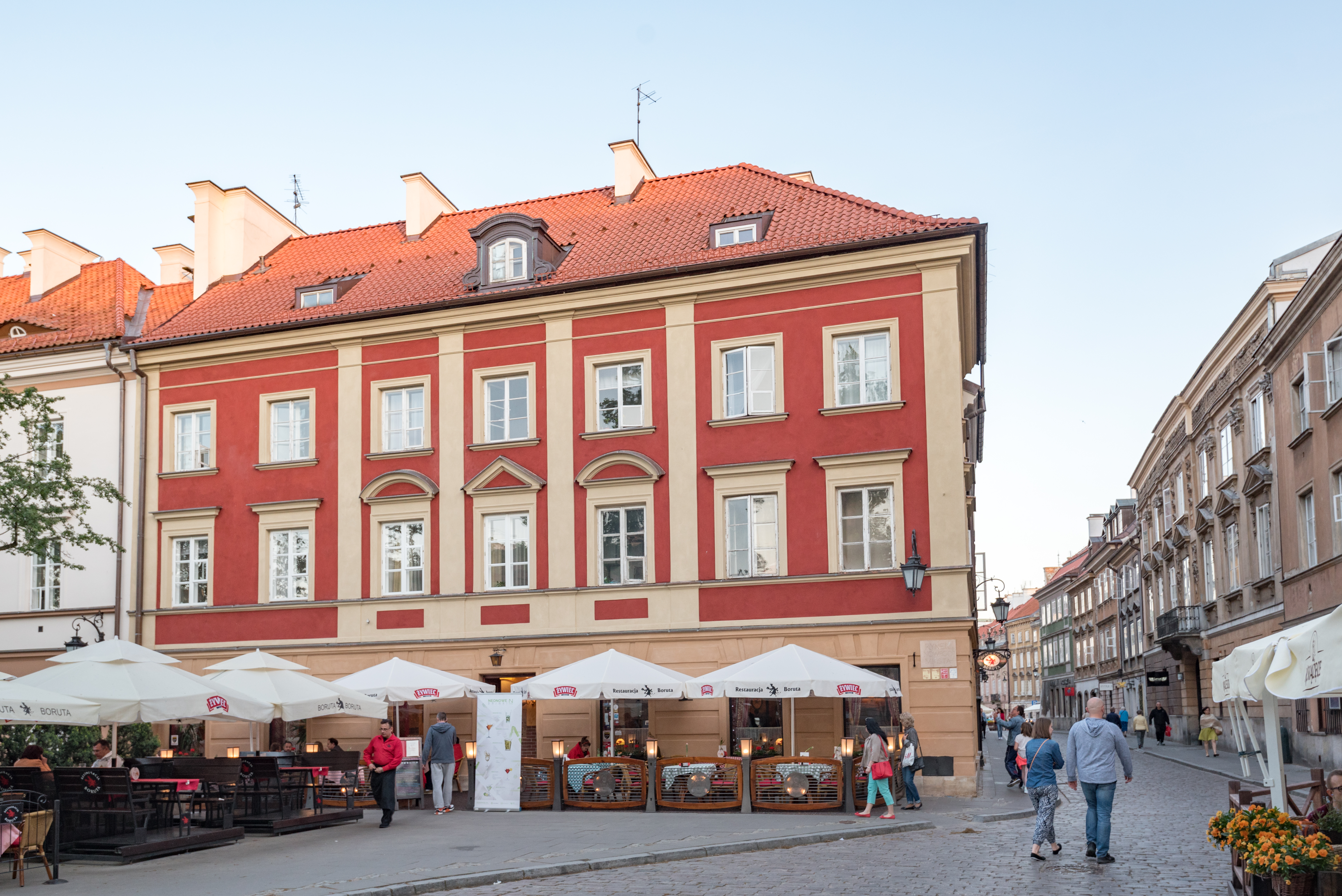
フレタ通り
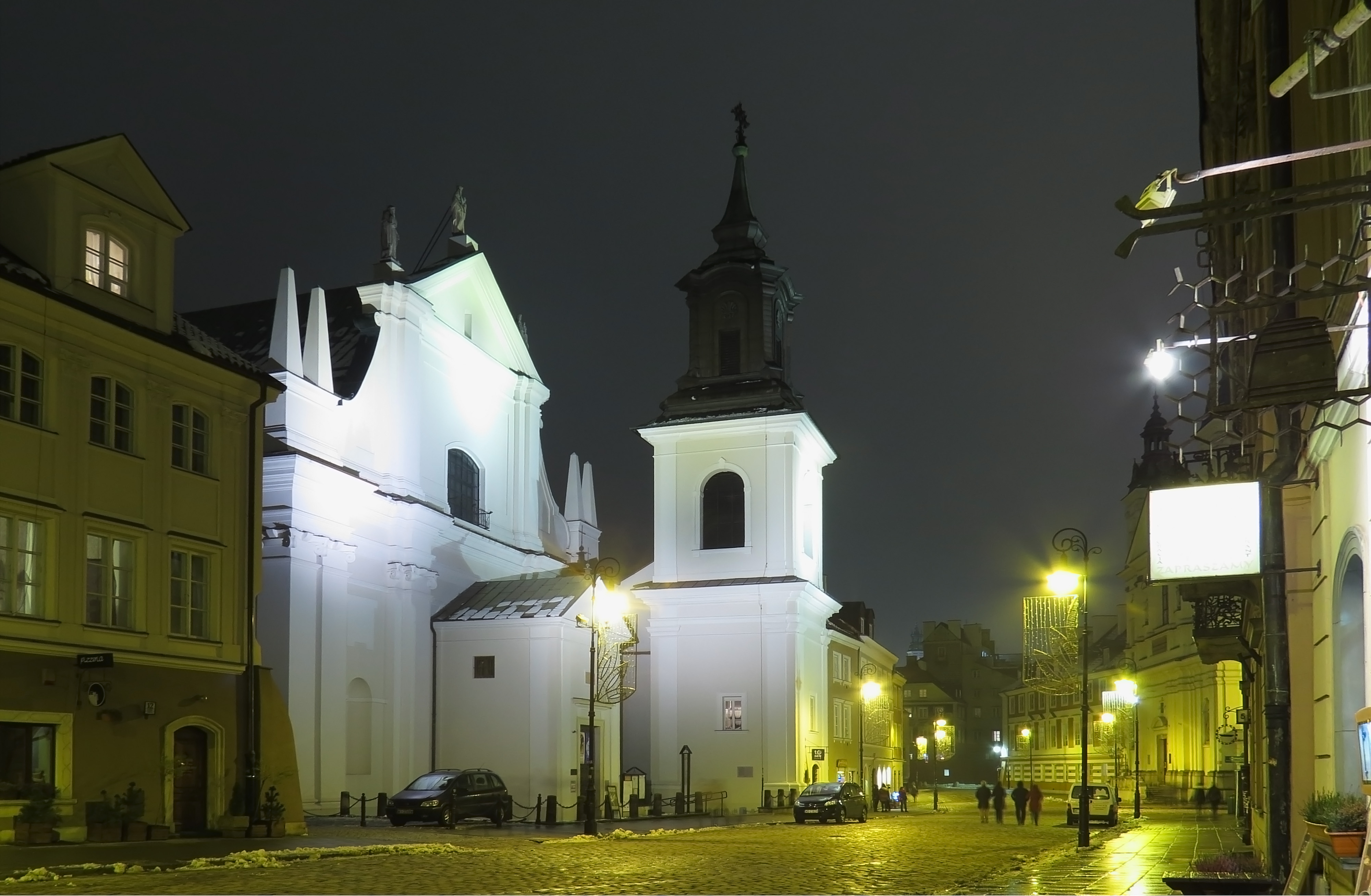
聖ヤツェク教会
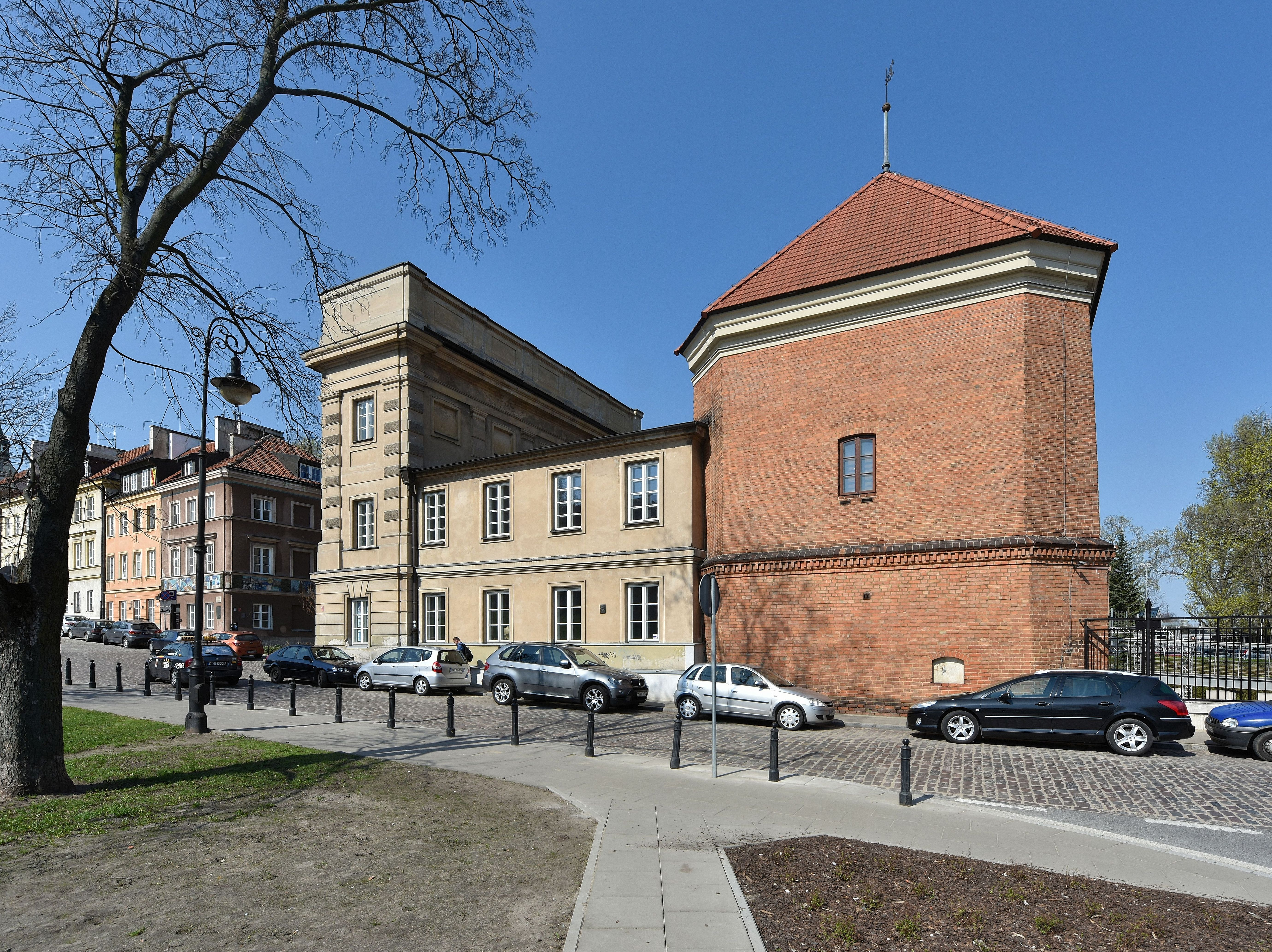
旧橋の門
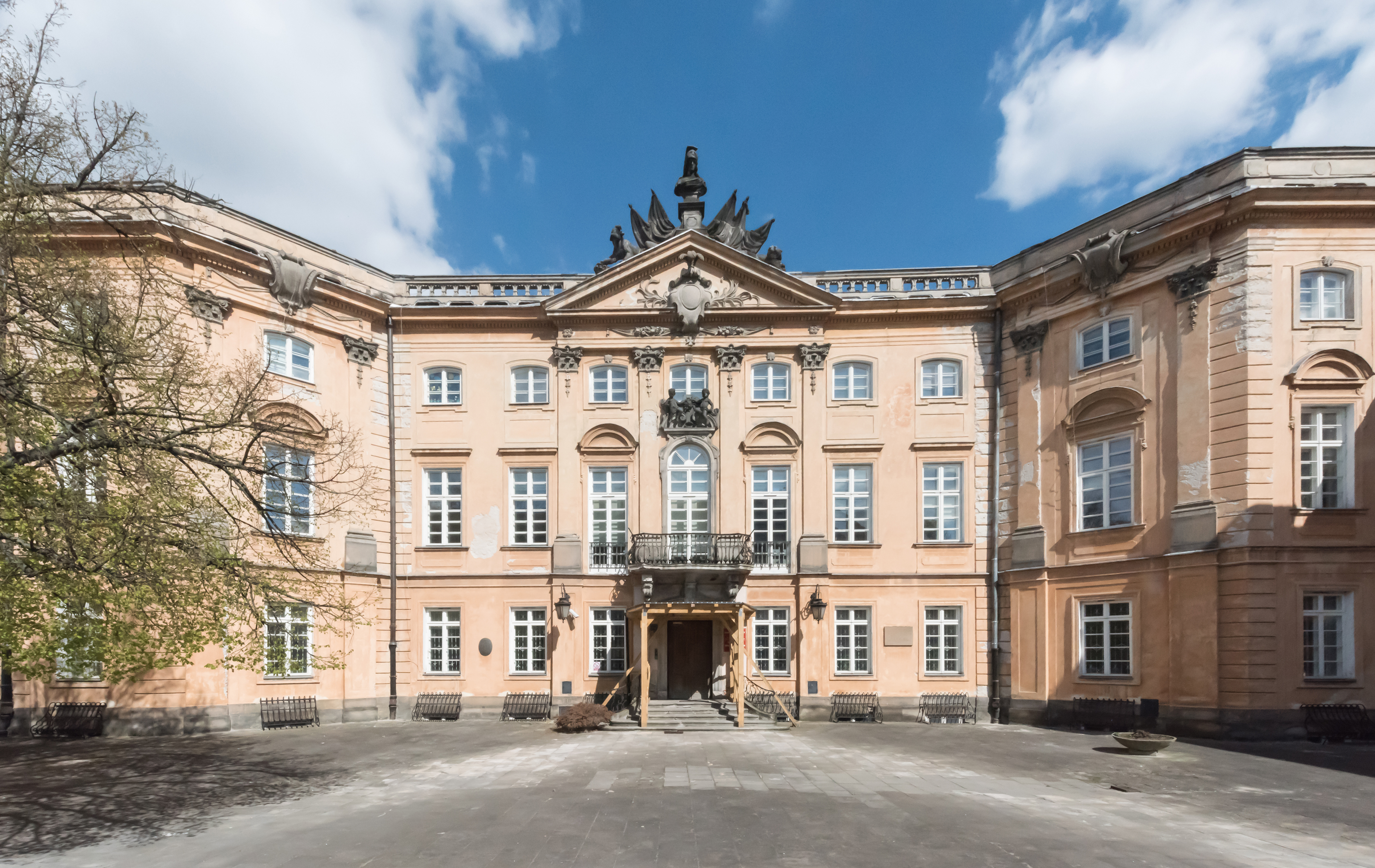
サピェハ家の宮殿
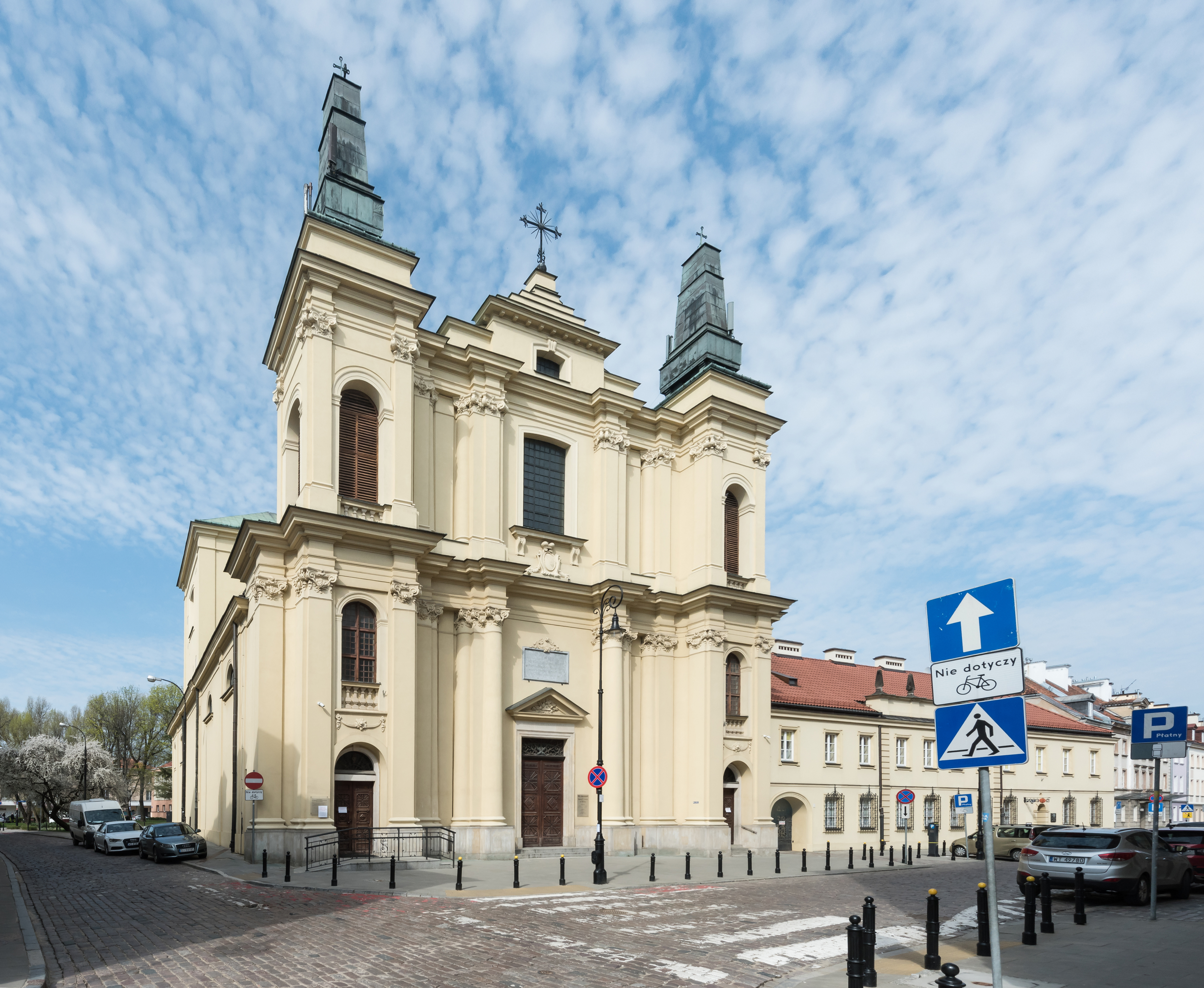
フランシスコ会教会
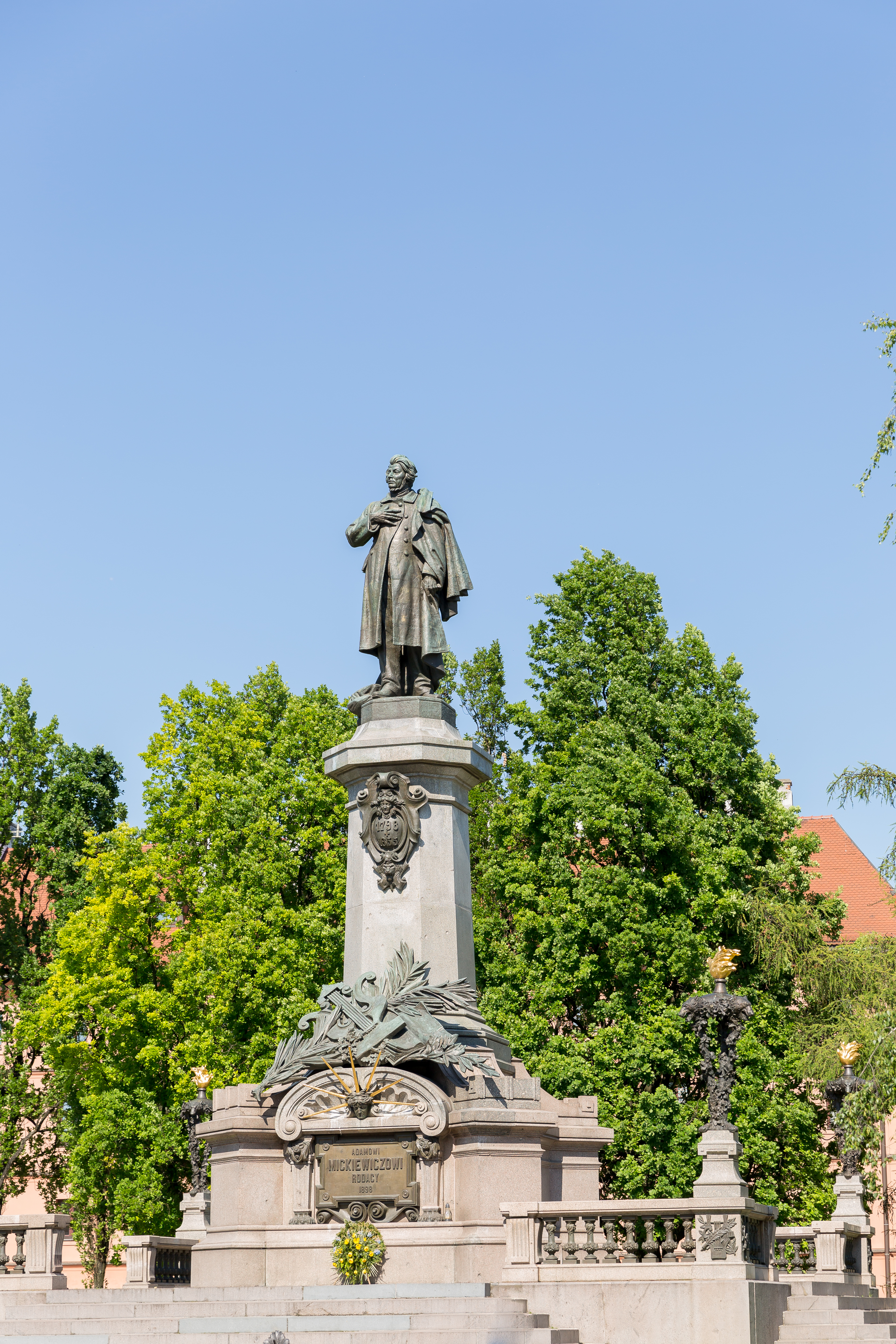
詩人アダム・ミツキェヴィチの像
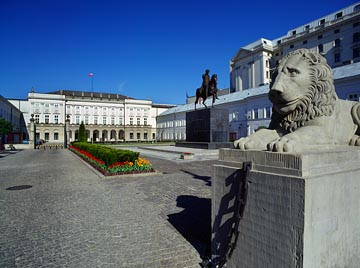
大統領宮殿（ラジヴィウ家の宮殿）とユゼフ・ポニャトフスキの像 18世紀ポーランド・ネオクラシカル様式の代表的建築物
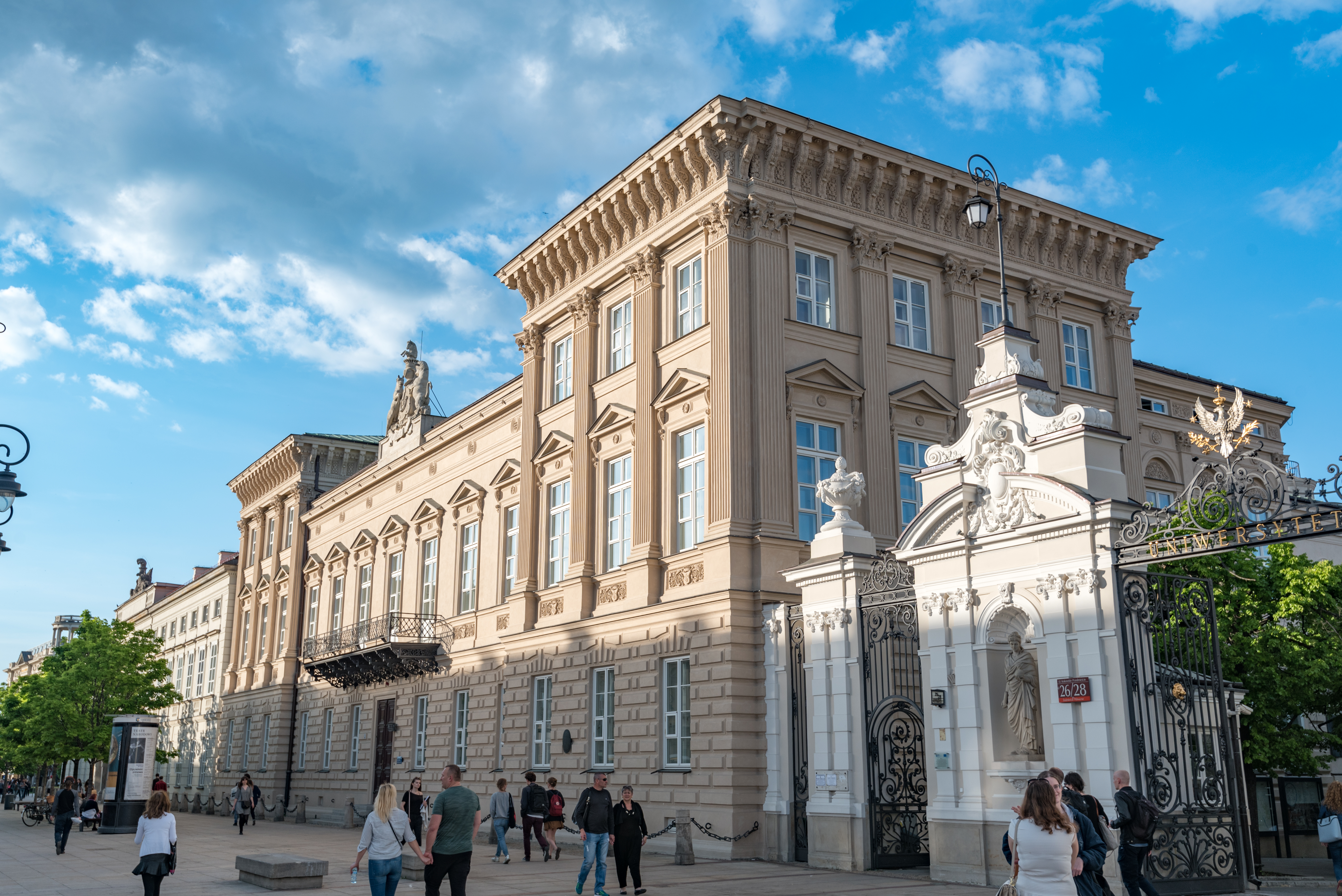
ウルスキ家とチェトゥヴェルティニスキ家の宮殿
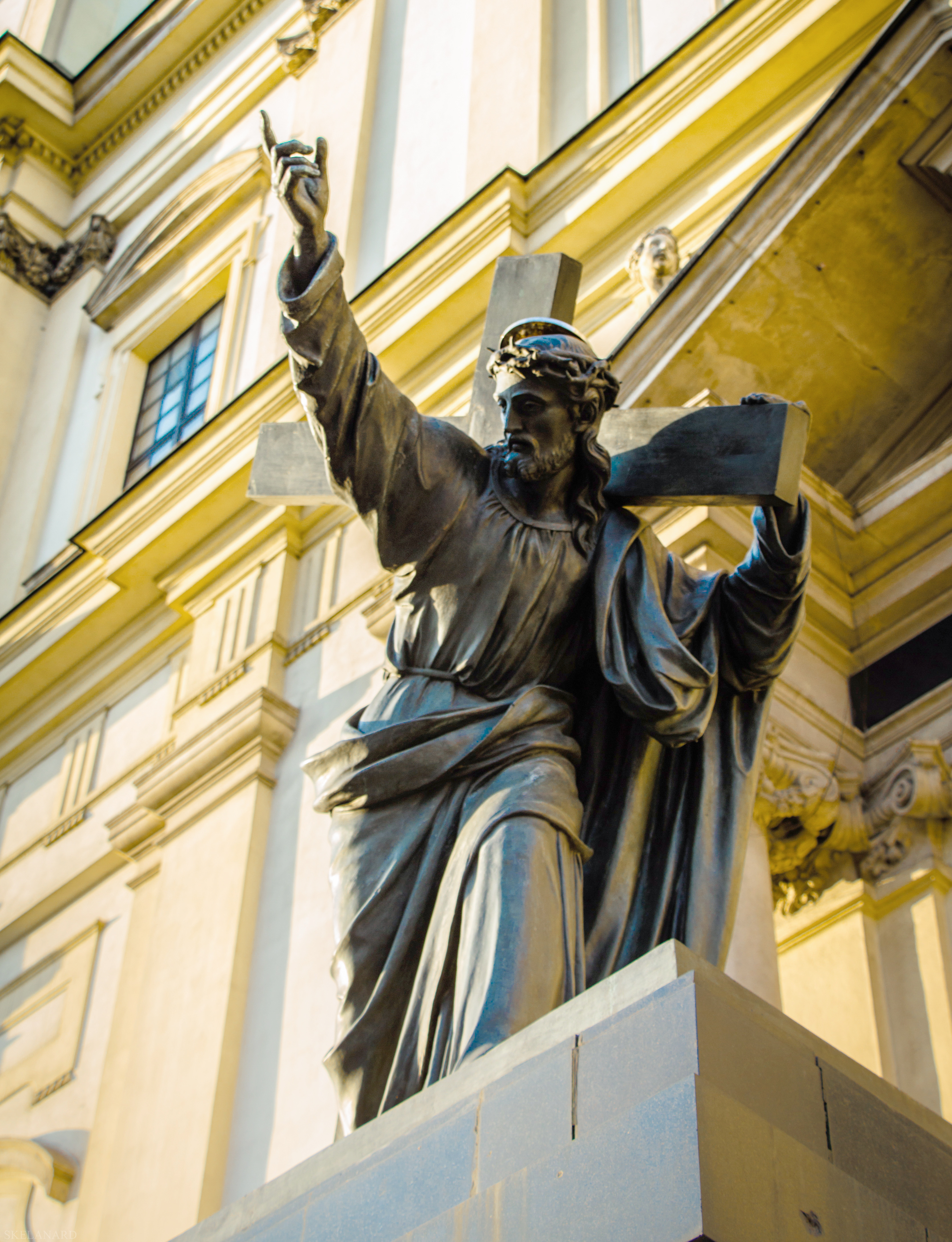
聖十字架教会前のイエスの像
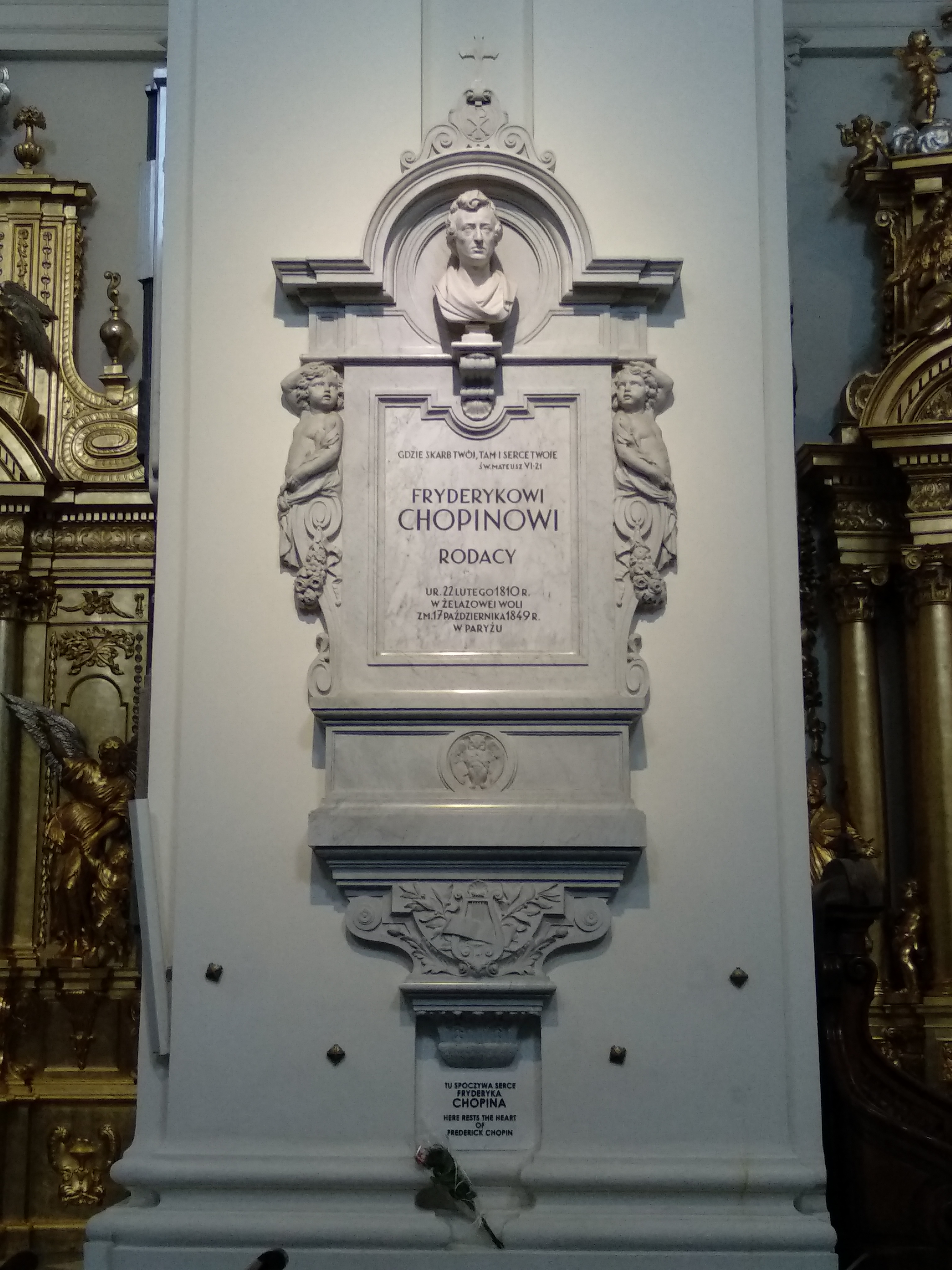
ショパンの心臓が埋められている柱
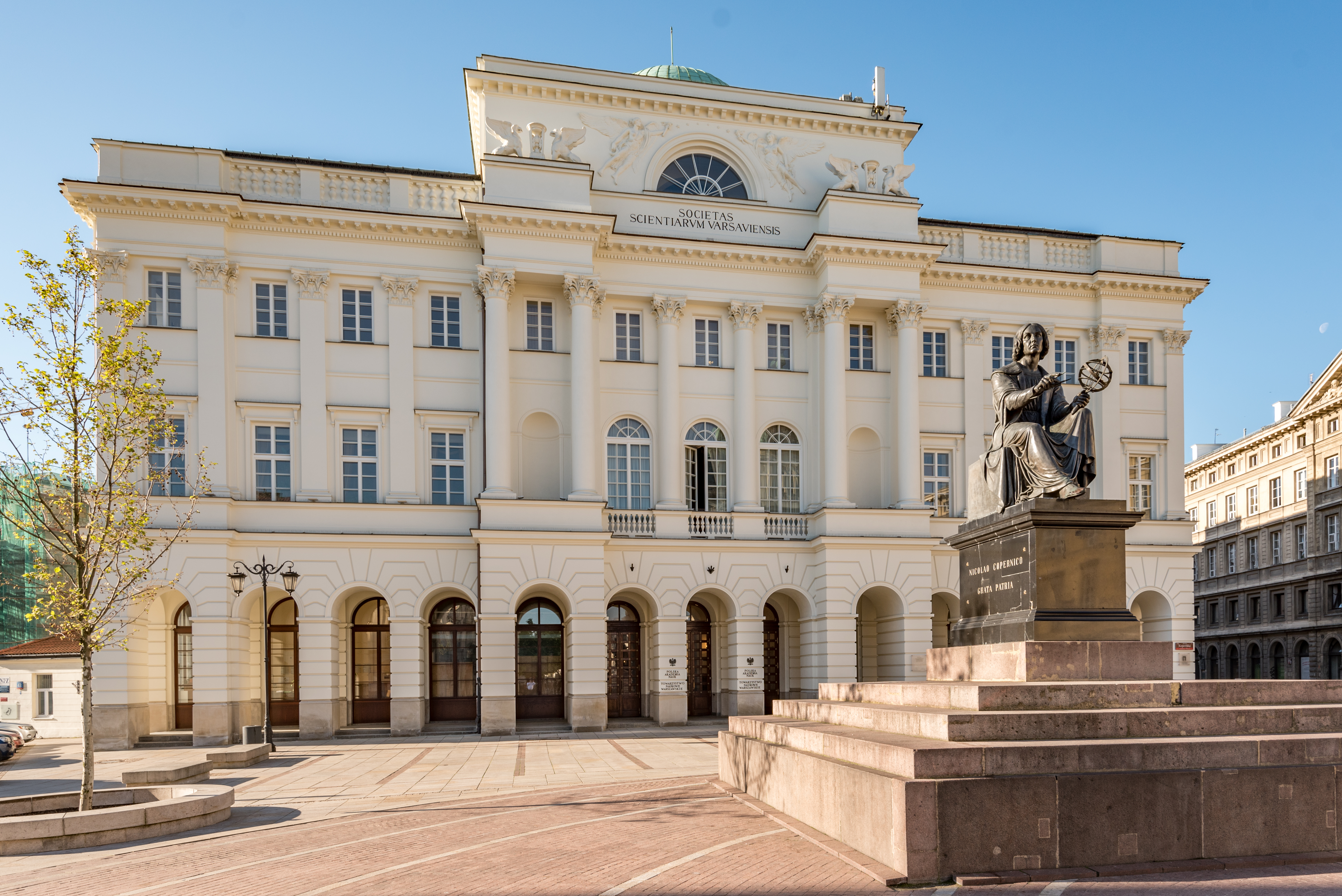
コペルニクス像とスタシッツ家の宮殿（現ポーランド科学アカデミー）
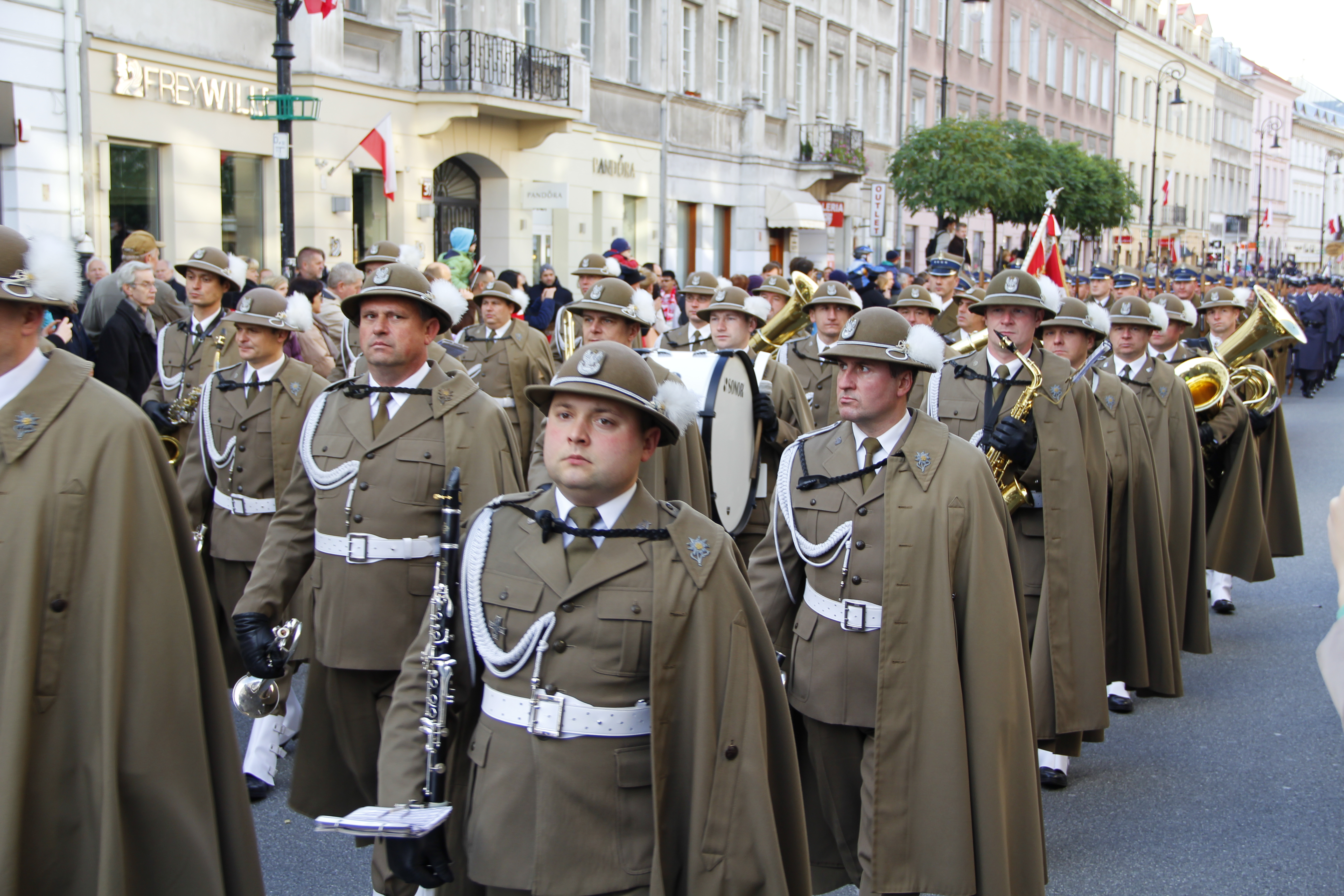
新世界通りでパレード
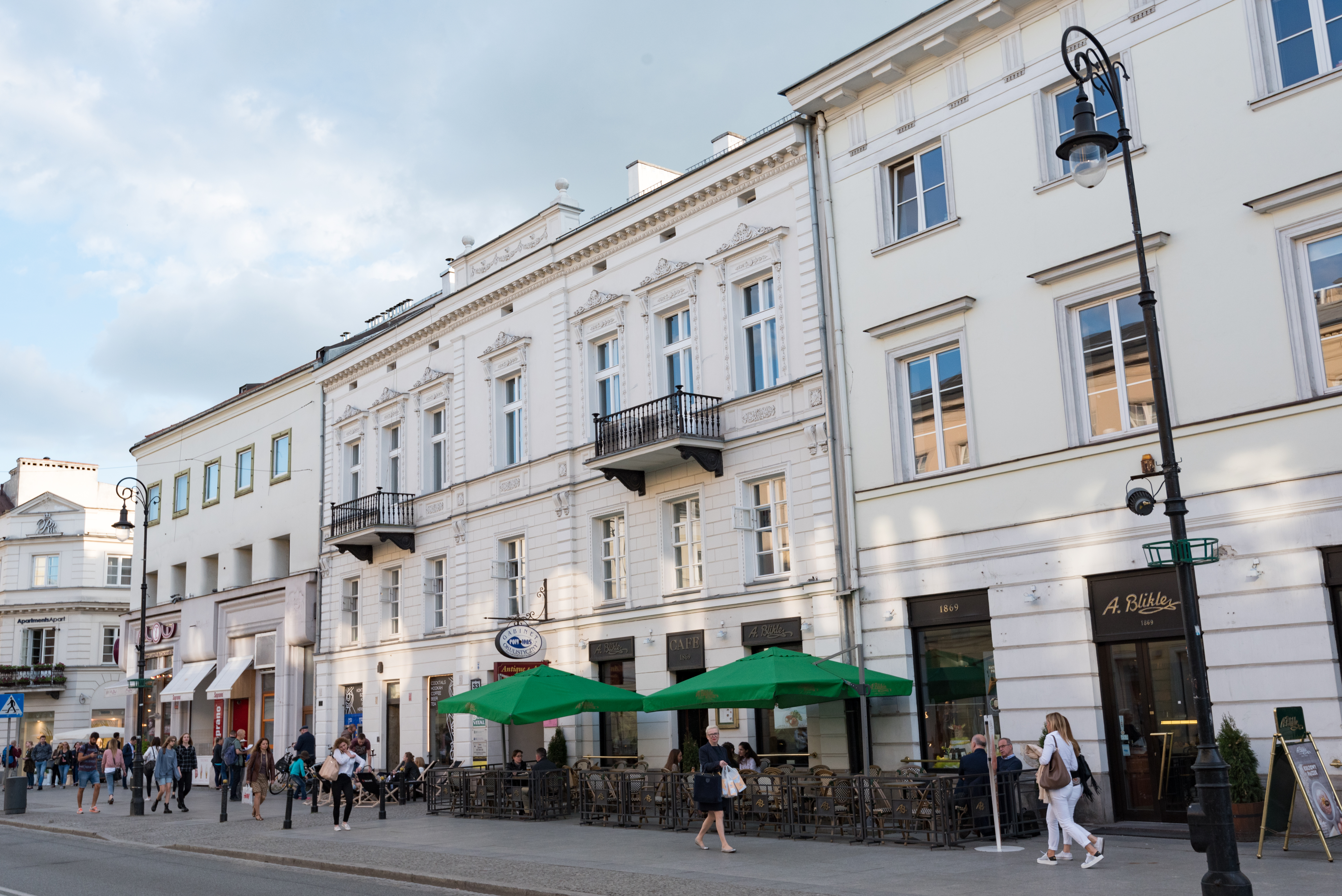
カフェ・ブリクレ
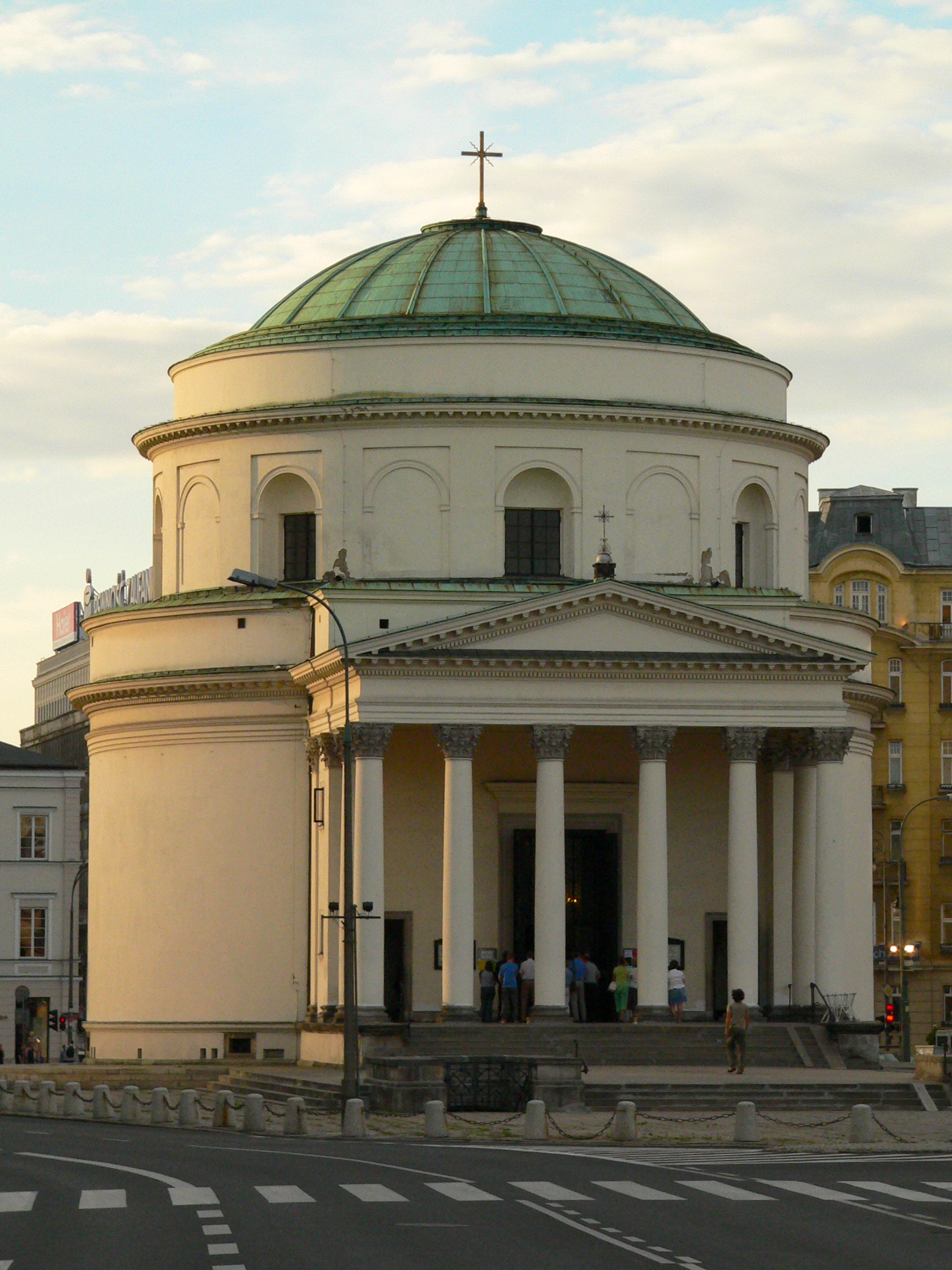
聖アレクサンドル教会
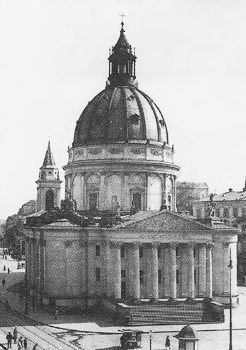
破壊前の聖アレクサンドル教会
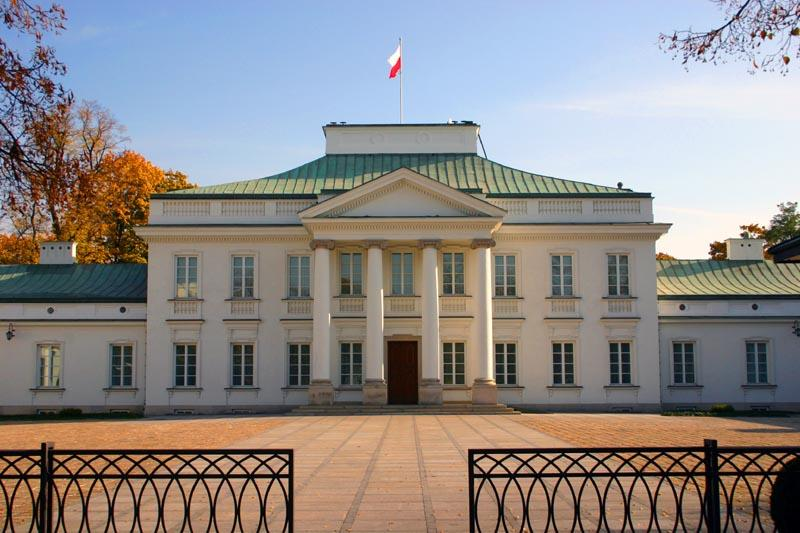
ベルヴェデル宮殿
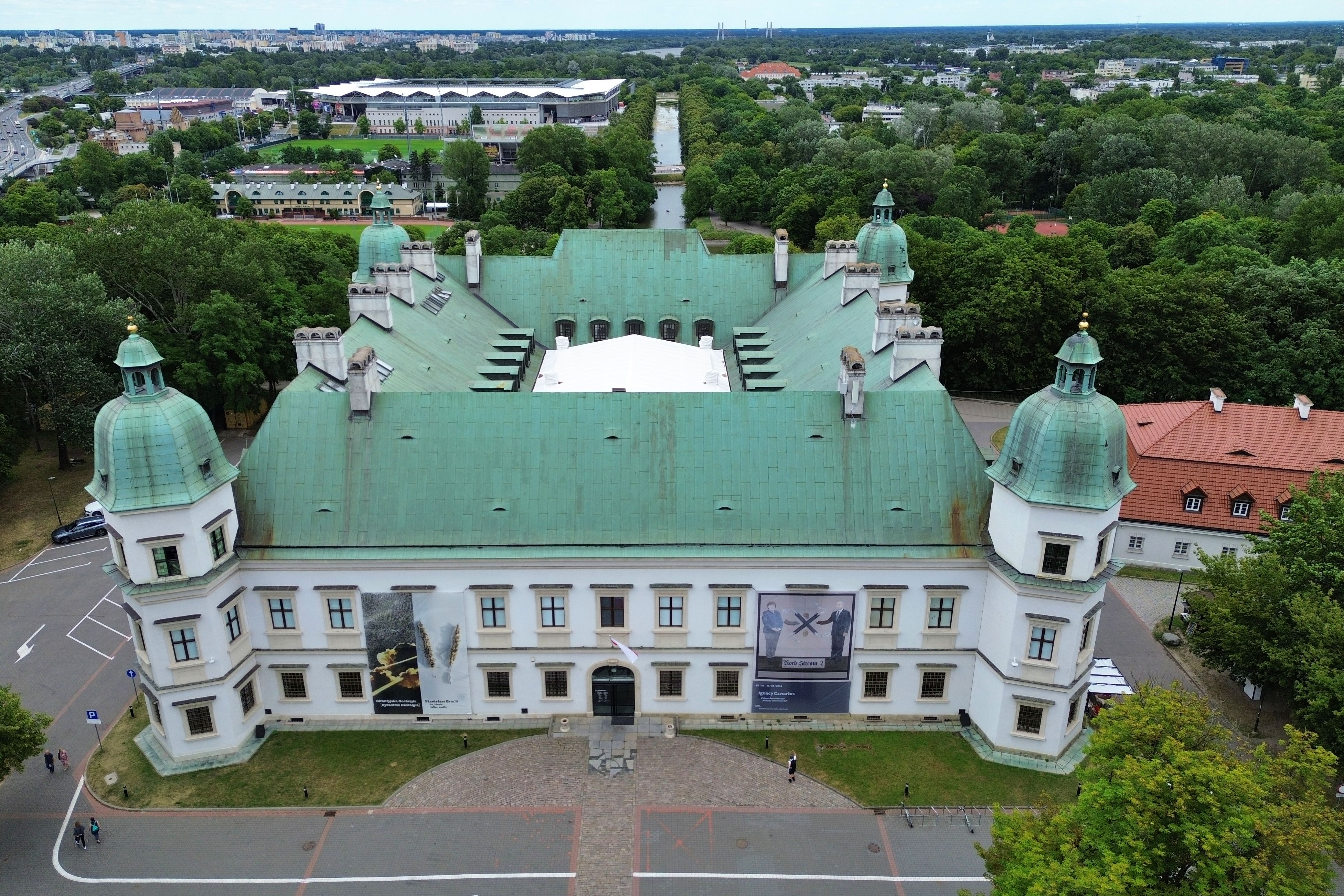
ウヤズドフスキ家の宮殿
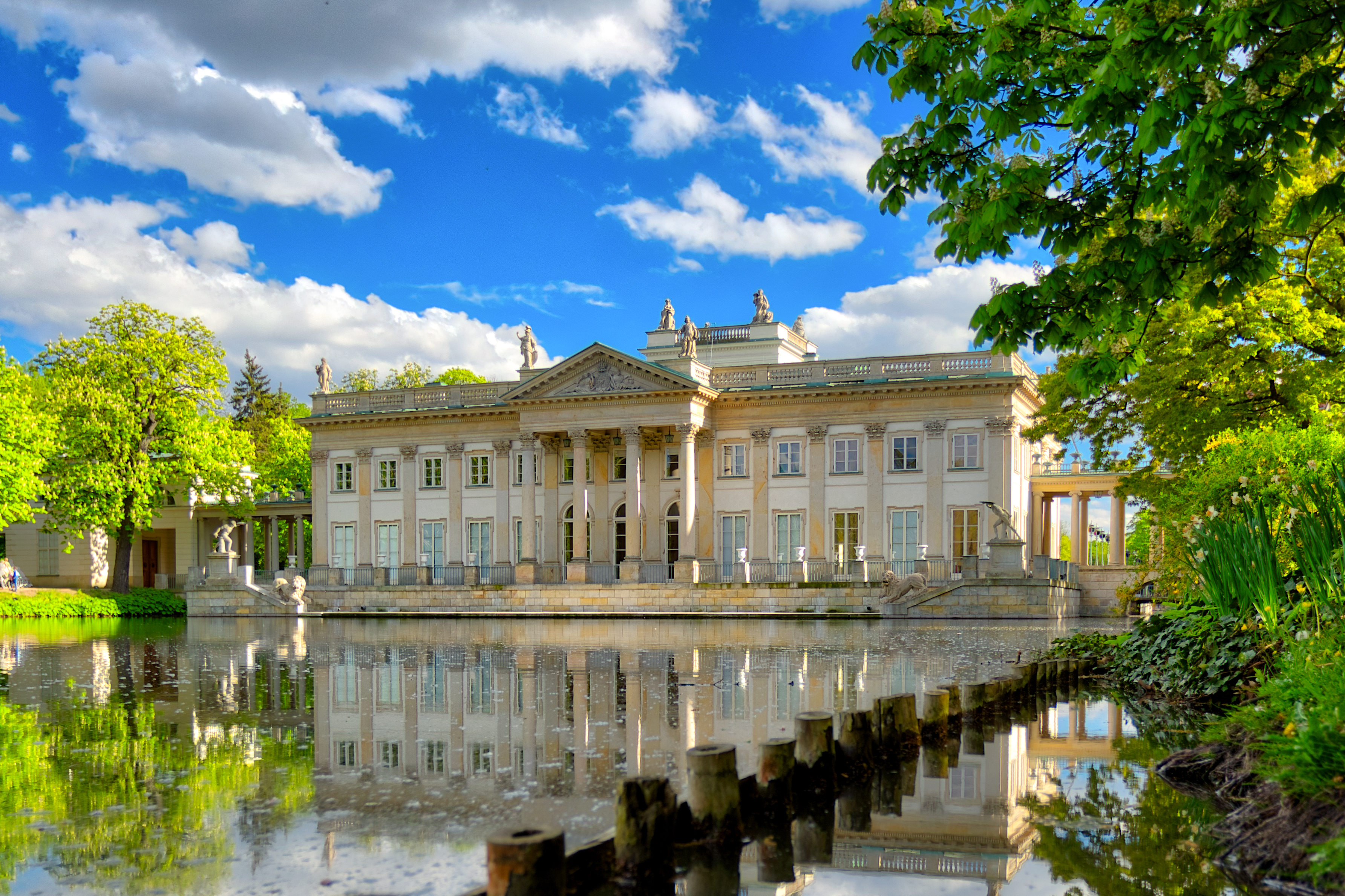
ワジェンキ水上王宮
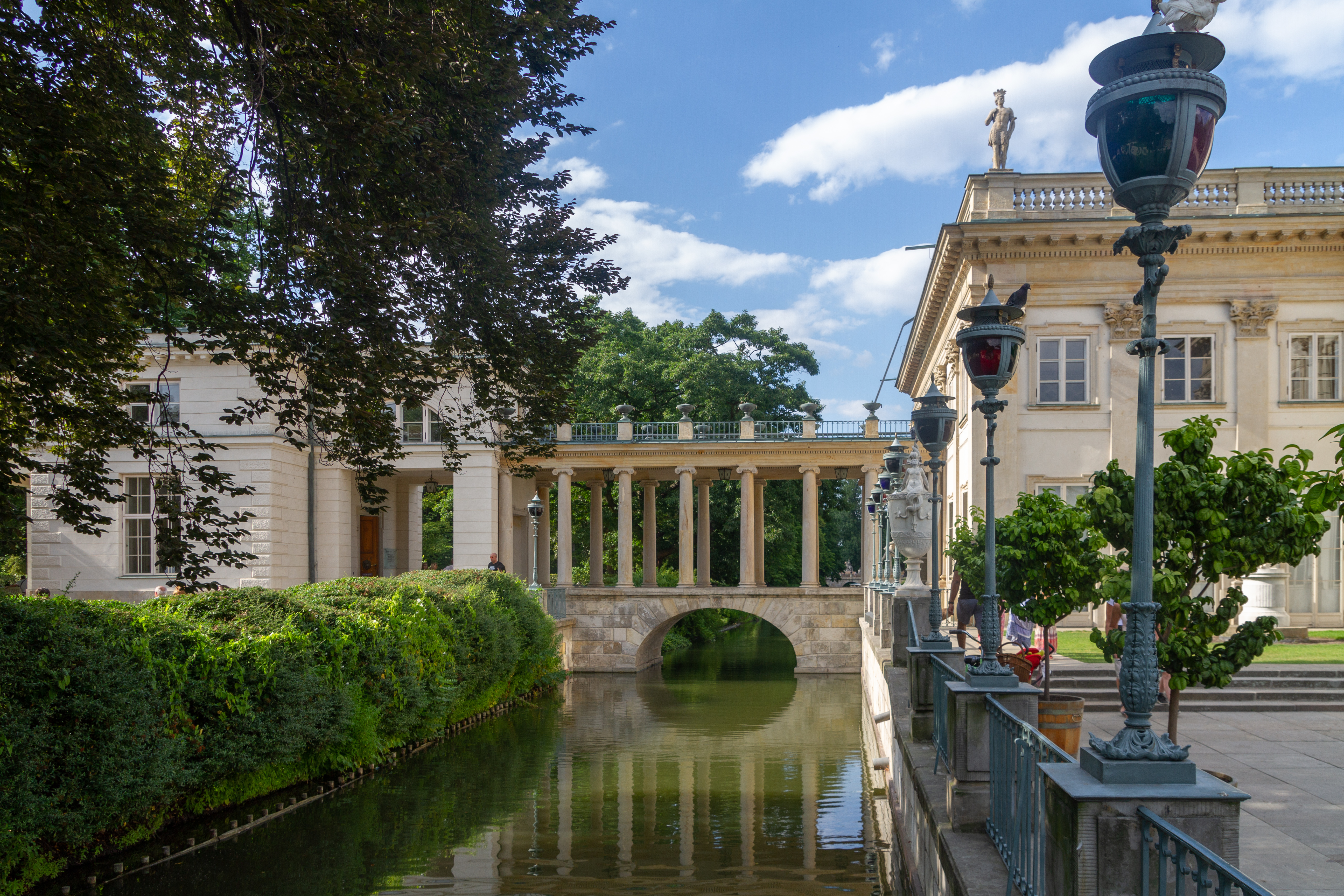
ワジェンキ水上王宮
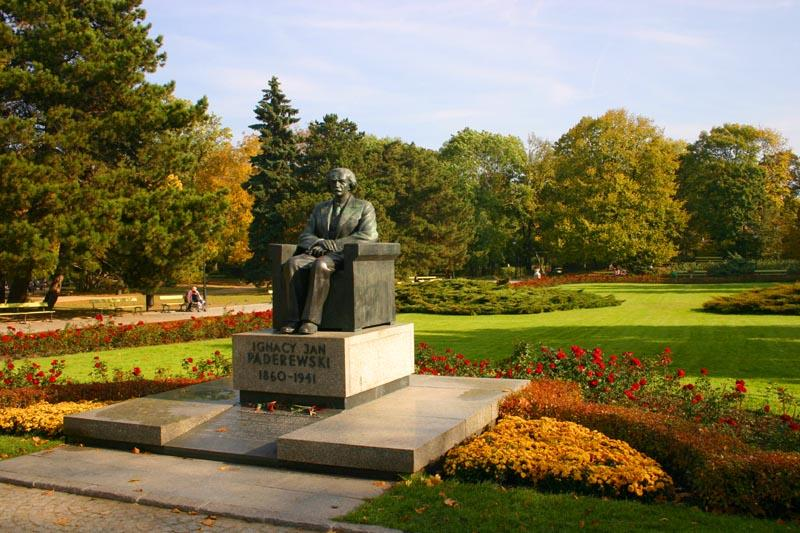
ピアニスト兼政治家イグナツィ・パデレフスキの像
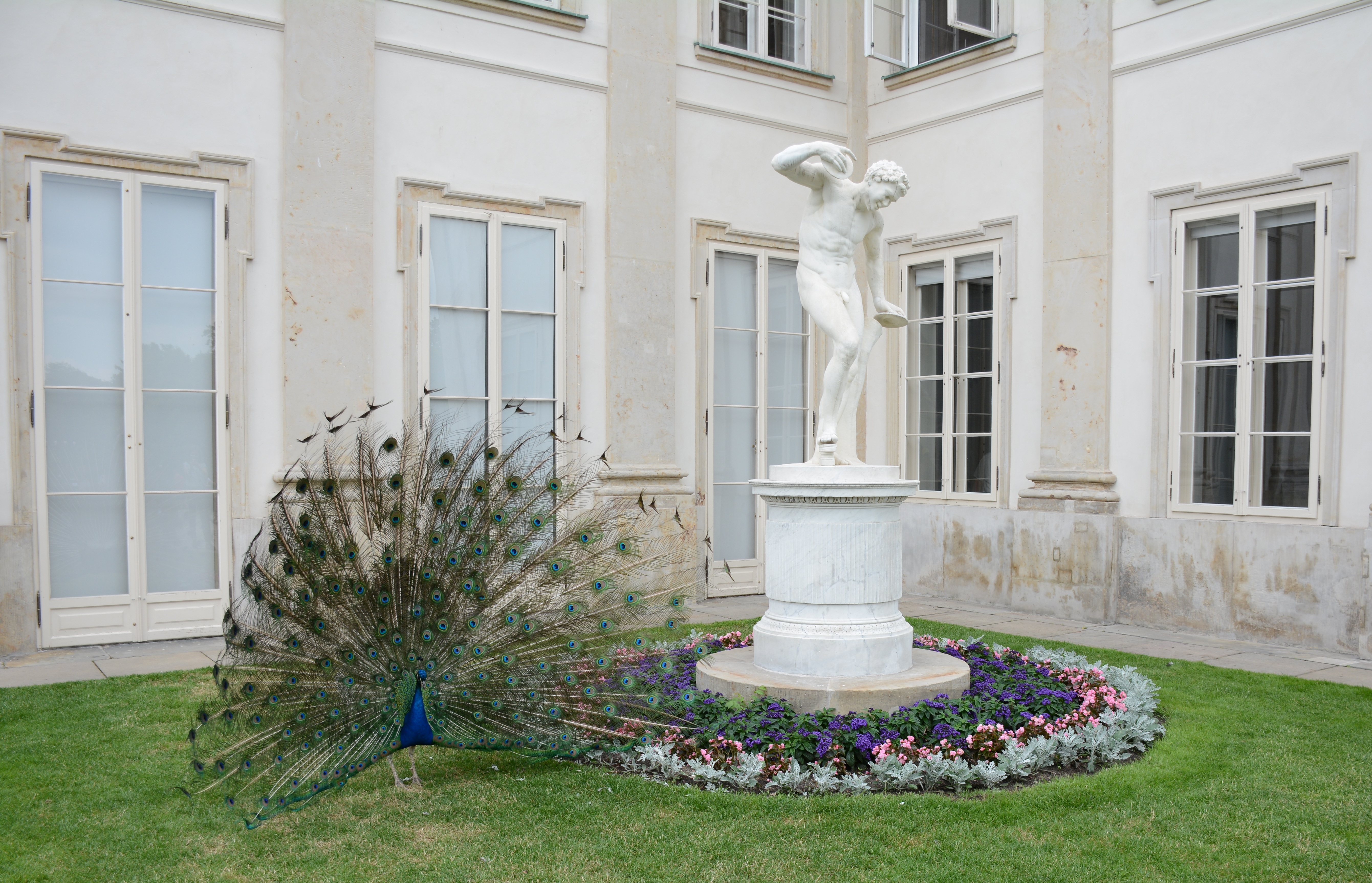
公園内で放し飼いの孔雀
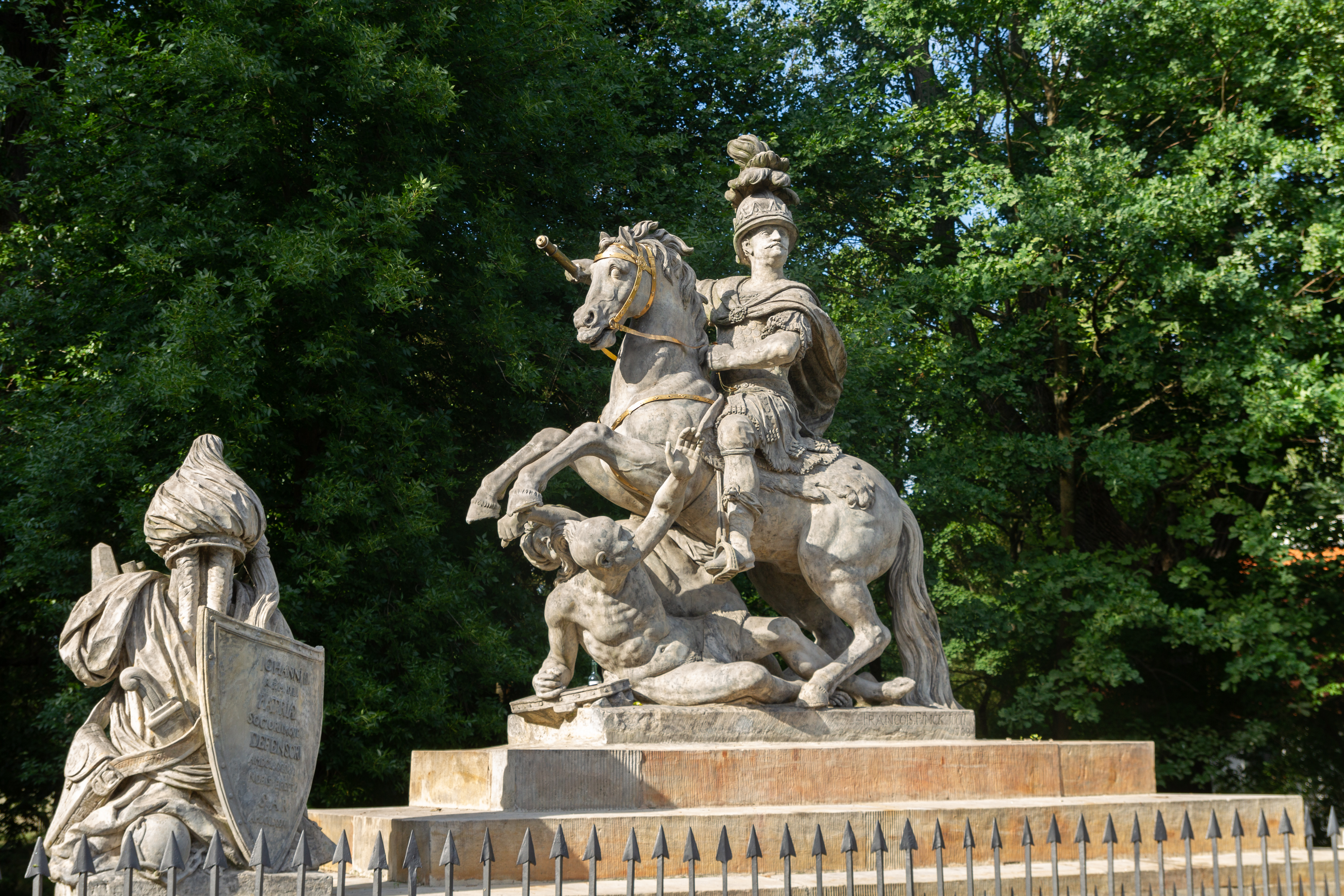
ヤン3世ソビエスキ王の彫像
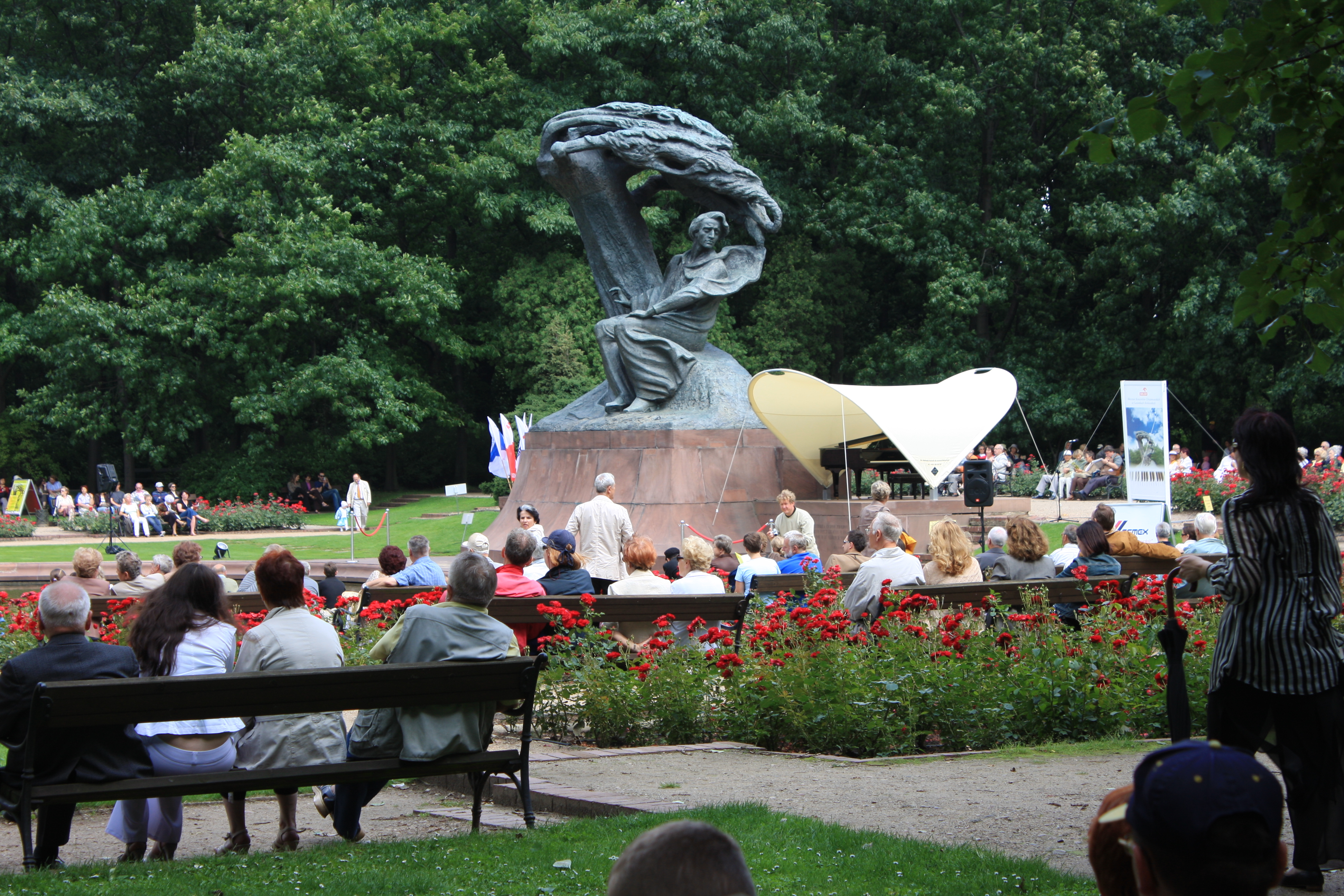
夏の毎週日曜の無料野外ピアノコンサート
新旧ポーランド騎兵の像
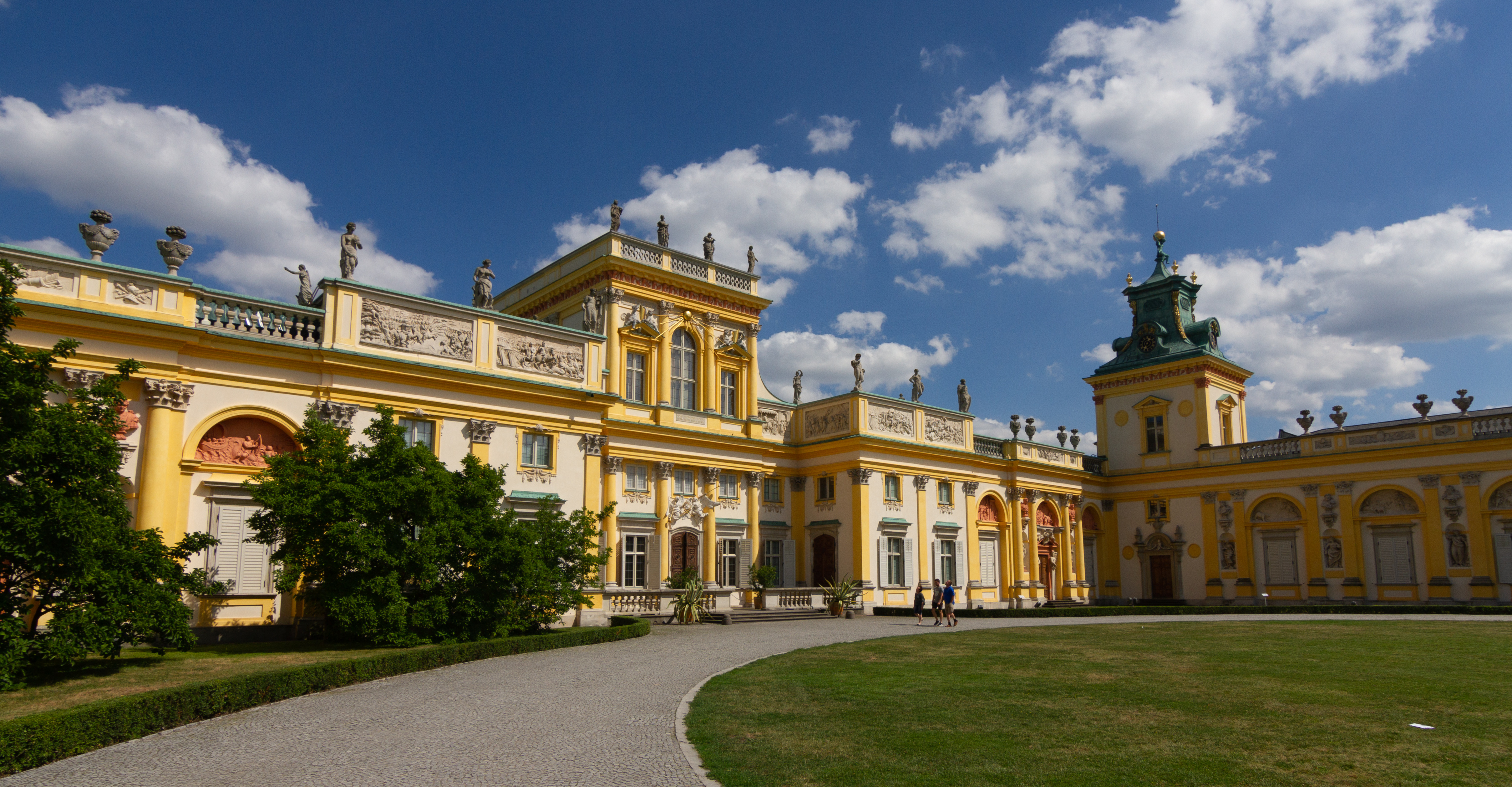
ヴィラヌフ王宮
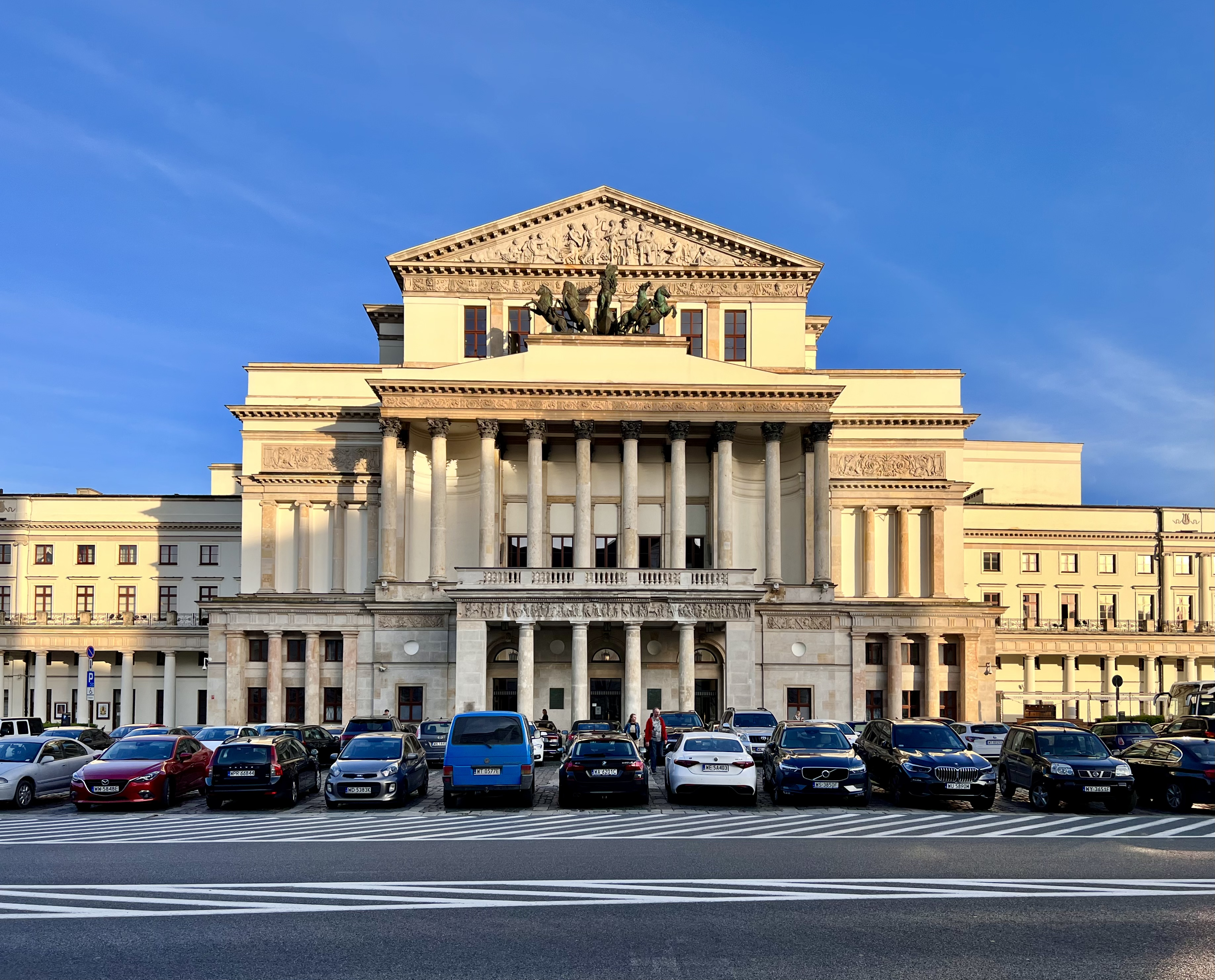
ワルシャワ大劇場
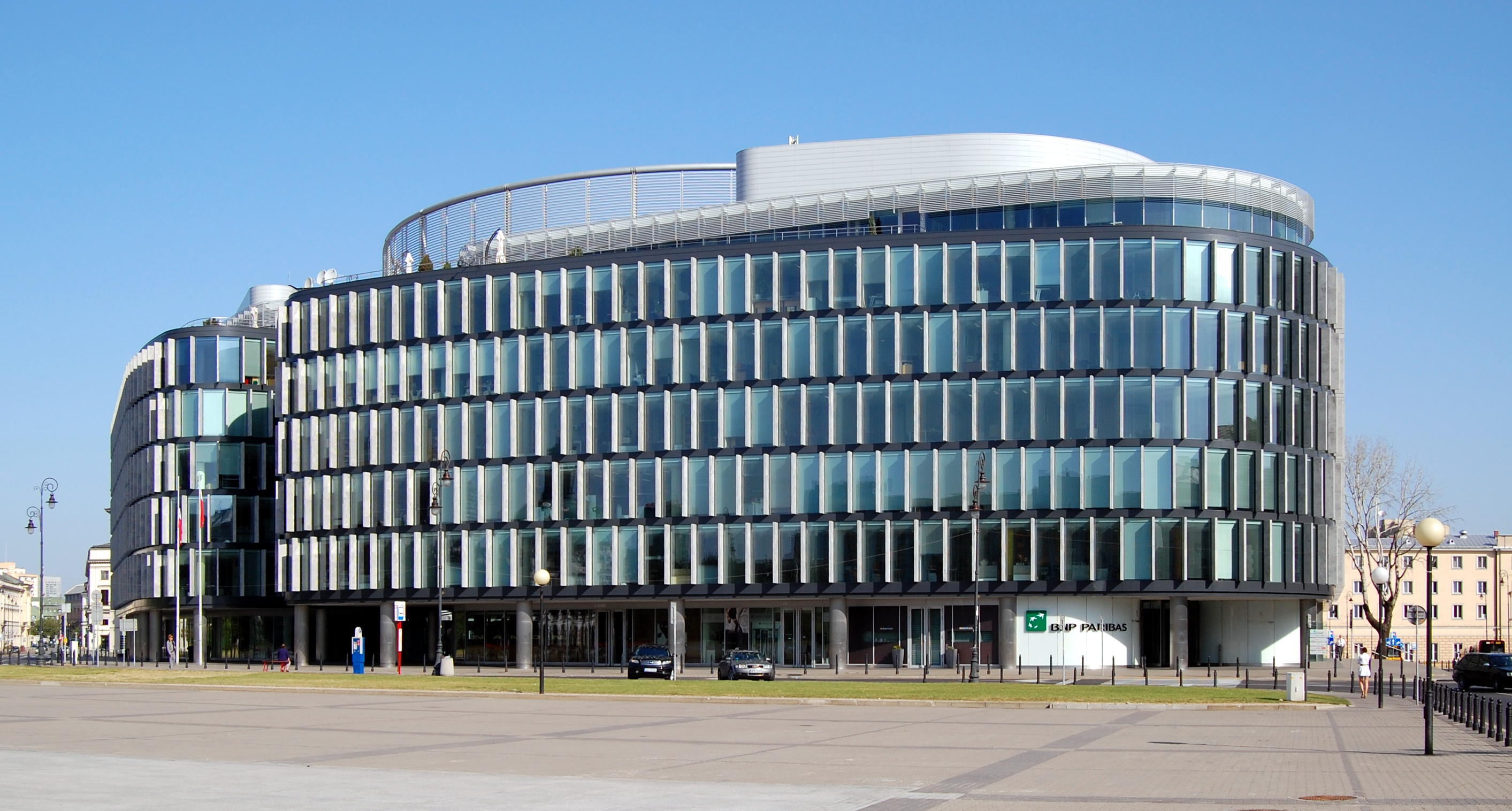
メトロポリタン・ビル
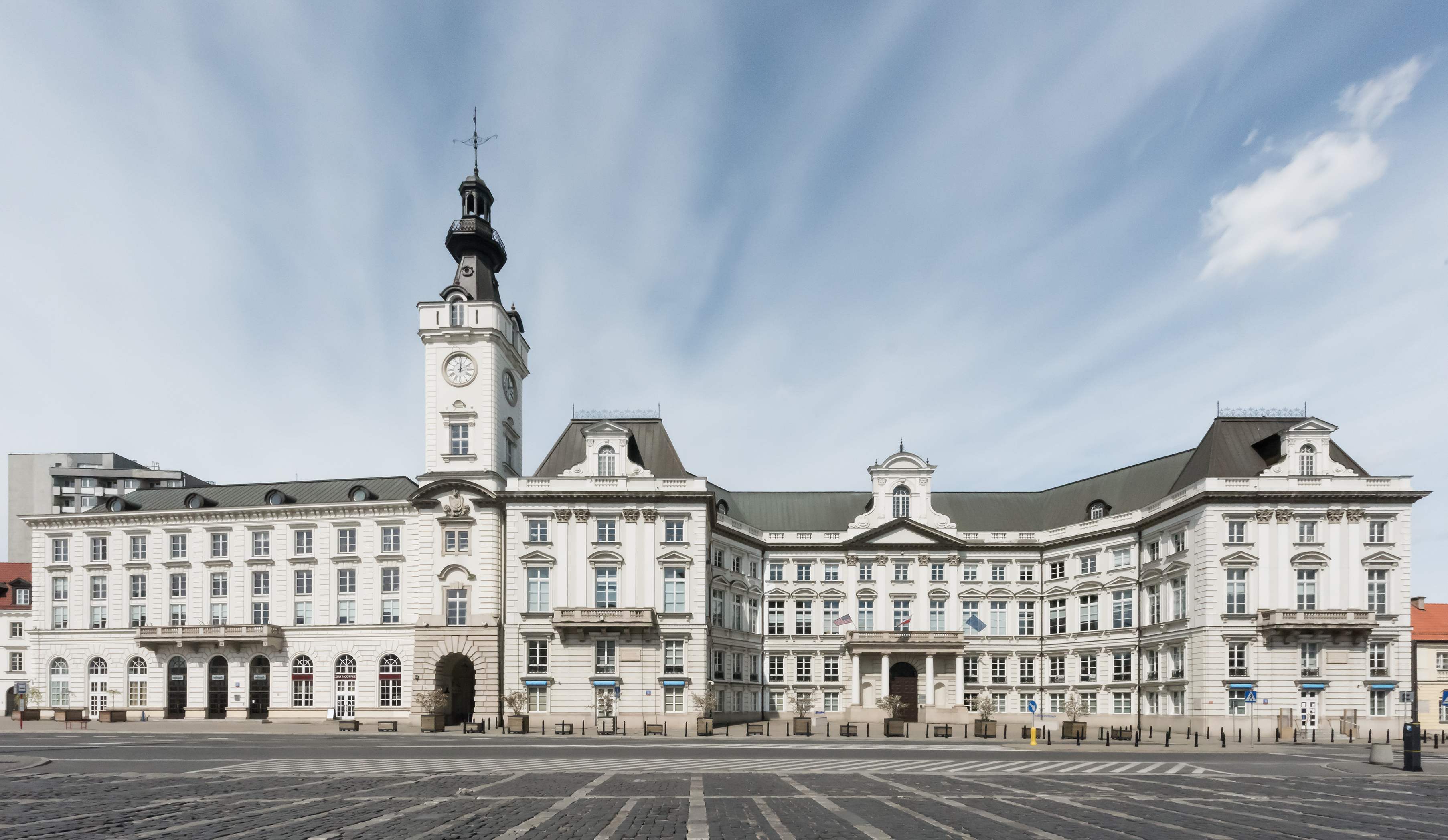
ヤブウォイニスキ家の宮殿
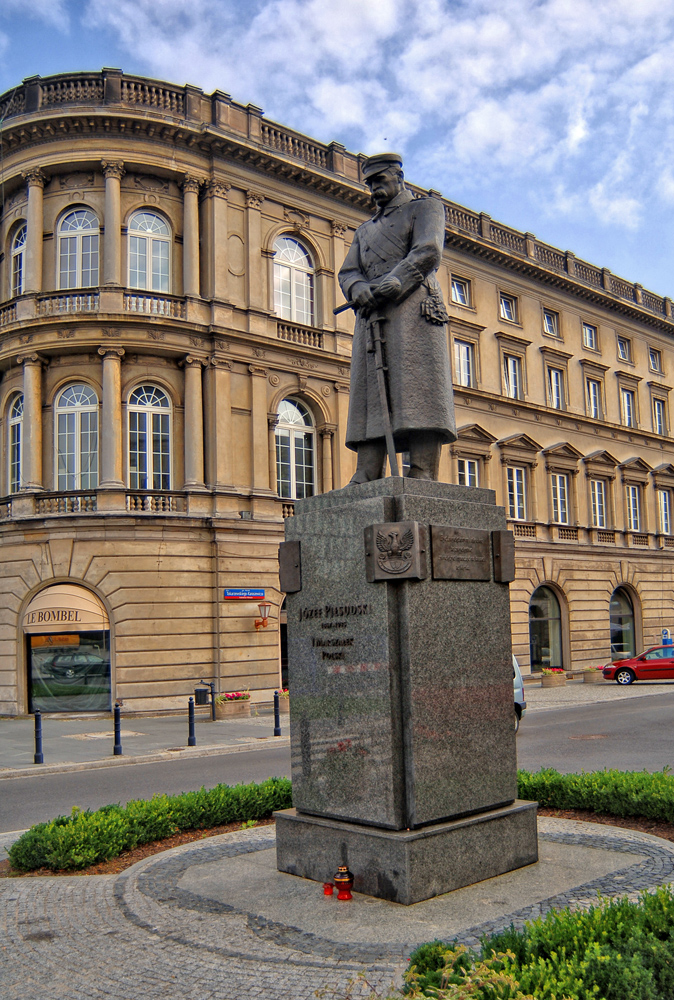
ピウスツキ広場（独立広場）とピウスツキ像
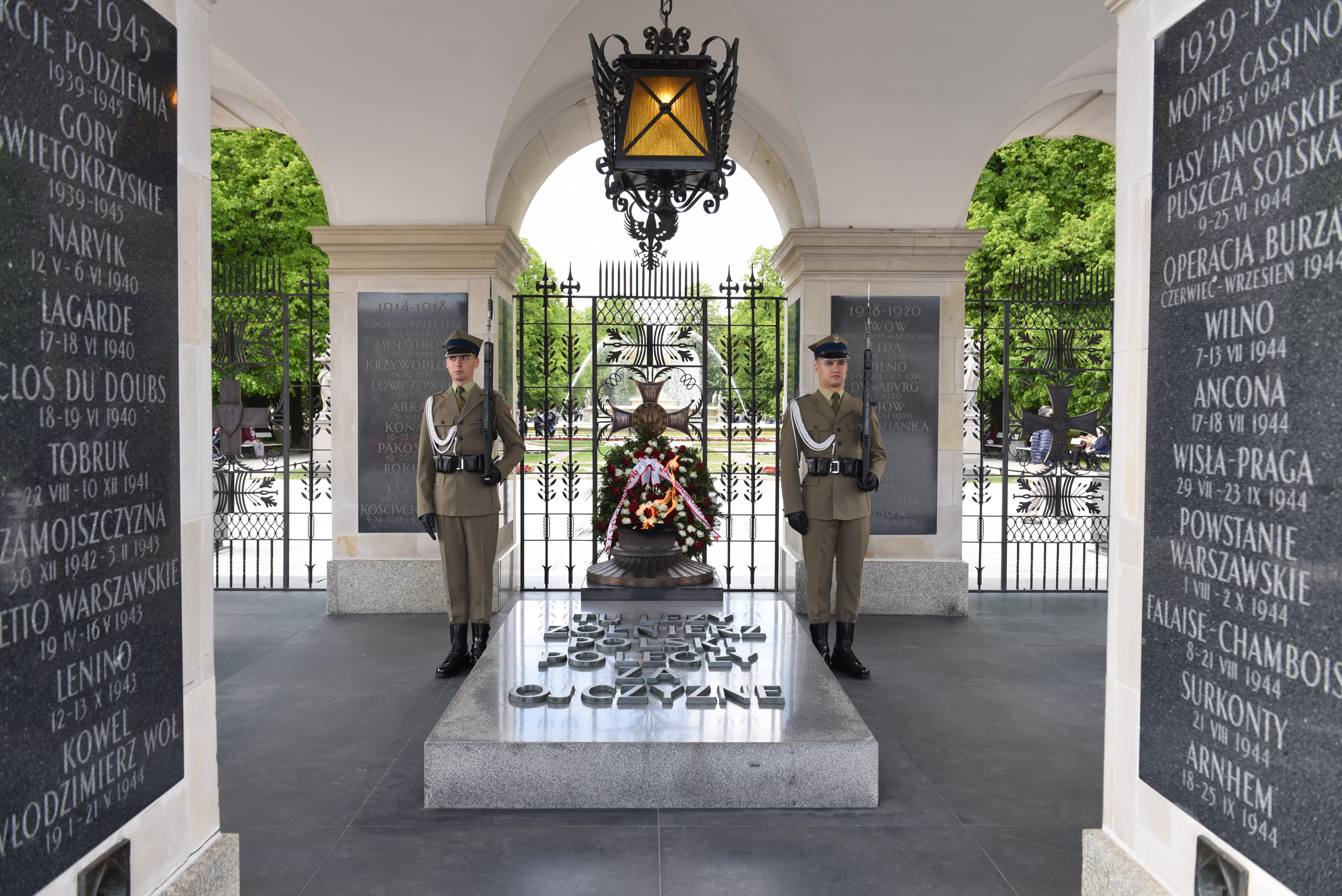
無名戦士の墓
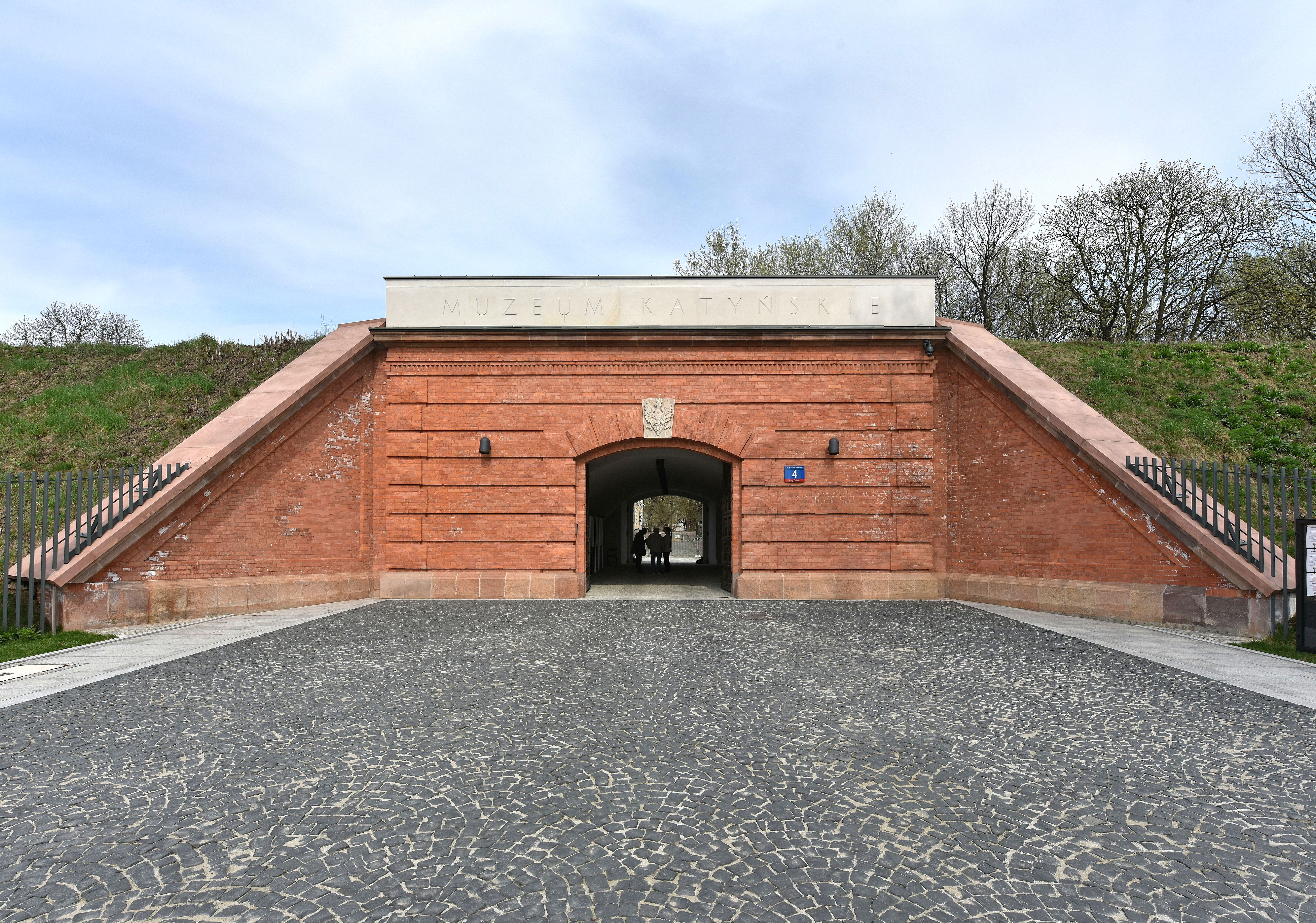
ツィタデラ
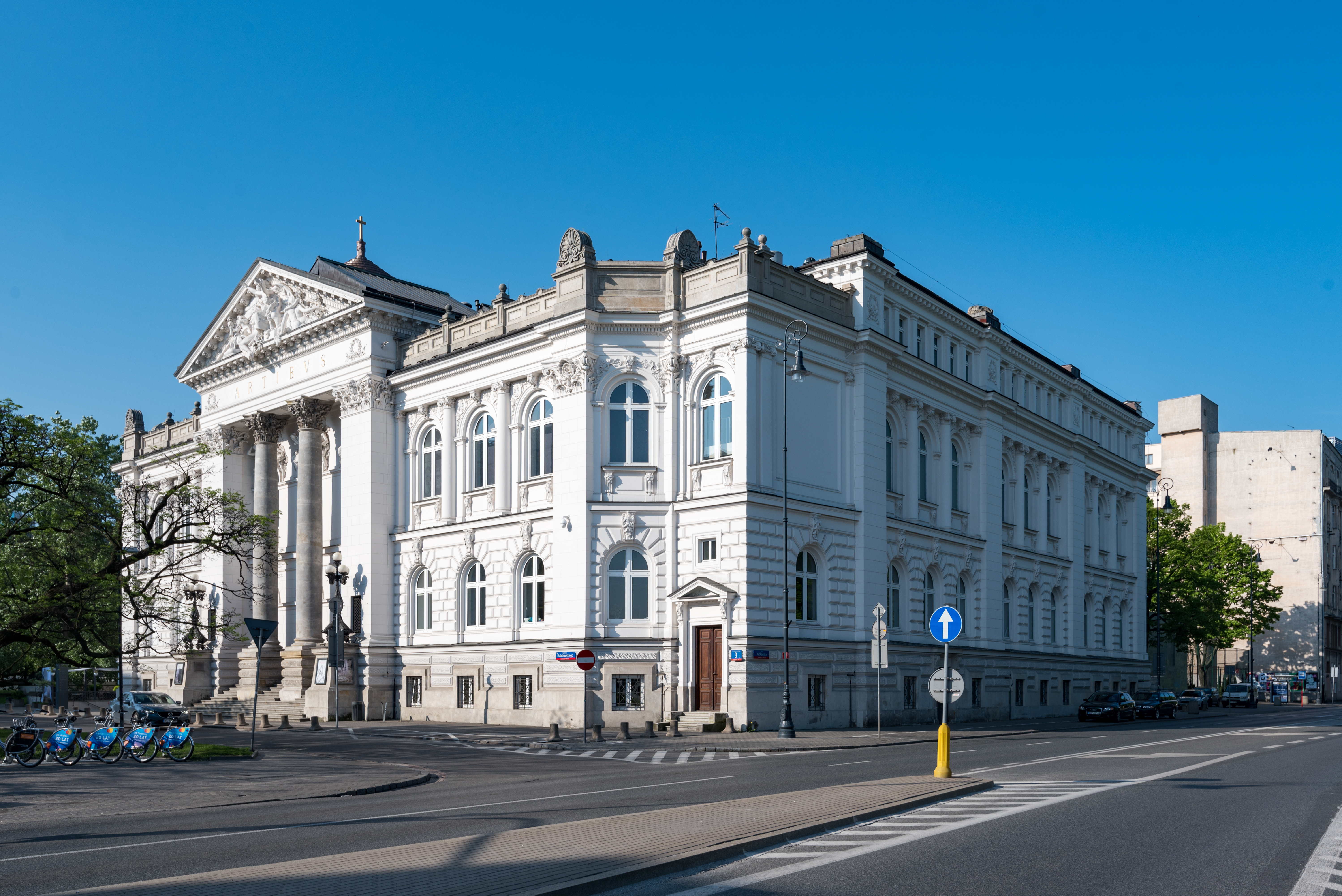
アートギャラリー「ザヘンタ」
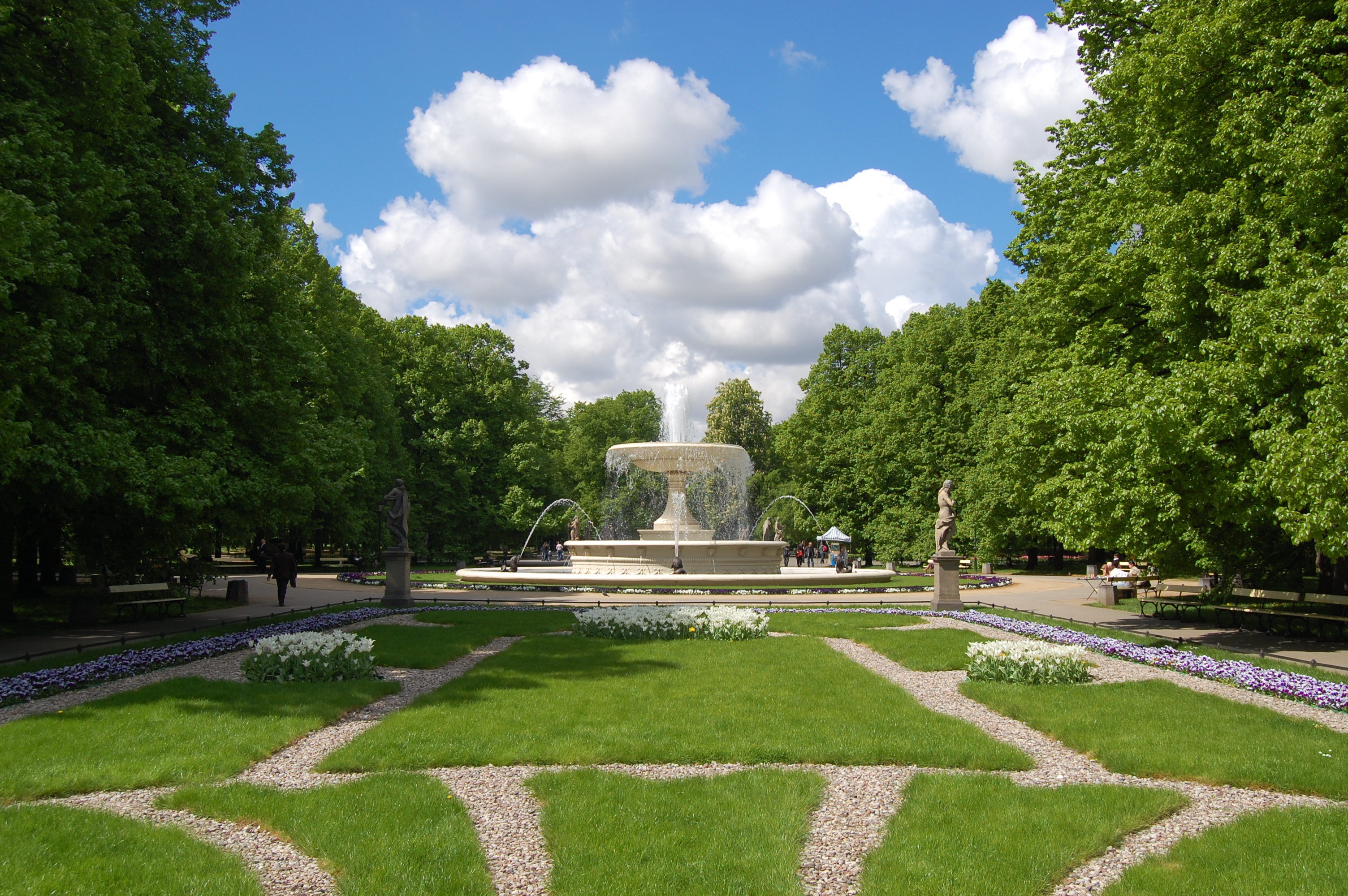
サスキ（ザクセン）公園
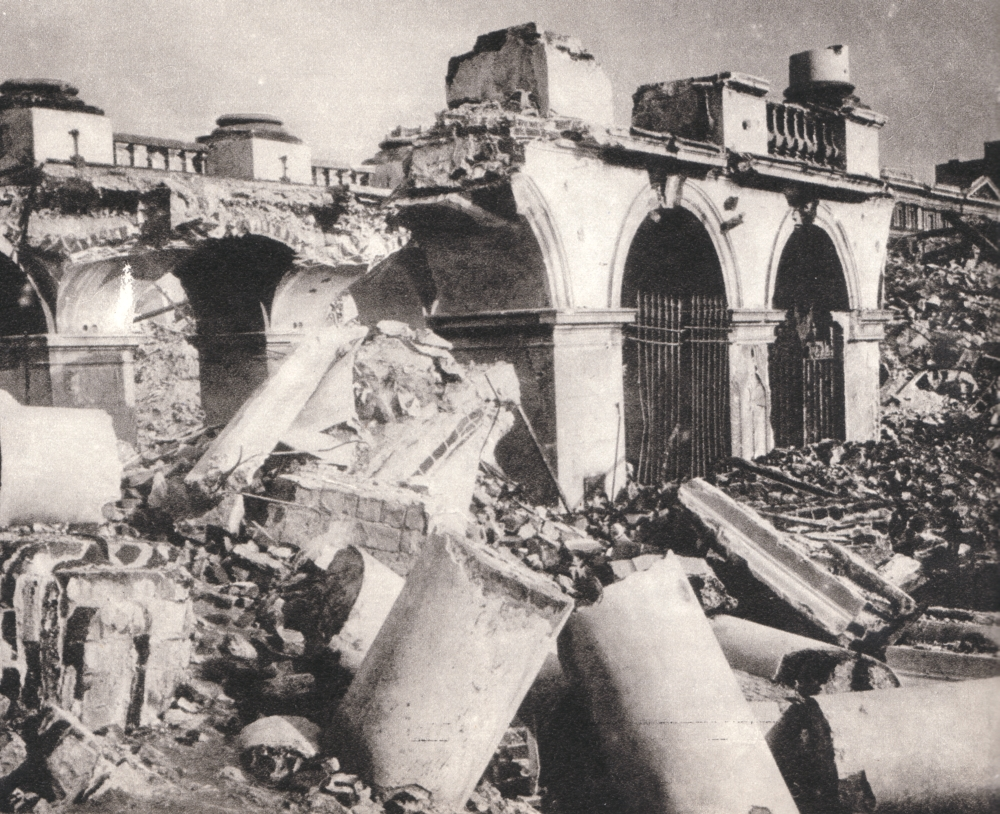
1944年ドイツ軍に破壊されたサスキ（ザクセン）宮殿
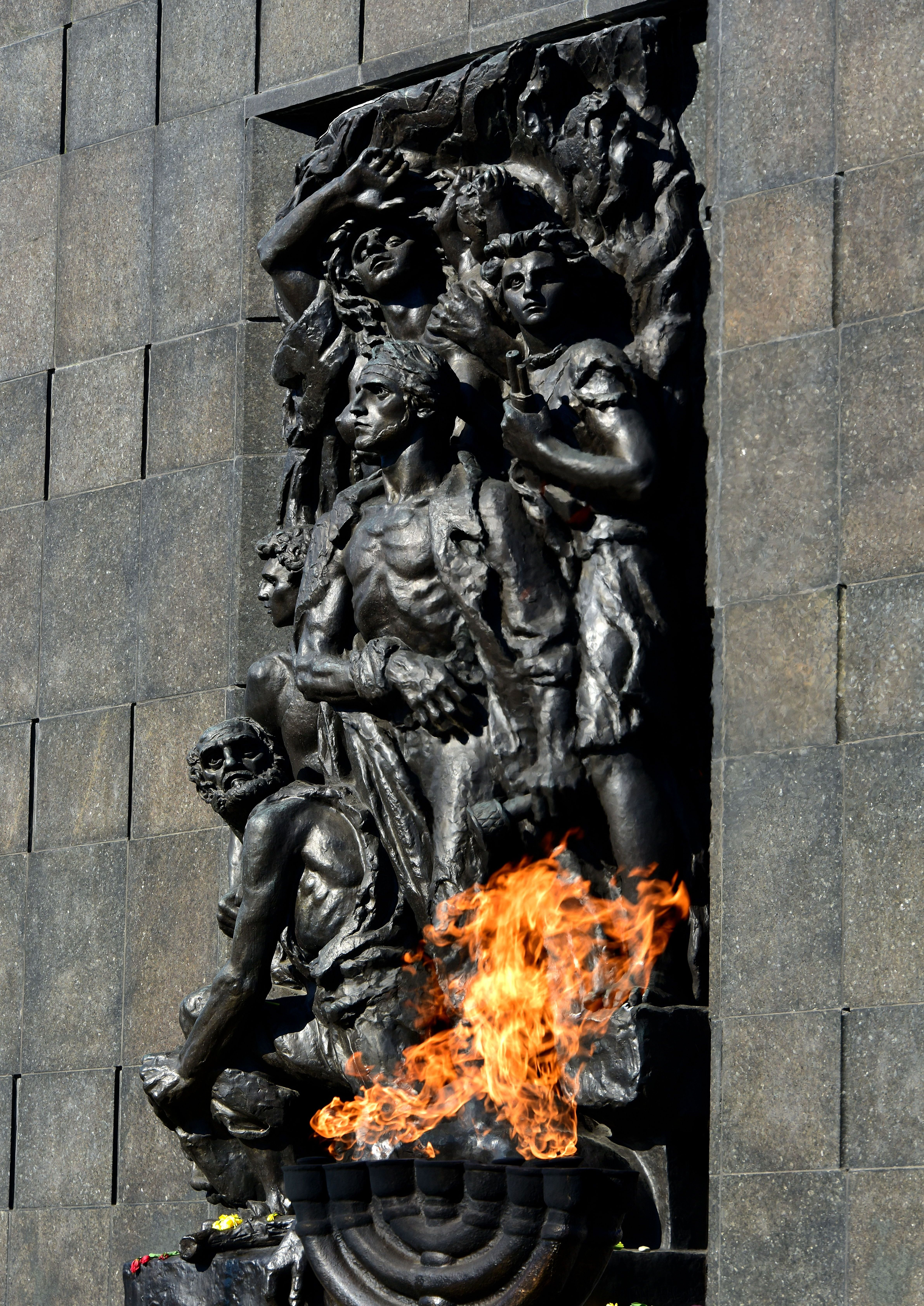
ワルシャワ・ゲットー蜂起記念碑
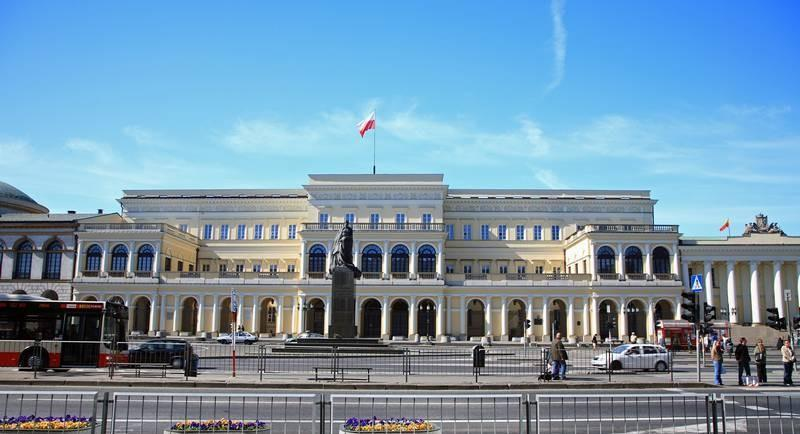
銀行広場の金融委員会宮殿 ネオクラシカル様式の代表的建築物
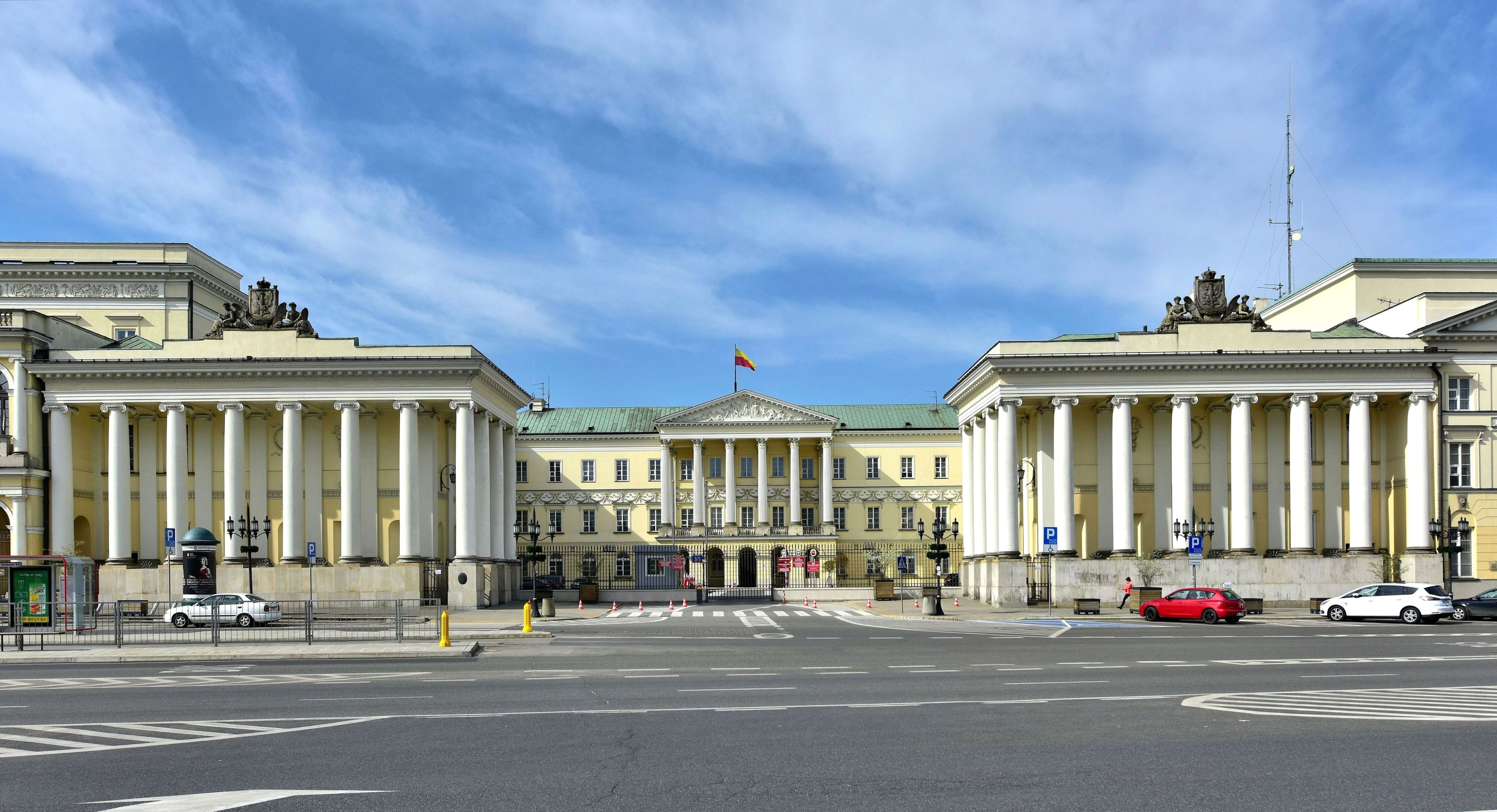
マゾフシェ県庁 ネオクラシカル様式の代表的建築物
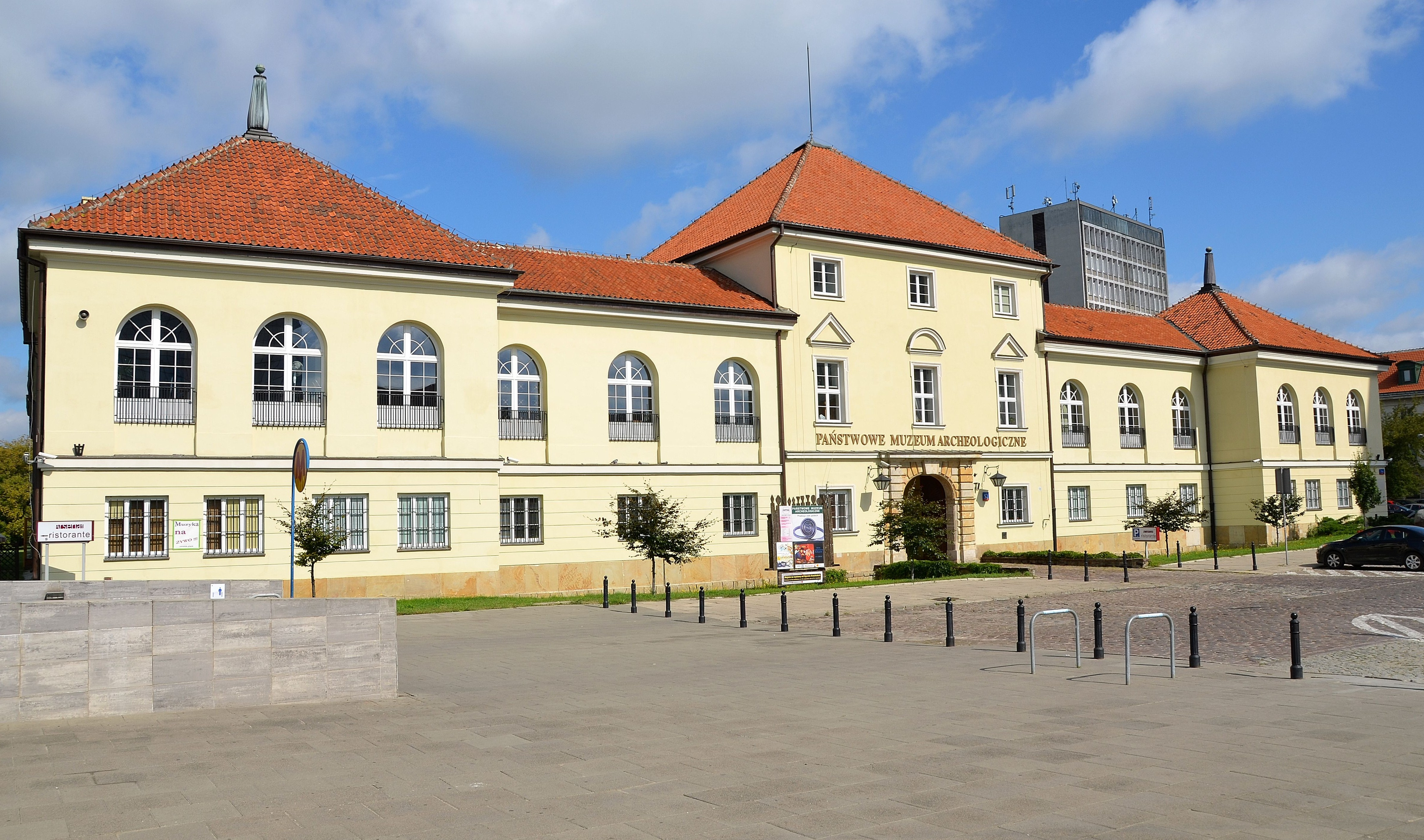
旧兵舎（考古学博物館）
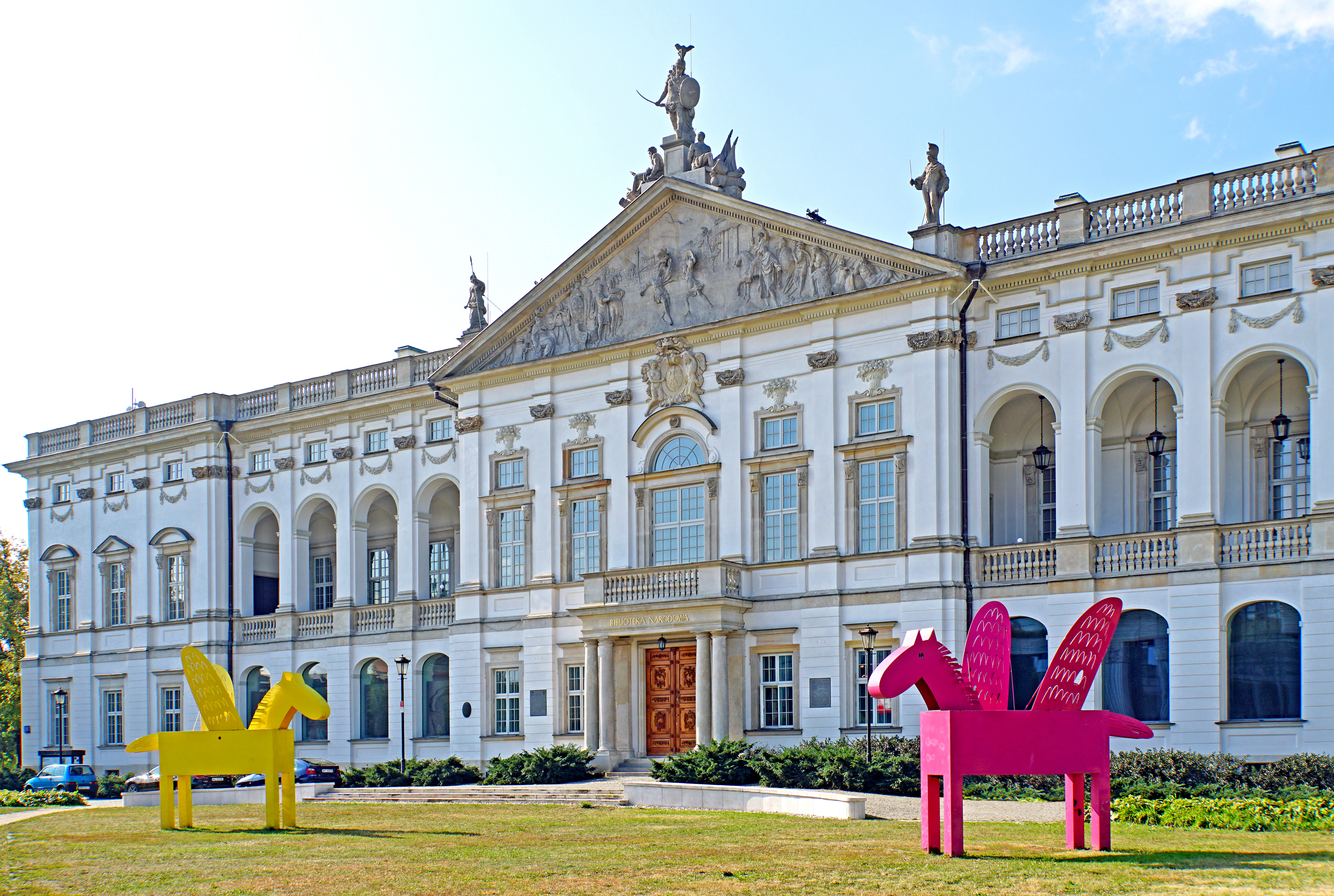
クラシニスキ家の宮殿
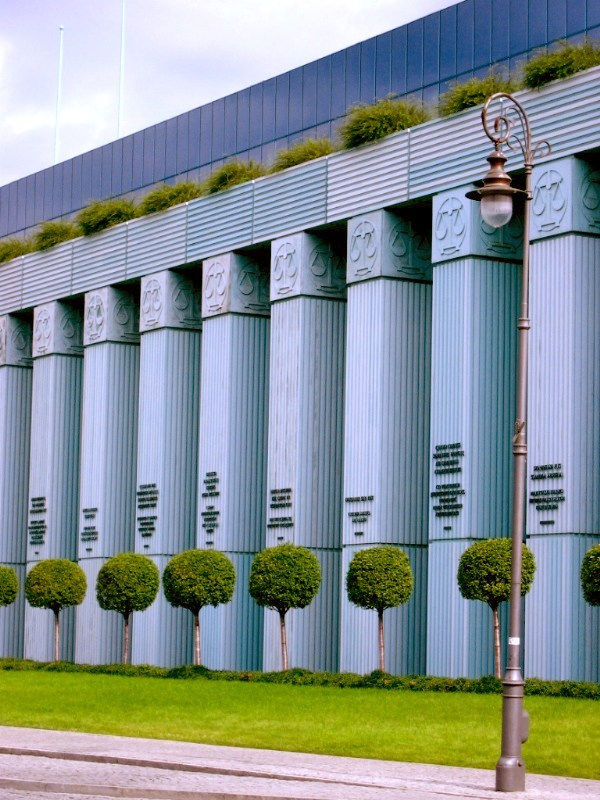
最高裁判所
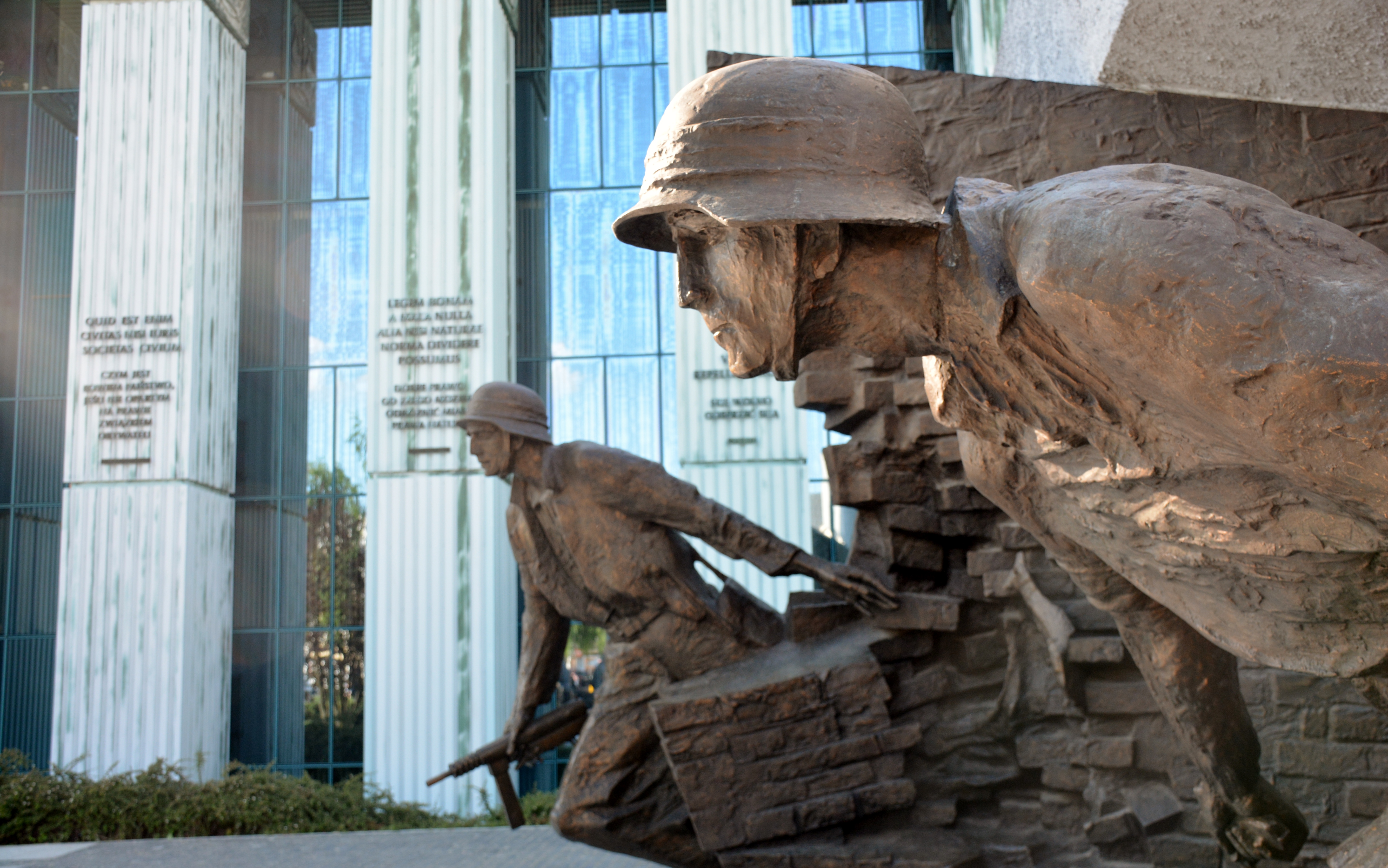
1944年ワルシャワ蜂起記念碑
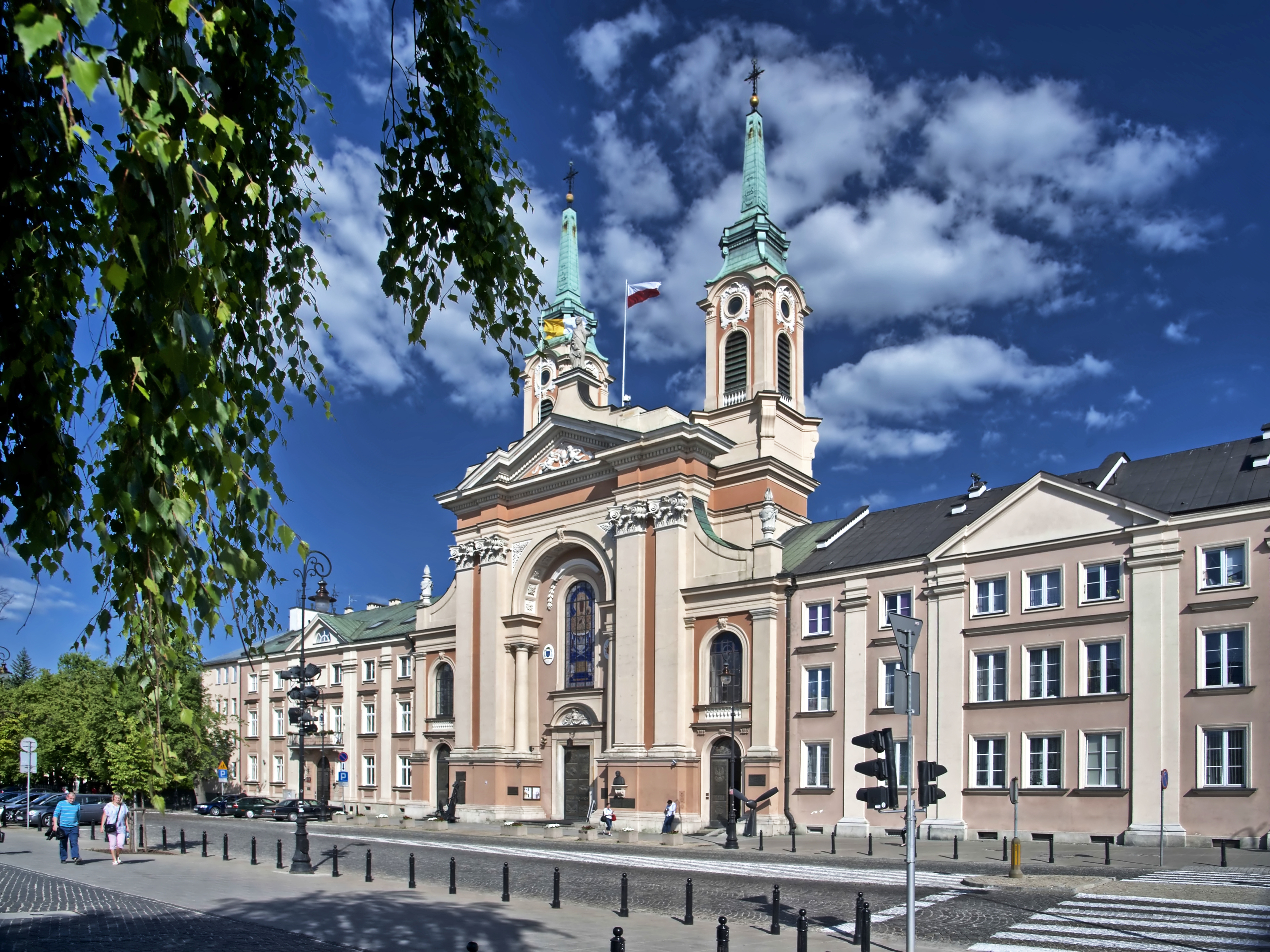
聖マリア教会
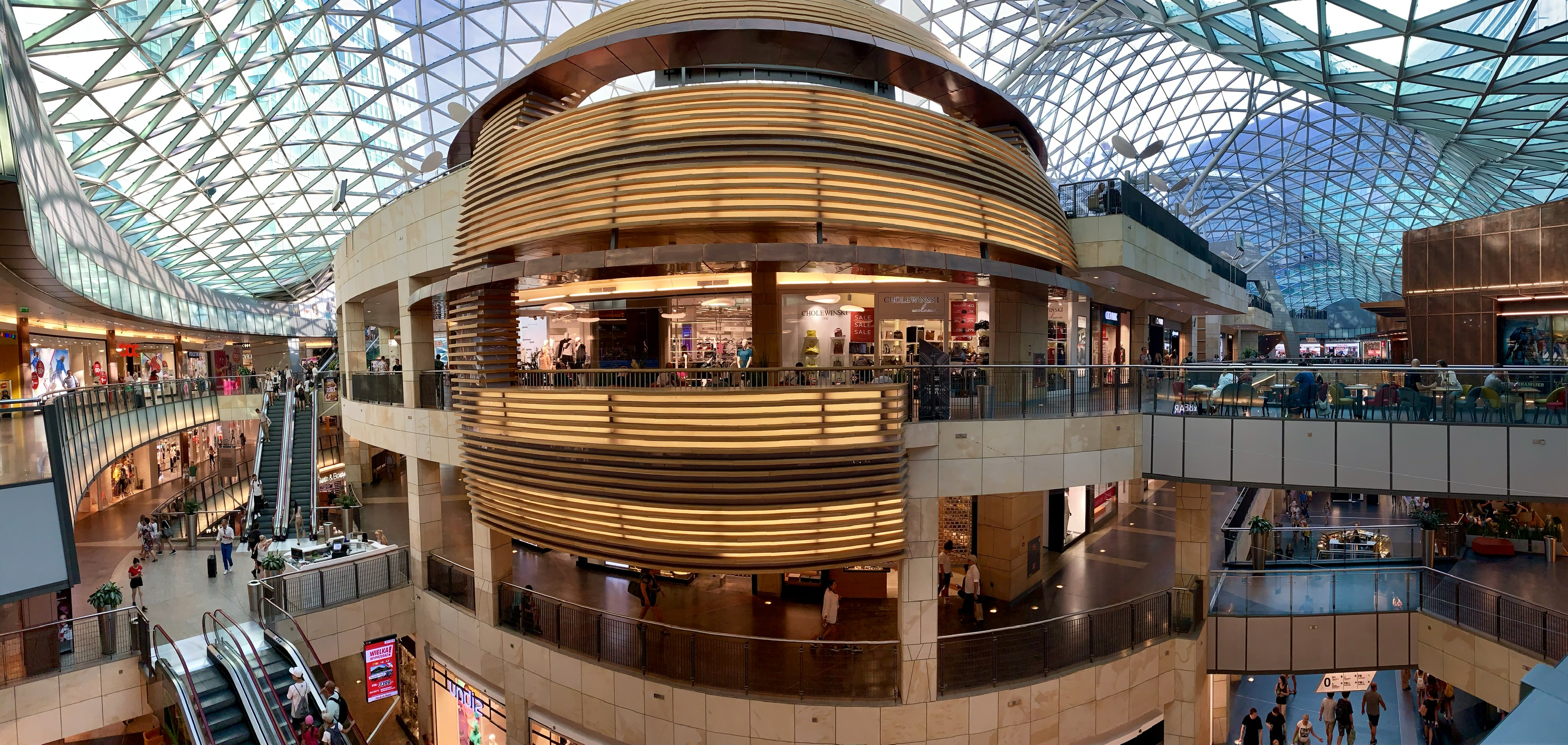
中央駅隣接のゴールド通りにあるショッピングセンター「ズウォテ・タラスィ（ゴールデン・テラス）」
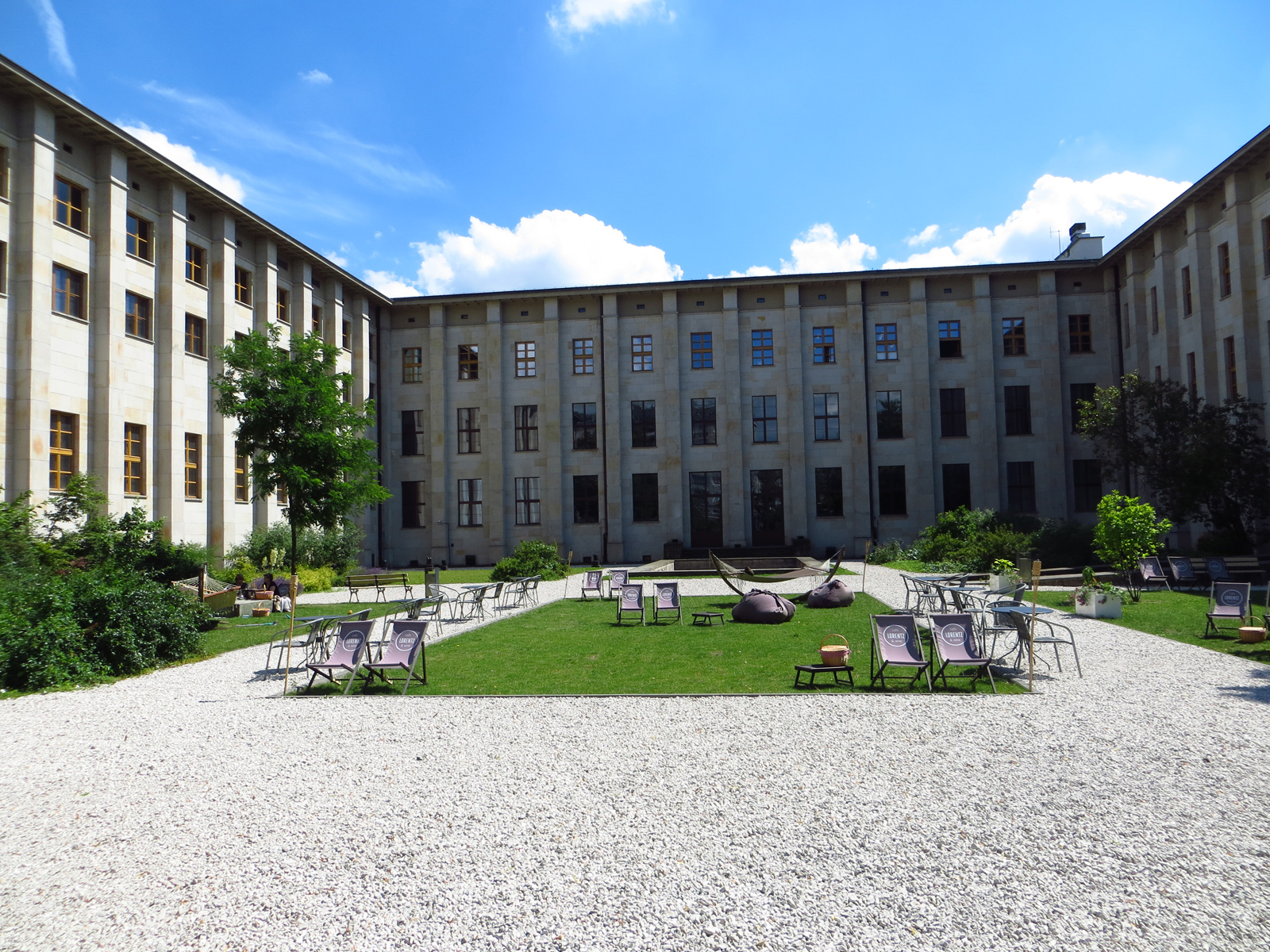
ワルシャワ国立博物館
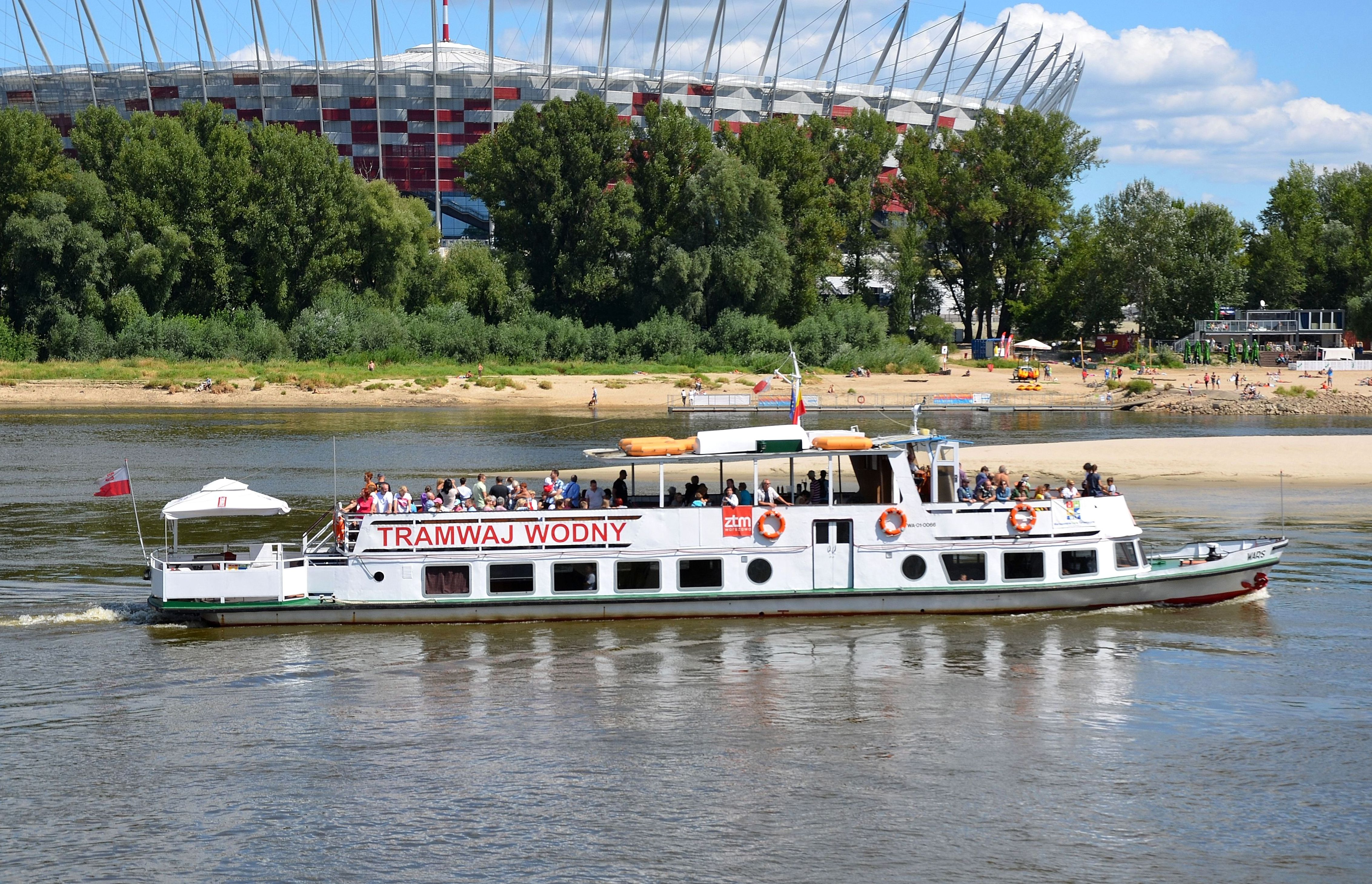
水上バス （「水上トラムTramwaj Wodny」と呼んでいる）
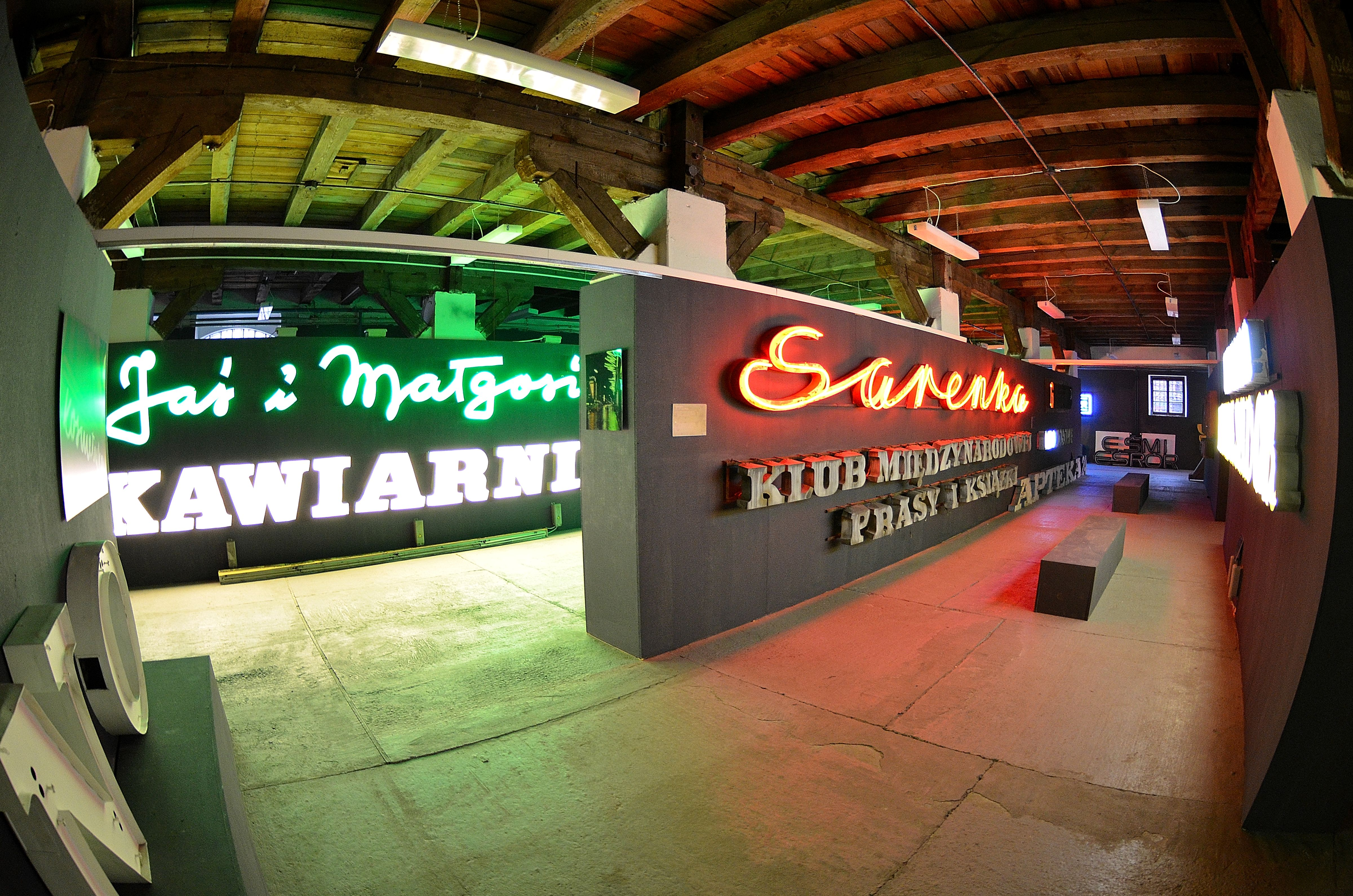
プラガのネオン博物館
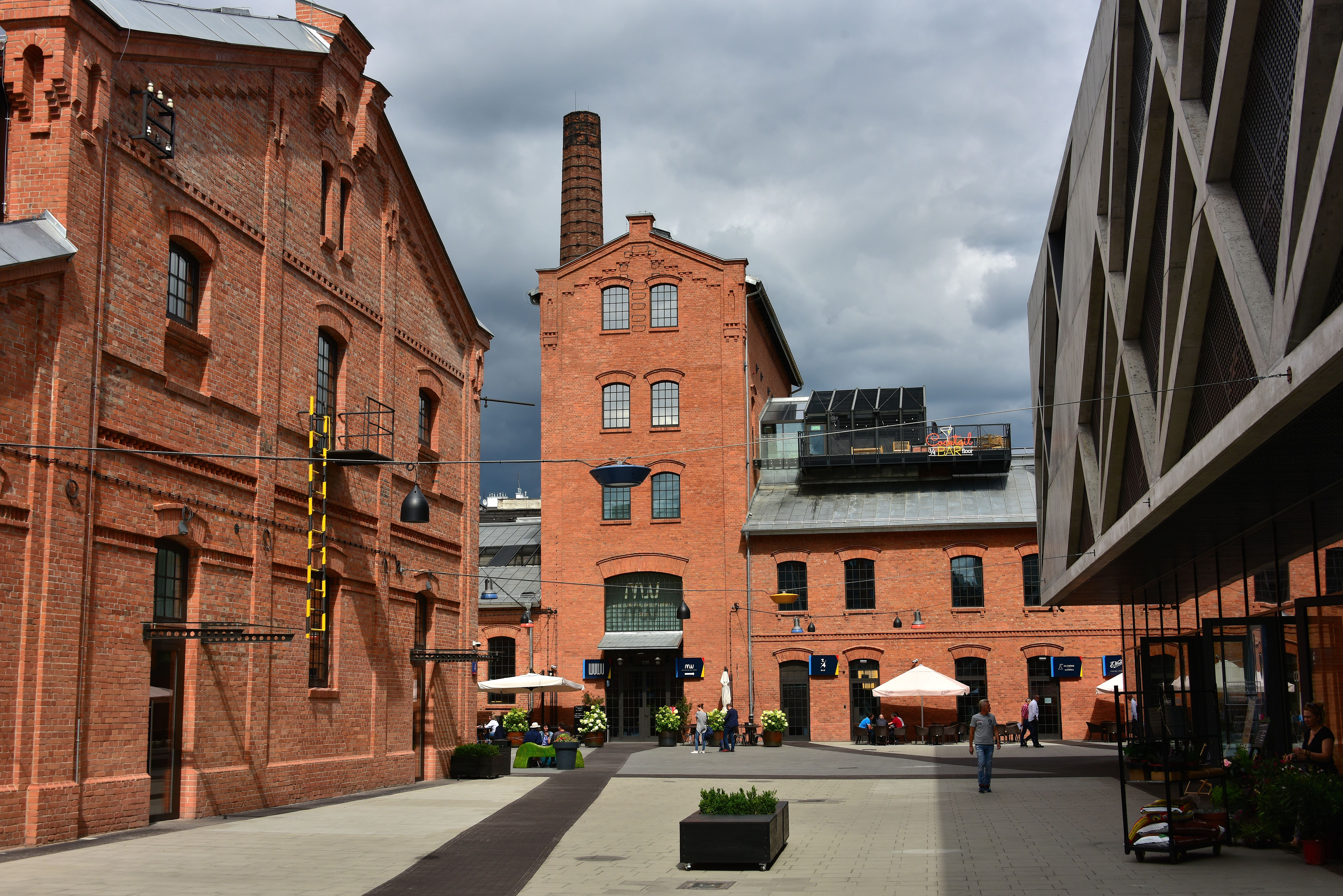
コネサープラガセンター
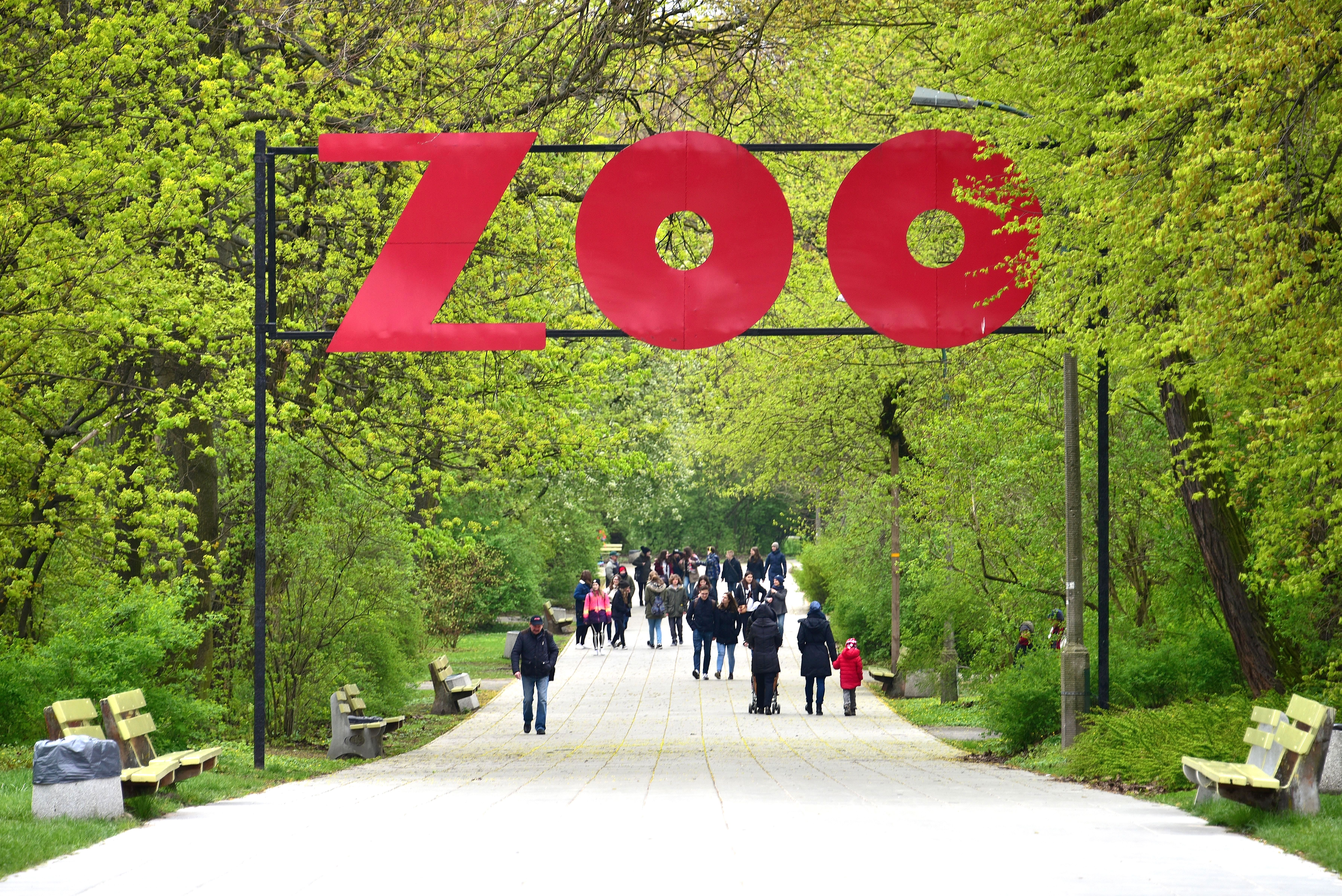
ワルシャワ動物園
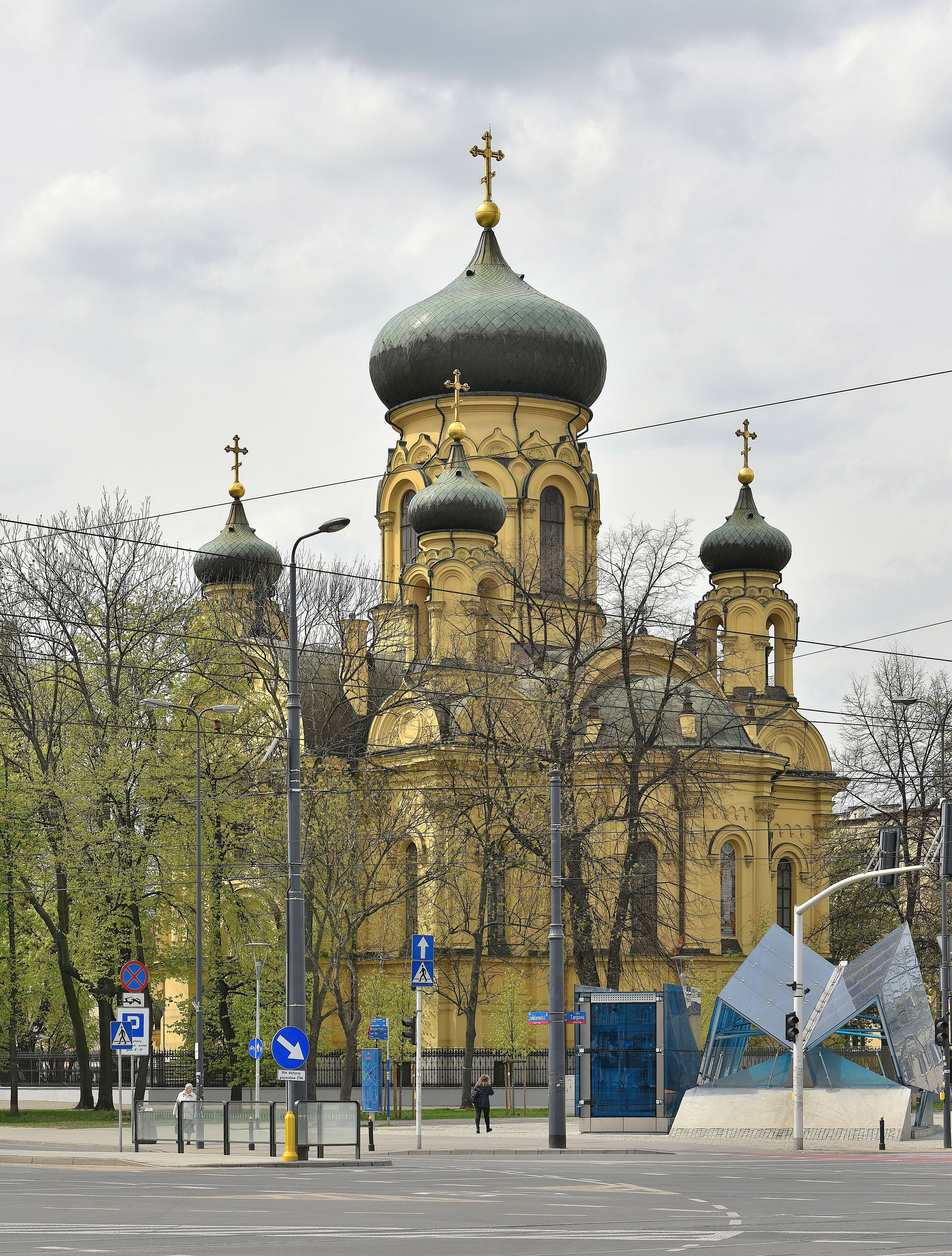
セントメアリーマグダレン大聖堂
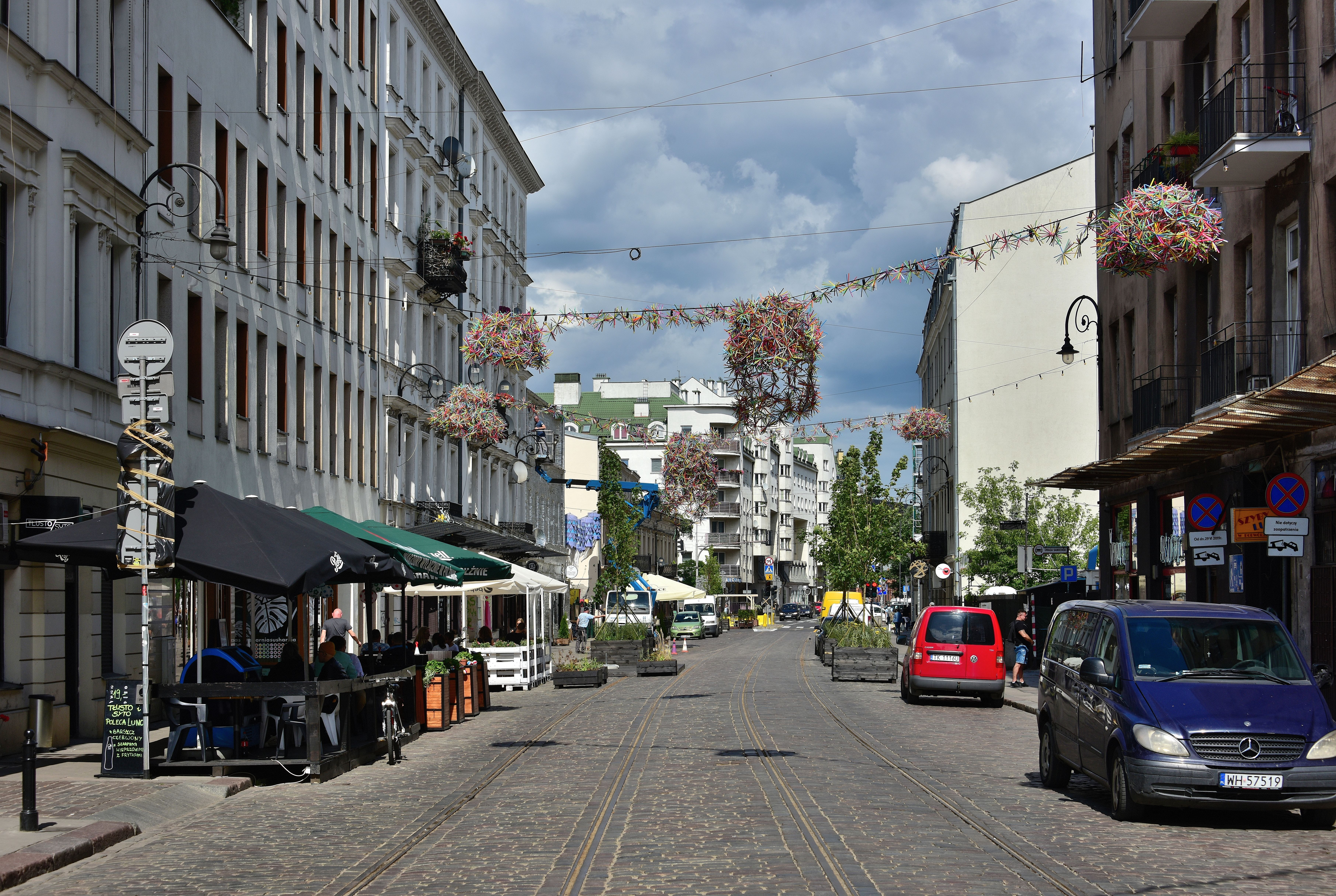
ウリツァ・ゾンプコフスカ